# تاریخ افغانستان (پیش از اسلام)
افغانستان، اگر چه به‌ عنوان یک کشور و یک ملت دارای تاریخی جدید است؛ اما، این سرزمین از لحاظ قدمت تاریخی، یکی از کهن‌ترین کشورهای جهان به‌شمار می‌رود.
افغانستان به دلیل قرار گرفتن در مسیر جاده ابریشم پیوندگاه تمدن‌های بزرگ جهان بوده و یکی از مهم‌ترین مراکز بازرگانی عصر باستان به‌شمار می‌رفته‌است. این موقعیت مهم و حساس ژئواستراتژیکی و ژئوپولیتیکی افغانستان در شکل‌دادن موزائیکی غنی از فرهنگ‌ها و تمدن‌های بزرگ همچون  ایرانی، یونانی، بین‌النهرینی و هندی در این کشور نقش مهمی داشته‌ است. از عصر پارینه‌سنگی و طی دوره‌های تاریخی، مردم افغانستان جایگاه عمده‌ای در معرفی و گسترش ادیان جهانی و نقش مهمی در بازرگانی و دادوستد داشته و گهگاه کانون مسلط سیاسی و فرهنگی در آسیا بوده‌اند. از این رو افغانستان در طول تاریخ گلوگاه یورش مهاجمان و جهان‌گشایان بوده که ردپای آن‌ها هنوز در گوشه و کنار این سرزمین دیده می‌شود.
همان‌طور که از میان‌رودان (بین‌النهرین؛ عراق امروزی) به‌سبب تمدن‌های کهن و باستانی‌اش به‌عنوان "گهوارهٔ تمدن"، و از مصر باستان به‌سبب اهرام باستانی‌اش به‌عنوان "عجایب دنیای باستان" خوانده می‌شود، از افغانستان نیز به‌سبب موقعیت مهم و حساس ژئواستراتژیکی و ژئوپولیتیکی‌اش و حضور موزائیکی غنی از فرهنگ‌ها و تمدن‌های بزرگ و تاریخ هزاران ساله به‌عنوان "چهارراهِ فرهنگ‌های باستان" یاد می‌شود.
در این نوشتار دوران تاریخی پیش از اسلام افغانستان به دو دوره تقسیم می‌شود:
1. دوران پیشاتاریخ: دورانی که به‌سبب نبود خط و کتابت در آن معلومات زیادی از آن در دسترس نیست و فرضیات دانشمندان از این دوره تنها بر آثار بدست‌آمده از کاوش‌های باستان‌شناسی و مطالعات زبان‌شناسی استوار است؛ این دوران از دورهٔ پارینه‌سنگی زیرین که در این دوره نخستین شواهد باستان‌شناسی از حضور انسان در شمال کوهپایه‌های هندوکُش در حدود ۱۰۰٫۰۰۰ پیش از میلاد به‌دست آمده، آغاز می‌شود، و تا پایان عصر بُرُنز و عصر آهن در اوایل سدهٔ هفتم پیش از میلاد (پیدایش خط) را در بر می‌گیرد؛
2. تاریخ باستان: دوران پس از پیدایش خط، که معلومات زیادی از آن در نوشته‌های کهن به جای مانده، و از دورهٔ فرمانروایی مادها و هخامنشیان در اوایل سدهٔ هفتم پیش از میلاد آغاز می‌شود، و تا حمله اعراب به افغانستان در سدهٔ هفتم میلادی را در بر می‌گیرد.

## دوران پیشاتاریخ
دوران پیشاتاریخ یا دوران پیش از تاریخ یا ماقبل تاریخ از پیدایش انسان آغاز می‌شود و به پیدایش خط و کتابت منتهی می‌گردد. در آن دوران تجربه‌ها و دستاوردهای مردم به سرعت از بین می‌رفت و دانش انتقال پیدا نمی‌کرد.

### دوران پارینه‌سنگی

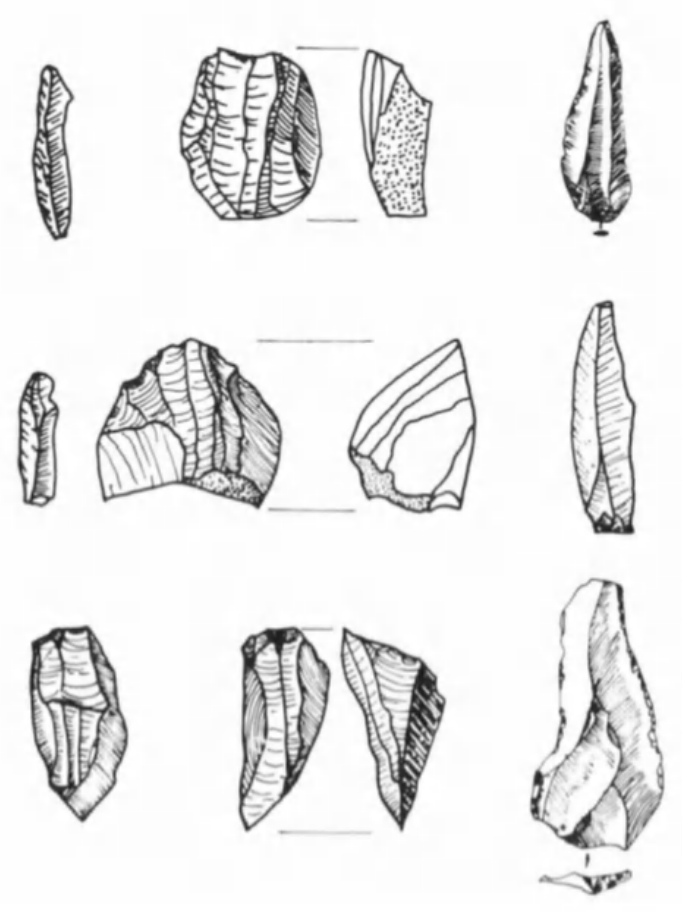
نگارهٔ ۱: ابزارهای سنگی شامل انواع تیغه‌های کوچک، متعلق به دورهٔ پارینه‌سنگی پایانی (۳۰٫۰۰۰ پیش از میلاد) که از قَرَه‌کَمَر در ولایت سمنگان، شمال افغانستان به‌دست آمده‌اند.

دوران پارینه‌سنگی یا عصر حجر (سنگ) کهن، نخستین، ابتدایی‌ترین و طولانی‌ترین مرحله زندگی انسان است؛ از دو میلیون و پانصد هزار تا دورهٔ نوسنگی (عصر حجر نو)، زمانی که انسان با کشاورزی آشنا شد، در حدود دوازده هزار سال پیش را در بر می‌گیرد. این دوران خود به سه زیر دوره تقسیم می‌گردد:
1. دورهٔ پارینه‌سنگی زیرین یا قدیم[پ ۲] یا دورهٔ دیرینه‌سنگی که از حدود دو میلون و پانصد هزار سال پیش شروع و تا یکصد هزار سال قبل ادامه پیدا می‌کند. در این دوره، گونه‌های اولیهٔ سردهٔ انسان (Homo) ظهور می‌کند، که از آتش استفاده می‌کرده و ابزار ساز بوده‌است. آثار دورهٔ پارینه‌سنگی زیرین در آفریقا، شرق مدیترانه و اروپا پیدا شده‌است.[۵]
2. دورهٔ پارینه‌سنگی میانی[پ ۳] یا دورهٔ میان‌سنگی-موسترین از حدود یکصد هزار سال قبل شروع و تا سی هزار سال پیش ادامه داشته‌است. انسان نئاندرتال در این دوره ظهور می‌کند. در این دوره، سنت ابزارسازی موسترین[پ ۴] پدیدار می‌شود که از ابزارهای پیشین پیشرفته‌تر است و شامل تراشه‌های سنگی، رنده‌ها، قلم‌ها، برمه‌ها (مته‌ها)، چاقوهای دسته‌دار و انواع تبر بوده‌ است. در این دوره آیین تدفین وجود داشته‌ است. انسان نئاندرتال به همراه متوفی ابزار، گُل و گِل اخرا دفن می‌کرده‌ است. بر اساس نظریهٔ خروج از آفریقا و با توجه به شواهد ژنتیکی و فسیلی، انسان خردمند[پ ۵] در این دوره، حدود هفتاد هزار سال پیش از خاستگاهش در قاره آفریقا خارج می‌شود و از طریق تنگهٔ آبی باب‌المندب در قسمت جنوبی دریای سرخ به قارهٔ آسیا پا گذاشته و از آنجا به دیگر نقاط زمین مهاجرت می‌کند.[۶]
3. دوره پارینه‌سنگی پایانی[پ ۶]-بارادوستین از حدود پنجاه هزار سال پیش شروع و در ده هزار سال پیش پایان می‌گیرد. در این دوره انسان نئاندرتال از بین می‌رود و انسان خردمند در آسیای میانه پدیدار می‌گردد، و بدین‌ترتیب این منطقه را به یکی از قدیمی‌ترین منزلگاه‌های انسان تبدیل می‌کند.

### دوران پارینه‌سنگی افغانستان
فاصلهٔ زمانی زیاد، دیدگاهمان را راجع به پیدایش نخستین مردمان در افغانستان، که در تراس‌های رودخانه‌ها و غارهای زیستگردار و پناهگاه‌های صخره‌ای در شمال و شرق این کشور امروزی می‌زیستند تار می‌کند.
صدها ابزار سنگی در ساحه‌های متعدد در دشت و صحرا پراکنده شده‌اند - ابزاری چون ابزار کوارتزی متعلق به دورهٔ پارینه‌سنگی زیرین (تبرهای دستی، چاقوهای دسته‌دار و تراشه‌ها) با قدمتی بیش از ۱۰۰٫۰۰۰ ساله - گواهی است بر موجودیت فعالیت‌های منظم انسان در ابتدایی‌ترین بُرهه‌های تاریخی.
اسکلت انسان نِئاندِرتال در طی اواسط دههٔ هفتاد میلادی در درهٔ کور در بدخشان، و همچنین استخوان گیجگاهی بزرگی یافت شده‌اند که به عقیدهٔ دانشمندان می‌بایست متعلق به انسان امروزی با ویژگی‌های نئاندرتالی باشد.
لوئی دوپری، باستان‌شناس دانشگاه پنسیلوانیا راجع به کشف درهٔ کور می‌گوید:
شمال افغانستان شاید منطقه‌ای باشد که هوموساپینس‌های امروزی، یا دست کم گونه‌ای از انسان امروزی، از نظر فیزیکی و جسمانی تحول پیدا کرده و شروع به متحول کردن فناوری عصر حجر کردند.
 اما با حملهٔ شوروی به افغانستان در ۱۹۷۹ میلادی کاوش‌های باستان‌شناسی را که احتمالاً می‌توانست این فرضیهٔ شگفت‌انگیز را تأیید کند، متوقف ساخت.
در شمال افغانستان، از بلخ تا سرحد پاکستان، شواهدی روشن بر فرهنگ‌های عصر حجر، عصر نوسنگی و عصر بُرُنز اولیه موجود است. در یک پناهگاه صخره‌ای در قَره‌کَمَر، در ۱۴ مایلی شمال سمنگان ابزاری متعلق به عصر حجر با قدمتی حدود ۳۰٫۰۰۰ پیش از میلاد به‌دست آمده‌اند. (نگارهٔ ۱) بیشتر از ۲۰٫۰۰۰ ابزار سنگی بدست‌آمده از آق‌کُپرُک (در ولایت بلخ) آنچنان ماهرانه ساخته شده‌اند که باستان‌شناسان اغلب از سازندگان این ابزار در آق‌کُپرُک به عنوان «میکل‌آنجلوهای دورهٔ پارینه‌سنگی فوقانی» یاد می‌کنند.
آثار بدست‌آمده از آق‌کُپرُک متعلق به یک دورهٔ فرهنگی است که ۵۰۰۰ سال، از حدود ۲۰٫۰۰۰ تا ۱۵٫۰۰۰ سال پیش طول کشید. در دوره‌ای که هنرمندی ناشناس چهرهٔ یک مرد (یا یک زن؟) بر روی سنگ آهک کوچکی تراشیده - و یکی از نخستین ترسیم‌های چهرهٔ انسان ساخت دست است که به ما رسیده‌است. (نگارهٔ ۲)

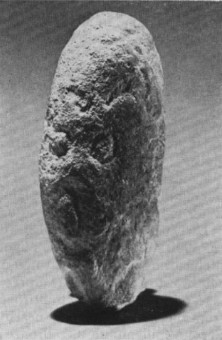
نگارهٔ ۲: سردیسی از انسان از آق‌کُپرُک، در ولایت بلخ، شمال افغانستان، پیرامون ۲۰٫۰۰۰ پیش از میلاد - نخستین ترسیم چهرهٔ انسان که تا اکنون در افغانستان کشف شده‌است.

اگرچه ترسیم‌هایی دیگر از استخوان و سفال در چکسلواکیا و فرانسه در دوره‌ای مشابه ساخته شده‌اند، اما بقایای حجاری‌های آق‌کُپرُک هنوز یکی از قدیمی‌ترین ترسیم‌های شناخته‌شده از چهرهٔ انسان است که تا به کنون کشف شده‌است. اما چرا این کنده‌کاری صورت گرفته؟ شاید پاسخ این پرسش را هرگز نیابیم.
دورهٔ پارینه‌سنگی زیرین افغانستان
ابزارهای مربوط به دورهٔ پارینه‌سنگی زیرین با قدمت بیش از ۱۰۰ هزار سال پیش در دشت ناوُر در غرب غزنی پیدا شده‌است. این ابزار شامل تعدادی ابزار سنگی ساخته شده از کوارتز است که شامل تراشه، ساطور، رنده، تیشه و تبر ابزار هستند. این آثار نخستین شواهد بدست‌آمده از دورهٔ پارینه‌سنگی زیرین در افغانستان هستند.
دورهٔ پارینه‌سنگی میانی افغانستان (۳۰٫۰۰۰–۵۰٫۰۰۰ پیش از میلاد):
آثار بدست‌آمده از درهٔ کور (کُر)، در غرب بدخشان، نخستین شواهد آشکار زیستگاه‌های انسان را در افغانستان نشان می‌دهد. طی کاوش‌هایی در درهٔ کور در سال ۱۹۴۴ توسط لوئی دوپری و همکارانش، ابزارهای موسترین و جمجمهٔ انسان نئاندرتال به‌دست آمده که مربوط به دورهٔ میان‌سنگی بوده و عمر آن را ۳۰ هزار سال پیش تخمین زده‌اند. از دیگر پایگاه‌های باستان‌شناسی مربوط به این دوره می‌توان از درهٔ چخماخ (در ولایت بلخ)، درهٔ دادِل (در ولایت بلخ)، دشت ناوُر (در ولایت غزنی)، غارِ مُرده‌گوسفند (در ولایت فاریاب)، حَیرَتان (در ولایت سمنگان)، قَرَه‌کَمَر (در ولایت سمنگان)، کِشم (در ولایت بدخشان)، سَرِ نمک (در ولایت سمنگان) و زَمبوکَن (در ولایت بلخ) نام برد.
دورهٔ پارینه‌سنگی فوقانی افغانستان (۱۰٫۰۰۰–۱۵٫۰۰۰ پیش از میلاد):
آثار به‌دست آمده از این دوره در آق‌کُپرُک (در ولایت بلخ)، درهٔ کلان (در ولایت سمنگان)، حَیرَتان (در ولایت سمنگان)، اسلام‌پنجه (در ولایت جوزجان)، کِلِفت (در ولایت بلخ)، کوک‌جَر (در ولایت سمنگان)، و سَرِ نمک (در ولایت سمنگان) یافت شده‌اند.
دورهٔ فراپارینه‌سنگی افغانستان (۸٫۰۰۰–۱۰٫۰۰۰ پیش از میلاد)
آثار به‌دست آمده از این دوره در آق‌کُپرُک (در ولایت بلخ)، باد آسیا؟ (در ولایت بدخشان)، بهارک؟ (در ولایت بدخشان)، برخَنِ زادیان (در ولایت بلخ)، درهٔ کلان (در ولایت سمنگان)، هزارسُم (در ولایت سمنگان)، قَرَه‌کَمَر (در ولایت سمنگان)، لَنگارکیش؟ (در ولایت بدخشان)، رحمان‌گُل (در ولایت بدخشان)، سَندوکتی (در ولایت جوزجان)، شاه‌تپه (در ولایت سمنگان)، سیاه‌ریگان (در ولایت سمنگان)، تاش‌گُذر (در ولایت فاریاب)، تاشقورغان (در ولایت سمنگان) و اوچ‌تپه (در ولایت بلخ) یافت شده‌اند.

### دورهٔ نوسنگی
(۴۰۰۰–۸۰۰۰ پیش از میلاد)
دورهٔ نوسنگی واپسین مرحلهٔ عصر حجر است و قبل از عصر فلزات یعنی عصر مس (Chalcolithic)، عصر بُرُنز (۴۰۰۰–۸۰۰۰ پیش از میلاد) و عصر آهن (۷۰۰–۱۵۰۰ پیش از میلاد) آغاز می‌گردد. در دورهٔ نوسنگی، در برخی نواحی خاورمیانه، انسان در حدود ۱۱ هزار سال پیش، از مرحله جمع‌آوری و شکار به مرحله کشت و اهلی کردن انتقال یافت. به این خاطر دورهٔ نوسنگی را «عصر کشاورزی» نیز دانسته‌اند.
در سال ۱۹۶۵ دکتر لوئی دوپری در نتیجه کاوش‌های خود در آق‌کُپرُک، در جنوب مزار شریف و کنار بلخ‌آب، آثاری را به دست آورد که براساس شواهد اهلی‌ساختن حیوانات در این دوره، متعلق به دورهٔ نوسنگی است.
از دیگر پایگاه‌های باستان‌شناسی مربوط به دورهٔ نوسنگی می‌توان از چاش‌بابا (در ولایت جوزجان)، چیلیکِ قُل (در ولایت جوزجان)، چیلیکِ یَلدَش (در ولایت جوزجان)، چیلیکِ یاس‌خان (در ولایت جوزجان)، گورزیوان (در ولایت فاریاب)، هزارسُم (در ولایت سمنگان)، جَرقودوق (در ولایت جوزجان)، کَوک (در ولایت جوزجان)، خواجه دوکوه (در ولایت فاریاب)، خواجه دوکوه نو (در ولایت فاریاب)، کیلیفت (در ولایت بلخ)، لَیرو؟ (در ولایت زابل)، قاق (در ولایت فاریاب)، قاقِ نظارآغا (در ولایت فاریاب)، قره‌قُل (در ولایت جوزجان)، قَره‌تپه (در ولایت سمنگان)، قورقودوق (در ولایت جوزجان)، سَفَروال (در ولایت جوزجان) و سیدآباد (در ولایت جوزجان) نام برد.
زمین‌های کشاورزی با قدمتی ۲۰٫۰۰۰–۳۰٫۰۰۰ پیش از میلاد، که در هزار سُم و در کوهپایه‌های هندوکش یافت شده‌اند، این واقعیت را تأیید می‌کنند که شمال افغانستان یکی از نخستین جایگاه‌های حیوانات و گیاهان خانگی بوده‌است؛ و بعدها، روستاهای زراعی با قدمتی ۵٫۰۰۰–۷٫۰۰۰ سال پیش از میلاد، در نزدیکی تپهٔ دِه‌مُراسی (پشتو: دِه‌مُراسی غوندَی) در ولایت قندهار، دورهٔ تحول انسان را نشان می‌دهد که روستاهایی با زمین‌های کشاورزی پدیدار شده و جایش را به شهرهای کوچک داده‌است. در این دوران، شواهدی از فرهنگ عصر بُرُنز به وفور پدیدار می‌شود.
در این دوره، در حدود ۷۰۰۰ سال پیش از میلاد، دهقانان و چوپانانی در جلگه‌های حاصلخیز پیرامون هندوکُش زندگی می‌کردند. این مردمان صنعت ابتدائی خانه‌سازی با خشت خام و سفالگری را با خود به همراه آوردند و بعدها، در عصر مس (Chalcolithic)، از فروش لاجورد (Lapis lazuli) که در سواحل و بستر رودخانه‌ها می‌یافتند و تجارت آن به کشورهای اولیه باختری از طریق فلات ایران و میان‌رودان ثروتمند می‌شدند.

### عصر بُرُنز و عصر آهن
(عصر برنز: ۱۵۰۰–۴۰۰۰ ق.م. عصر آهن: ۷۰۰–۱۵۰۰ ق. م)

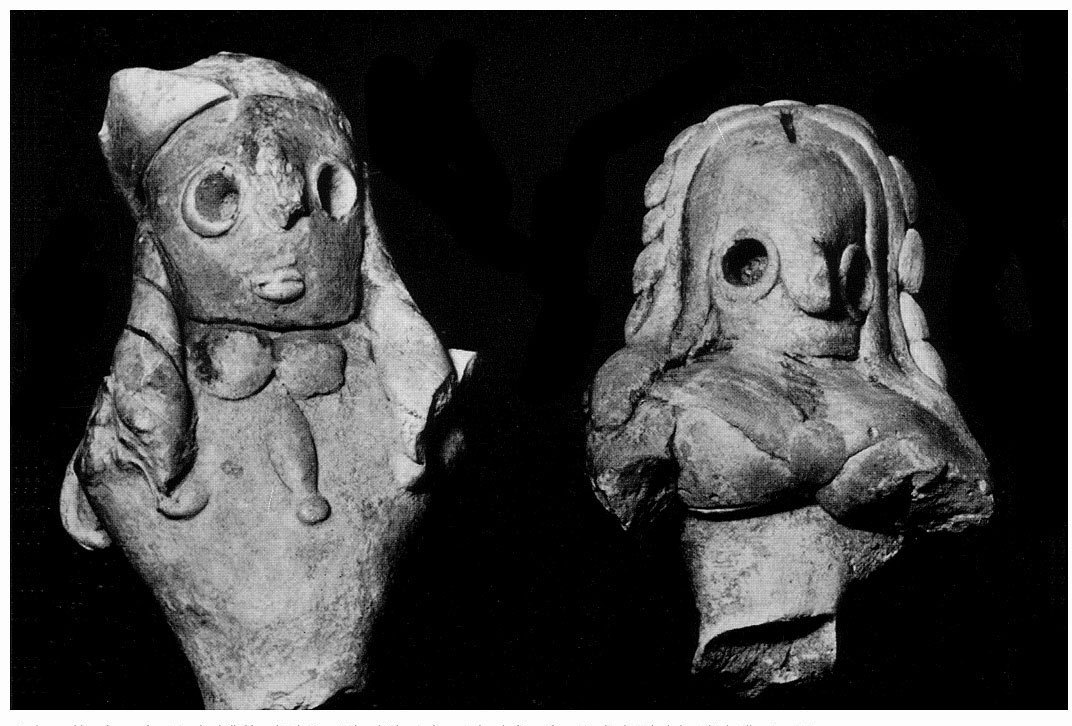
نگارهٔ ۳: تندیس‌های ایزدبانوان مادر از مُندیگَک (چپ) و تپهٔ دِه‌مُراسی (راست)، گِل پُخته، ولایت قندهار، هزارهٔ سوم پیش از میلاد.

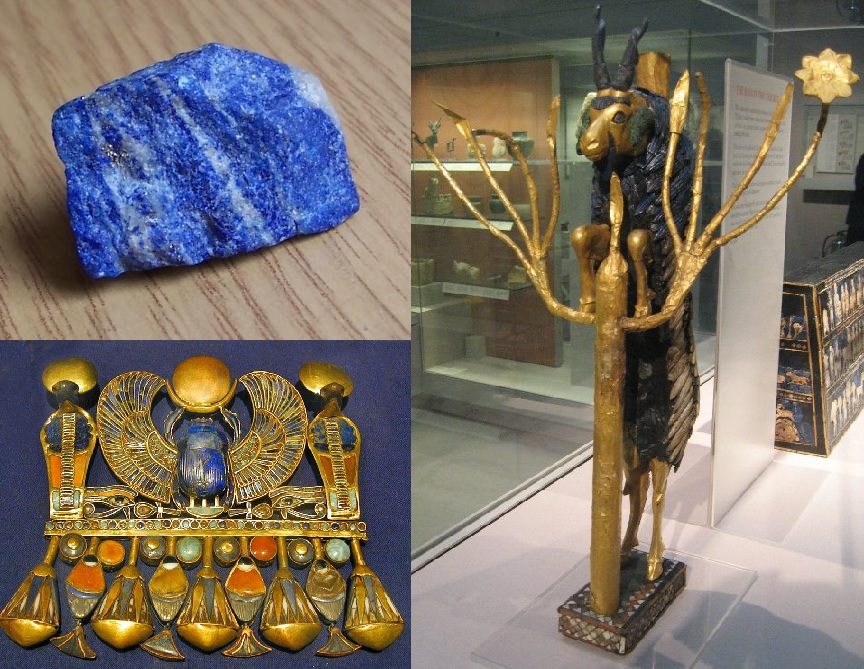
نگارهٔ ۴: سنگ لاجوَرد (لاتین: Lapis lazuli) نوعی سنگ قیمتی آبی‌رنگ است که تنها در افغانستان یافت می‌شود ولی از هزاران سال پیش در جهان خواهان زیادی داشته‌است. این سنگ در جواهرات فراعنهٔ مصر باستان، هنر خاور نزدیک باستان و تا هنر رنسانسِ ایتالیا به چشم می‌خورد. وجود ده‌ها تُن سنگ لاجورد بکارفته در گنجینه‌های شاهان میان‌رودان (بین‌النهرین) و فراعنهٔ مصر باستان نشان‌دهندهٔ این واقعیت است که این سنگ قیمتی در آن عصر در اوج مُد بوده و نیاکان باشندگان افغانستان در تجارت و بازرگانی در عصر بُرُنز نقش پویایی داشتند. همچنین ضرورت انتقال این همه سنگ لاجورد از افغانستان به خاور نزدیک و مصر گواه بر موجودیت امکانات و تأسیسات پیشرفتهٔ بین راهی در آن عصر است.
سمت چپ، بالا: نمونه‌ای از سنگ لاجوَرد.
سمت چپ، پایین: لاجورد بکار رفته در یکی از زیورآلات توت‌عنخ‌آمون، یکی از فراعنهٔ مقتدر مصر باستان، ۱۳۵۲–۱۳۶۱ پیش از میلاد.
سمت راست: لاجوَردِ بکار رفته در «قوچ در یک بیشه»، بدست‌آمده از مقبره‌های شاهی شهر باستانی اور، میان‌رودان (بین‌النهرین) باستان، عراق امروزی، ۲۵۰۰–۲۶۰۰ پیش از میلاد.

فرهنگ عصر بُرُنز (عصر مِفرَغ) اولیه در شمال و شرق افغانستان پدید آمد. در عصر برنز سه تمدن باختر-مرو (که گاه 'تمدن آمودریا' نامیده می‌شود)، درهٔ سِند و جیرُفت (تمدنی نیاعیلامی) در افغانستان اثرگذار بودند. (نقشهٔ ذیل را ببینید). نخستین شواهد واقعی شهری‌سازی در تپهٔ دِه‌مُراسی (پشتو: دِه‌مُراسی غوندَی) و مندیگَک (در نزدیکی قندهار امروزی) پدیدار گشت، که پایتخت‌های محلی تمدن دره سند بودند. اقتصاد بر اساس گندم، جو، دامداری و معدن‌کاری استوار بود. سنگ لاجوَرد که در گورهای پادشاهان اور در جنوب عراق، پیرامون ۲۵۰۰–۲۶۰۰ پیش از میلاد، بکار رفته بود از بدخشان در شمال‌شرق افغانستان در همان دوره استخراج شده بود. همچنین شبکهٔ راه زمینی بازرگانی دوربردی با میان‌رودان (بین‌النهرین) و مصر ایجاد شده بود.
با اینکه بسیاری از آثار ساحه‌های چون دشت دَشلی به غارت رفته، آثار بسیار زیاد دیگری نیز کشف شده، و آثار بیشتری انتظار می‌رود در این ساحه‌ها پیدا شوند.
در طی جستجوهای باستان‌شناسان برای یافتن تمدن، آن‌ها در مُندیگک (در نزدیکی قندهار امروزی) شواهدی از یک شهر واقعی پیدا کردند، و شواهدی از بناها و اشیائی که شهرهای واقعی برجای می‌مانند: بناهای مذهبی و آثار هنری حجاری‌ شده و نقاشی شده.
در مندیگک، باستان‌شناسان بنای ستون‌دار بزرگی متعلق به هزارهٔ سوم پیش از میلاد کشف کردند که درگاهش با خط سرخ ترسیم شده بود، و احتمالاً برای اهداف مذهبی بنا شده بود. در تپهٔ دِه‌مُراسی، باستان‌شناسان مجموعه‌ای از یک زیارتگاه را پیدا کردند که حاوی اشیایی بود متعلق به مراسم مذهبی همچون شاخ‌های بُز، یک کاسه، مُهر مِسی، لولهٔ مسی توخالی، جام کوچکی از سنگ مرمر، و یک تندیس سفال‌گری‌شده و کنده‌کاری‌شده از یک ایزدبانوی مادر (نگارهٔ ۳) و تندیسی که نشانهٔ فراوانی بوده و مشابه تندیس‌هایی بود که در مندیگک نیز یافت شده بودند.
عاقبت تپهٔ دِه‌مُراسی در حدود ۱۵۰۰ پیش از میلاد متروکه شد، شاید به دلیل تغییر مسیر رودخانه به‌سوی غرب که تپهٔ دِه‌مُراسی آنجا بنا شده بود. مندیگک برای ۵۰۰ سال دیگر نیز دوام پیدا کرد. دو هجوم پیاپی قومی کوچ‌نشین از سوی شمال باشندگان این ساحه‌ها را بعد از ۲۰۰۰ سال زیست مداومشان در این شهر مجبور به ترک آن شدند.
زمانیکه باستان‌شناسان در افغانستان تمدن‌های باستانی را در مندیگک و دِه‌مُراسی کاوش می‌کردند، نزدیک به سه هزار کیلومتر آنطرفتر در غرب، در شهر باستانی اور در جنوب عراق، یک تیم دیگر از باستان‌شناسان زمانی که جواهر و آثار کشف‌شدهٔ دیگر یافت‌شده از مقبره‌های شاهی (حدود ۲۴۰۰ پیش از میلاد) را مطالعه می‌کردند، به آثار چشمگیر دیگری برخوردند.
بیش از بیست هزار مُهره‌های ساخته‌شده از سنگ لاجوَرد از مقبره‌های شاهی بیرون کشیده شده بودند که همگی دقیقاً ترکیب معدنی یکسانی داشتند؛ بدین معنا که همگی از یک معدن استخراج شده بودند. در واقع، پس از بررسی‌های گسترده، به این نتیجه رسیدند که تقریباً هر یک از این لاجوردهای بکاررفته در جواهرات شاهانِ خاور نزدیک باستان (نگارهٔ ۴) - که هزاران کیلو سنگ لاجوَرد بود - همگی از یک رشته‌کوه آمده بودند، معدن سرِ سنگ در اعماق هندوکش افغانستان.
انتقال این همه سنگ لاجورد از افغانستان تا میان‌رودان (بین‌النهرین)، و حتی تا مصر (جایی که این سنگ آبی‌رنگ به عنوان اوج مُد انگاشته می‌شد)، و حمل اجناس قیمتی از آنطرف (همچون طلا، مس، سنگ‌های قیمتی، چوب و حیوانات غیر بومی) بدون تدارکات لجستیکی پیشرفته و مجموعه‌ای از امکانات و تأسیسات بین راهی امکان نداشت.
همان‌طور که شواهد باستان‌شناسی نشان می‌دهد، تمدن دوران هزارهٔ چهارم و سوم پیش از میلاد هیچ خلأئی را در پهناوری دنیای ارتباطی و تجاری که میان‌رودان را با هند و چین وصل می‌کرده، باقی نگذاشته‌است.
در ۴۰۰۰ پیش از میلاد، شکل‌های اولیه از زندگی شهری با فرهنگ‌های خاص در بازه‌های زمانی منظم رونق پیدا کرد، که نمونهٔ آن جاپاهای سنگی، در سرتاسر آسیای میانه است؛ بنابراین لاجوَردی که از معادن سرِ سنگ در افغانستان به شهرهای بزرگی چون اور در ۲۴۰۰ پیش از میلاد می‌رسید و در امتداد راه‌های تجاری حمل می‌شد، مبادلهٔ آن هزاران سال پیش از آن فعال بوده‌است.
برعکس تمدن‌های میان‌رودان، مصر یا درهٔ سند، در تمدن‌های آسیای میانه، رودهای برتری برای تمرکز دادنِ مردم، منابع و مبادلات در مسیر کوه تا اقیانوس وجود نداشت. با این وجود، آمیزشی بزرگ از مردمان متنوع و جوامع مستقل در این سرزمین‌های دورافتاده برخاستند - یک شهرنشینی ناپیوسته که در آن کمبود آب و شرایط اقلیمی سخت معمول بوده‌است.
آثار به‌دست آمده از عصر بُرُنز در افغانستان (۱۵۰۰–۴۰۰۰ پیش از میلاد) در اکرم‌قلعه (در ولایت هلمند)، علی‌آباد (در ولایت کُندوز)، آق‌کُپرُک (در ولایت بلخ)، اَرَنجی (در ولایت جوزجان)، اَیَتان‌تپه (در ولایت سمنگان)، باد سه‌غوندَی (در ولایت قندهار)، باغِ پول‌غوندی (در ولایت قندهار)، بَرَگ‌توت (در ولایت فراه)، باسیز (در ولایت کُندوز)، بوئینه‌قره (در ولایت بلخ)، چادُرتپه (در ولایت بلخ)، چارسنگ‌تپه (در ولایت قندهار)، چولِ آبدان (در ولایت کُندوز)، دَم (در ولایت نیمروز)، درهٔ کور (در ولایت بدخشان)، دَشلی ۱ (در ولایت جوزجان)، دشلی ۳ (در ولایت جوزجان)، دشلی شرقی (در ولایت جوزجان)، دشلی جنوبی (در ولایت جوزجان)، تپهٔ دِه‌مُراسی (در ولایت قندهار)، ده نو (در ولایت سمنگان)، فرخ‌آباد (در ولایت بلخ)، گردان‌ریگ (در ولایت نیمروز)، هیردای‌تپه (در ولایت فاریاب)، قندهار، خوش‌بای (در ولایت تخار)، خوش‌تپه (تپه فُلول) (در ولایت بغلان)، کهنه قلعه طالقان (در ولایت تخار)، لَیرو (در ولایت زابل)، مُندیگَک (در ولایت قندهار)، مُندی‌حصار (در ولایت قندهار)، قونسای (در ولایت کُندوز)، قورغان‌تپه (در ولایت تخار)، سعید قلعه‌تپه (در ولایت قندهار)، سسماق (در ولایت تخار)، شهر صفا (در ولایت زابل)، شیرآباد (در ولایت سمنگان)، شورتوغَی (در ولایت تخار)، سیاه‌ریگان (در ولایت سمنگان)، اِسپیروَن (در ولایت قندهار)، تیکَر (در ولایت فاریاب) و اورته‌بُز (در ولایت تخار) یافت شده‌اند. (نقشهٔ بالا را ببینید)
فرهنگ‌های عصر برنز اثرگذار در افغانستان و فرهنگ‌های مرتبط با آن در منطقه
پایگاه باستان‌شناسی ■
شهر امروزی ◉
توجه: برای مشاهدهٔ موقعیت صحیح این پایگاه‌ها از تفکیک‌پذیری (resolution) ابعاد ۱۹۲۰ در ۱۰۸۰ و زوم %۱۰۰ در صفحهٔ نمایشگر خود استفاده کنید.
عصر برنز جدید و عصر آهن، مهاجرت آریایی‌ها و تمدن باختر-مَرو

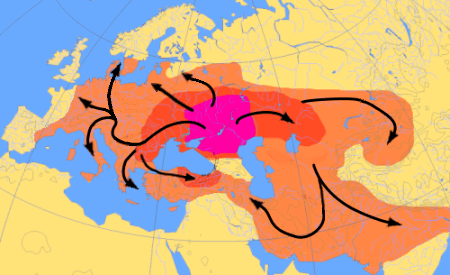
نگارهٔ ۵: نقشهٔ مهاجرت‌های هندواروپائیان در حدود شش تا سه هزار سال پیش از دیدگاه مُدل کورگان (Kurgan)

بعد از ۲۴۰۰ پیش از میلاد، رشد جوامع شهرنشین در آسیای میانه به‌شدت به چالش کشیده شد. در طی یک مدت‌زمان ۳۰۰ ساله، هیچ‌کدام از مراکز عمده‌ای که در نیمهٔ اول هزارهٔ سوم پیش از میلاد به وجود آمده بودند، دیگر دارای سکنه نبودند. دلایل دقیق برای این «فروپاشی مدنی» همچنان یک راز مانده‌است. با اینحال در اواخر هزارهٔ سوم پیش از میلاد، در شمال افغانستان و جنوب ترکمنستان و ازبکستان، مجموعه‌ای از وقایع منجر به ظهور شهرها و زیستگاه‌هایی شد که از آن پس می‌رفت تا تأثیر عمده‌ای برجای بگذارد.
شمار زیادی از مهاجمان و مهاجران کوچ‌نشین، مردمان دامدار بدون شهر که سوار بر اسب یا با ارابه سفر می‌کردند، و از قبل بنام آریایی‌ها (برگرفته از واژهٔ سانسکریت، به معنای «مردمان نجیب و شریف») شناخته می‌شدند، از منطقهٔ دریای مازندران به‌سوی جنوب مهاجرت کرده و از آمودریا (Oxus) گذشته و طی اوایل هزارهٔ دوم (حدود ۱۷۰۰ پیش از میلاد) وارد افغانستان امروزی شدند. (نگارهٔ ۵)
هیچ گونه آثار هم‌عصر با سفر آریایی‌ها یافت نشده‌است. اما نظر به افسانه‌ها، آریایی‌ها هم‌زمان با مهاجرتشان سروده‌هایی سروده‌اند که دهان به دهان از یک نسل از موبدان (روحانیون) به نسلی دیگر منتقل می‌شده تا اینکه در حدود ۱۲۰۰ پیش از میلاد، زمانی که این سروده‌ها در مجموعه‌ای چند جلدی جمع‌آوری شد که بنام ریگ‌وِدا (۱۱۰۰–۱۷۰۰ ق. م) مشهور است.
این نوشته‌ها، راجع به قومی هستند، که قرن‌ها پیش از آن، از هندوکش برخاسته و در ۱۵۰۰ پیش از میلاد از رود کوبها، یا رود کابل، گذشتند (نگارهٔ ۶) و بدین‌ترتیب تقریباً می‌توان سفر این کوچ‌نشینان را که وسعت آسیای میانه را پشت سر می‌گذاشتند، تجسم کرد.
اقوام آریایی از آسیای میانه ('مهاجرت آریایی‌ها') به شمال و غرب افغانستان رسیدند؛ برخی از آن‌ها در این مناطق مستقر شدند و بقیه بطرف شرق بسوی شمال هند و غرب بسوی فلات ایران رهسپار شدند. شواهد نخستین زیستگاه کوچ‌نشینان عصر آهن در آق‌کُپرُک ۴ (Aq Kupruk IV) یافت شده‌است. مردمان آریایی به شکل قبیله‌های کوچک در مناطق شرقی فلات ایران (شامل افغانستان امروزی)، در مغرب فلات پامیر و در شمال کوه‌های هندوکش می‌زیستند. اینان زبان و آداب و رسوم مشترکی داشتند. در دوران باستان، اقوام هندی و ایرانی (آنان که به زبان‌های هندوایرانی سخن می‌گفتند) خود را «آریایی» می‌نامیدند. نمونهٔ این اشاره‌ها را می‌توان در اوستا، سنگ‌نبشته‌های هخامنشی و متن‌های کهن هندو (مانند ریگ‌ودا) دید.
با رشد و رونق کشتزارها و روستاها مردمان ساکن جلگه‌های حاصلخیز پیرامون هندوکُش به‌تدریج شیوه‌های ابتدائی آبیاری را ابداع کردند که به آن‌ها اجازه می‌داد تا به کشت غلات در دشت‌های شمالی افغانستان روی آورند. این مناطق شمالی همان سرزمین باختر است که بعدها در نوشته‌های غربی بنام «باکتریا» (Bactria) یاد می‌شود. در سرزمین باختر مجموعه‌ای از واحه‌های مصنوعی دلتامانند توسط سیستم‌های گسترده آبیاری در ۴۰۰۰ سال پیش پدید آمد. باشندگان این آبادی‌ها زیستگاهایشان را در برابر مهاجمان مستحکم می‌کردند. شیوهٔ معماری که امروزه هنوز در شمال افغانستان مورد استفاده‌است. می‌نماید که فرهنگ این مردمان باشنده در واحه‌ها با فرهنگ همسایگان میان‌رودانیشان (بین‌النهرین) مشترکاتی داشته، از قبیل: صنعتگری هنرمندانه، وجود طبقهٔ نخبگان و رسوم همگانی پیچیده.
با این وجود، به دلیل فقدان خط و نوشتار در این تمدن، نام بومی تمدن آن‌ها مشخص نیست. محققان امروزه این تمدن گمنام را «مجموعهٔ باستان‌شناسیِ بلخ-مرو» (BMAC)، یا «تمدن آمودریا» (Oxus Civilization) می‌نامند. مدرک علمی بر موجودیت تمدنی پیشرفته در شمال افغانستان با قدمتی در حدود ۱۸۰۰–۲۱۰۰ پیش از میلاد از حفریات در بیشتر از دوازده ساحهٔ باستان‌شناسی در طی دههٔ هفتاد میلادی در BMAC به‌دست آمد. گنجینهٔ تپه فُلول در شمال افغانستان آثار به جای مانده از این تمدن است و نشان می‌دهد که مردم افغانستان در عصر بُرُنز در تجارت جهانی آن زمان سهیم بودند.

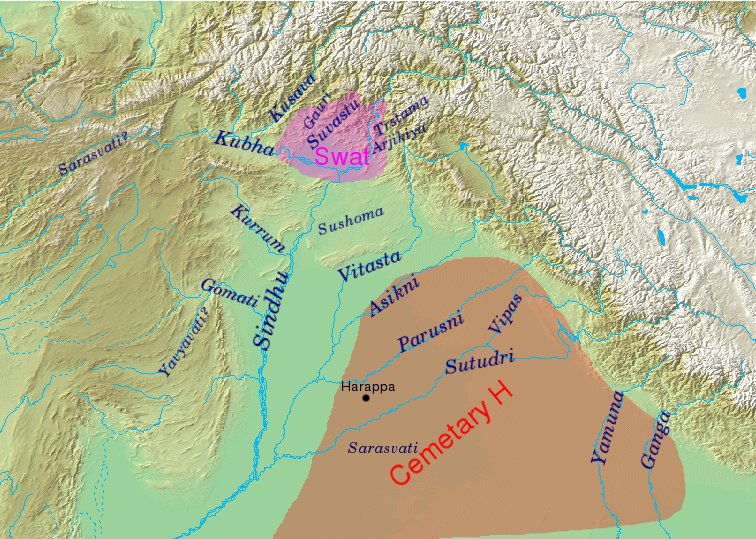
نگارهٔ ۶: جغرافیای ریگ‌ودا، با نام 'هفت رود'، که درهٔ رود کابل را که در نقشه بنام 'کوبها' (Kubha) دیده می‌شود، در برمی‌گیرد.

تمدن آمودریا در فاصله زمانی ۲۲۰۰ پیش از میلاد تا ۱۸۰۰ پیش از میلاد به سرزمین‌های شرقی گسترش می‌یابد و به کرانه‌های غربی رود سند رسیده و تمدن دره سند آنجا را منقرض می‌کند. گمان می‌رود، با افزایش تعداد اعضا، این مردمان ناچار به مهاجرت شدند و به نواحی شرق و غرب و جنوب سرزمین اصلی خود کوچ کردند. دلیل اصلی مهاجرت آن‌ها مشخص نیست، اما به نظر می‌رسد دشوار شدن شرایط آب و هوایی و کمبود چراگاه‌ها، از دلایل آن باشد.
پیرامون ۱۱۰۰–۱۷۰۰ پیش از میلاد: ریگ‌وِدا یکی از کهن‌ترین متون شناخته‌شده به یک زبان هندواروپایی، در دوره ودایی که ایرانیان و هندیان با هم می‌زیستند، در سَپته سِندو (Sapta Sindhu) ('سرزمین هفت رود')، که احتمالاً پنجاب یا درهٔ کابل باشد، نگاشته شد.
پیرامون ۱۳۵۰ پیش از میلاد: مهاجرت دسته‌هایی از اقوام ایرانی از مجموعهٔ باستان‌شناسیِ بلخ-مرو (BMAC) به‌سوی فلات ایران و غرب ایران.
پیرامون ۱۱۰۰–۵۵۰ پیش از میلاد: زرتشت یک آیین یکتاپرستی - مَزدَیَسنا - را در بلخ (Bactra) معرفی می‌کند که در سرتاسر فلات ایران منتشر می‌شود. از دیدگاه افسانوی (که در شاهنامه فردوسی در حدود سال ۱۰۰۰ میلادی آمده)، زرتشت در بلخ به‌دست یک تورانی بقتل می‌رسد. تورانیان یکی از چندین اقوام کوچ‌نشینی هستند که بین سال‌های ۱۱۰۰ و ۵۵۰ پیش از میلاد به شمال افغانستان یورش آوردند، یا در آنجا ماندند یا از آنجا گذر کردند. (تاریخ زرتشت مورد بحث است و از حدود ۱۲۰۰ تا حدود ۶۰۰ پیش از میلاد تخمین زده می‌شود)
قراری که از روی اوستا معلوم می‌شود، باشندگان بومی افغانستان و سرزمین‌های مجاور که خود را «آریایی» می‌نامیدند بخاطر سرما و کمبود چراگاه‌ها مجبور به مهاجرت به سرزمین‌های دیگر در گوشه و کنار افغانستان و سرزمین‌های مجاور می‌شوند. نسک‌های وَندیداد و یَشت از اوستا به محدودهٔ جغرافیایی اشاره دارد که نخستین منزلگاه‌های آریاییان را تشکیل می‌دادند و حدود آن سرزمین‌های شرقی فلات ایران تا سرحد ایران باستان و هند باستان بوده‌است.

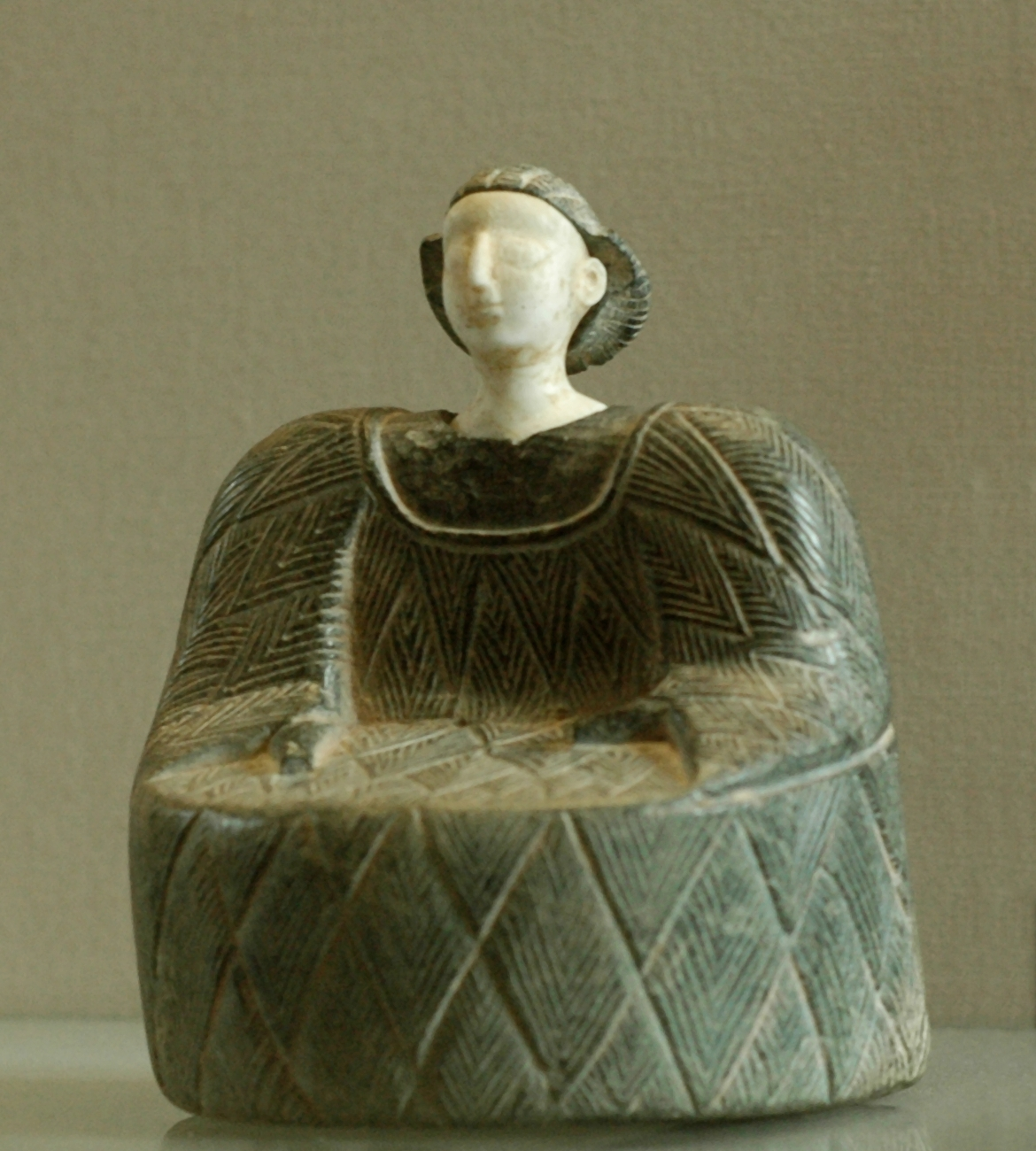
پیکرهٔ زنی مشهور به «شاهدخت باختری» با لباس کاوناکِس (Kaunakes)، بدست‌آمده از مجموعهٔ باستان‌شناسیِ بلخ-مرو (BMAC) یا «تمدن آمودریا»، سرزمین باستانی باختر در شمال افغانستان، هزارهٔ دوم پیش از میلاد، موزیم لوور در پاریس

در این میان فَرگَرد یکم وندیداد به فهرستی از شانزده سرزمین آفریدهٔ اهوره مزدا اشاره دارد که انگره‌مَینیو دربرابر آفرینش اهوره مزدا دست به آفرینش مخرب می‌زند. این فهرست عبارت است از:
1. اَیریانَه وَئِجَه* = زادگاه زرتشت (در حدود ۱۰۰۰ پیش از میلاد) و آیین مَزدَیَسنا، در مجاورت سرزمین‌های سُغد، مَرو و بلخ،... که بلافاصله بعد از آن آمده‌اند؛[۱۸][۱۹]*
2. گَه‌وَه = سرزمین سُغد؛
3. مُوئورو = سرزمین مَرو؛
4. باخذی = سرزمین بلخ؛
5. نیسایه = سرزمینی مابین مرو و بلخ، احتمالاً میمنه؛[۲۰]
6. هَرویوه = سرزمین هرات؛
7. وَئِکِرِتَه = سرزمین گندهارا؛[۲۱]
8. اوروا = احتمالاً منطقهٔ غزنی؛[۲۲]
9. خنِنته = سرزمینی که از آن زیستگاه مردمان «وَرکانه» یاد شده، جایی که مارکوارت زیستگاه بارکانی‌های (Barkánioi) اِستزیاس (Ctesias) می‌داند،[۲۳] قومی که با واژهٔ پارسی باستانی ورکانه مشابهت دارد، باشندگان هیرکانیا، گرگان امروزی، یا به احتمال کمتر، هیرکانیا؛[۲۴]
10. هَرَخوَیتی = سرزمین رُخَج (قندهار)؛
11. هَئِتومَنت = منطقهٔ هلمند که کم و بیش با استان زَرَنک هخامنشیان مطابقت دارد؛[۲۵]
12. رَغَه = سرزمینی در شمال هَرَخوَیتی و هَئِتومَنت در مسیر سرزمین چَخرَه؛[۲۶] با توجه به موقعیت آن در فهرست[۲۷] باید از سرزمین رگا (Ragā) دورهٔ ماد و احتمالاً همچنین از سرزمین رغا زَرَتُشتری- (Raγa zaraθuštri-) یشت‌ها ۱۹٫۱۸ متمایز شود؛[۲۸]
13. چَخرَه = سرزمینی مابین غزنی و کابل؛[۲۹] نه مازندران، آنطور که کریستِنسِن می‌پنداشت؛[۳۰]
14. وَرِنَه = منطقهٔ بونیر،[۳۱] ورنوی ماهامایوری، آئورنوس اسکندر مقدونی، زیستگاه فریدون (Fereydun|FerΘraētaona/Frēdōn/Afrīḏūn);[۳۲]
15. هَپته هِندو = «هفت رود»، همان سرزمین سَپته سِندَوَه در جغرافیای ودائی، شمال شرقی منطقهٔ پنجاب؛[۳۳]
16. رَنها = همان سرزمین رَسا در جغرافیای ودائی، در پاره‌ای از نوشته‌ها همراه با «کوبها» (کابل) و «کرومو» (کُرَم) آمده‌است،[۳۴] رودخانه‌ای در منطقه‌ای کوهستانی،[۳۵] احتمالاً با رود سند مرتبط بوده، نه با سیردریا و نه با رود وُلگا؛[۳۶]

اگر ما بخش نخست وندیداد را با اشاره‌های یَشت‌ها به جغرافیای زیستگاه مردم اوستایی مقایسه کنیم خواهیم دید که رشته‌کوه هندوکش در مرکز جغرافیای اوستا قرار می‌گیرد. حدود غربی جغرافیای اوستا را سرزمین‌های مرو، هرات و زرنگ، و حدود شرقی آن را مناطق سرحدی مانند گنداره، بونیر و سرزمین «هفت رود» تشکیل می‌دهند. سُغد و احتمالاً خوارزم حدود شمالی آن و سرزمین‌های سیستان و بلوچستان حدود جنوبی آن را تعیین می‌کنند. بدین ترتیب افغانستان امروزی قلب جغرافیای اوستا را تشکیل می‌داده‌است. گفتنی است که برخی از مورخان یونان باستان همچون اراتُستِن و استرابون از مجموعه سرزمین‌هایی بنام «آریانِه» (یونانی: Αρειανή، به لاتین: «آریانا» / Ariana) یاد کرده‌اند که مابین سرزمین‌های پارس باستان و هند باستان بوده‌است، و کشور افغانستان امروزی را در بر می‌گرفته‌است.

## تاریخ باستان

### مادها
(حدود اوائل سدهٔ هفتم تا ۵۵۱ پیش از میلاد)
حول و حوش این دوره، تمدن آمو (BMAC) در آسیای میانه (شمال افغانستان، جنوب ترکمنستان، جنوب ازبکستان)، بدنباله فروپاشی عصر برنز، سقوط می‌کند، و دو قوم بزرگ ایرانی مادها و پارس‌ها به‌طور ناگهانی در سنگ‌نوشته‌های میخی میان‌رودان (بین‌النهرین) ظهور می‌کنند. از این دو قوم، مادها قوم مهم‌تر و بزرگتر بودند.
نخستین شواهد نوشته‌شده از شاهنشاهی ماد از هرودوت (Herodotus) به جای مانده، که وی از قومی در میان‌رودان در حدود ۸۳۶ پیش از میلاد یاد کرده که به شَلمانِسِر سوم، پادشاه آشوری خراج می‌دادند. آن‌ها خود را آریایی (یونانی: Areoi، لاتین: Arii) می‌نامیدند، و دیگران آن‌ها را ماد ("باشندگان سرزمین ماد، سرزمینی در شمال‌غربی ایران امروزی") می‌خواندند.
با پیروزی مادها در نبرد با آشور، رهبر یکی از قبایل مادی بنام دَیااُکو (یونانی: Deiocres؛ فرمانروایی: ۶۷۵–۷۲۸ ق. م) دولتی را در نیمهٔ دوم سدهٔ هفتم پیش از میلاد تشکیل می‌دهد. جانشین دیاکو، فَرَوَرتیش (یونانی: Phraortes؛ فرمانروایی: ۶۵۳–۶۷۵ ق. م)، اقوام ایرانی بشمول پارس‌ها را متحد ساخته و آن‌ها را به اطاعت کشید. آنگاه وارد جنگ با دولت آشور شد ولی در برابر آشوری‌ها شکست خورد و کشته شد، پس از وی پسرش خَشتَریته (یونانی:Cyaxares؛ فرمانروایی: ۶۲۵–۵۸۵ ق. م) به فرمانروایی رسید.
در سال ۶۰۰ پیش از میلاد، مادها به فرمانروایی خَشتَریته امپراتوریشان را وسعت می‌بخشند که قلمرو آن‌ها از سواحل جنوبی دریای سیاه تا افغانستان امروزی می‌رسید.
بر سر اینکه مادها بر سرزمین‌های شرقی فرمان رانده‌اند بین محققان اختلاف نظر وجود دارد. ارنست هرتسفلد (Ernst Herzfeld)، باستان‌شناس و ایران‌شناس آلمانی برین باور است که قلمرو امپراتوری مقتدر ماد از شمال میان‌رودان تا بلخ و هند باستان گسترده بوده‌است. از سوی دیگر، هلین سانسیسی-ویردنبورگ (Heleen Sancisi-Weerdenburg)، تاریخ‌دان هلندی و متخصص در تاریخ یونان باستان و هخامنشیان، عقیده دارد که هیچ سند واقعی مبنی بر حتی وجود امپراتوری ماد موجود نبوده و ماد یک ساختار حکومتی متزلزل بوده‌است.

### شاهنشاهی هخامنشیان
(ح. ۳۳۰–۵۳۰ پیش از میلاد)

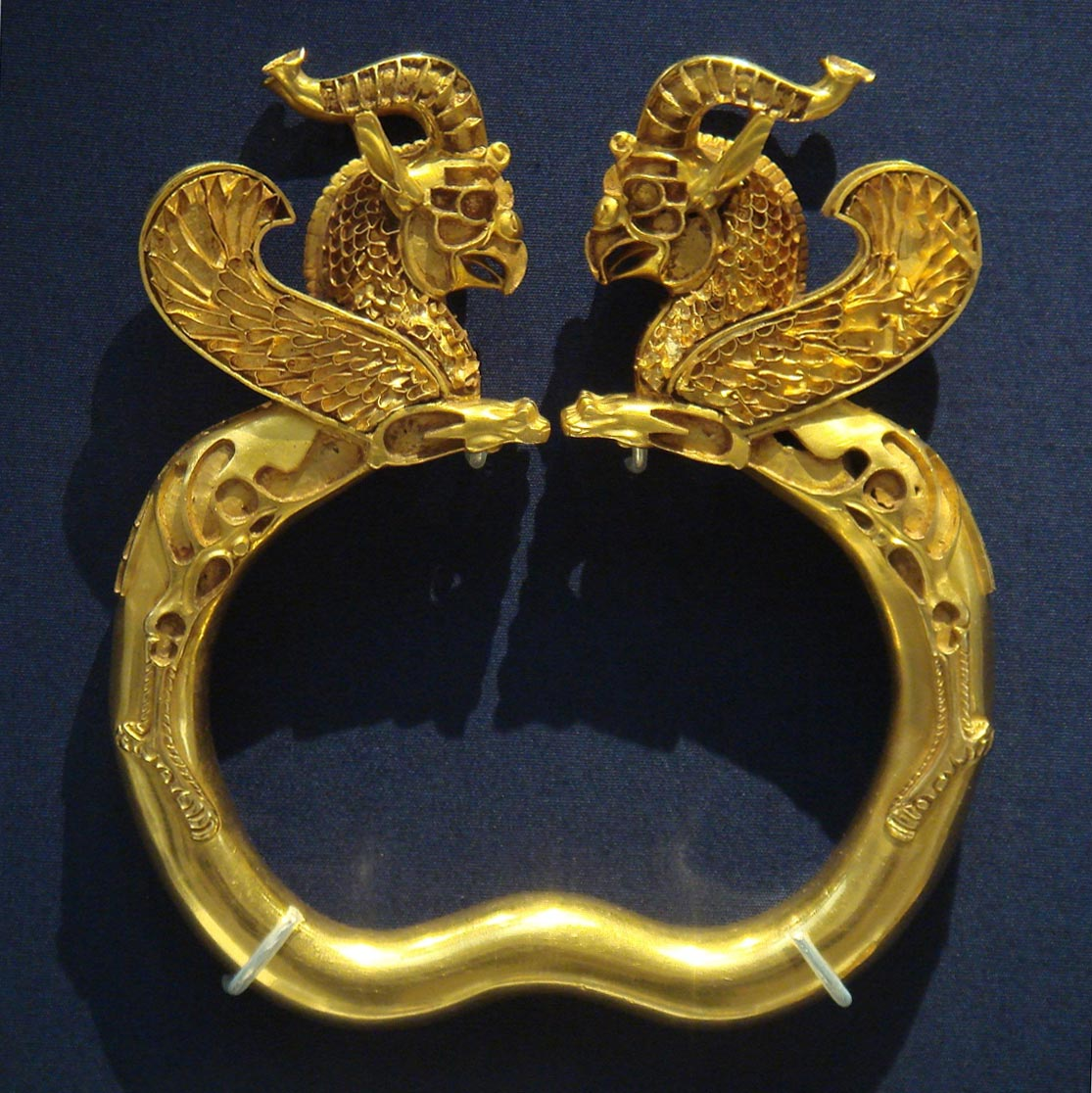
دست‌بند طلایی از گنجینهٔ آمودریا، از دورهٔ هخامنشیان، که در نزدیکی آمودریا (همان سرزمین باستانی باختر) کشف شده‌است، موزیم ویکتوریا و آلبرت و موزیم بریتانیا

پادشاهان این دودمان از قوم قدرتمند پارس بودند و تبار خود را به هخامنش می‌رساندند که سرکردهٔ خاندان پاسارگاد از خاندان‌های پارسیان بوده‌است. هخامنشیان نخست پادشاهان بومی پارس و سپس انشان بودند ولی با متحد ساختن اقوام فلات ایران تحت یک لوا، کوروش بزرگ، شاه خوش‌نام و مقتدر هخامنشی شکستی بر ایشتوویگو واپسین پادشاه ماد فرو ساخته و سپس با گرفتن لیدیه، بابل و دیگر سرزمین‌ها، پادشاهی هخامنشیان تبدیل به شاهنشاهی بزرگی (۳۳۱–۵۵۹ ق. م) شد که قلمرو خود را در اوج قدرت بر سه قاره گسترانیده بود:
- از لیبیا، مصر و عربستان سعودی در جنوب،
- تا آسیای صغیر (ترکیه امروزی) در غرب،
- تا شبه‌جزیرهٔ بالکان و دریای سیاه در شمال،
- تا افغانستان و پاکستان امروزی در شرق.

از نظر وسعت زمین، شاهنشاهی هخامنشیان پهناورترین امپراتوری بود که دنیای باستان تا ۳۳۰–۳۳۱ پیش از میلاد شناخته بود، یعنی زمانی‌که این امپراتوری به‌دست اسکندر مقدونی در طی لشکرگشایی‌هایش از مدیترانه بسوی شرق، و از طریق افغانستان تا هند فرو می‌پاشد.
شهر اصلی و پایگاه قدرت هخامنشیان درپارس، در جنوب‌غرب فلات ایران، بود، که براستی یکی از کهن‌ترین شهرها و تمدن‌های آن منطقه محسوب می‌شود. باختر (بلخ) به احتمالی زادگاه فیلسوف و عارفی بنام زرتشت است اما محل زادگاه وی به درستی مشخص نیست، برخی مورخان زادگاه زرتشت را در استان آذربایجاندر ایران می‌دانند. آیین مزدیسنا (زَرتُشتی) است، یکی از کهن‌ترین آیین‌های یکتاپرستی روزگار که هنوز پیروانی دارد و برای بیش از دوازده قرن، از دوران هخامنشیان تا آمدن اسلام، یکی از آیین‌های مهم شمرده می‌شد.
اینکه هخامنشیان چگونه افغانستان و سرزمین‌های شرقی دیگر را فتح کردند نامعلوم است. به‌گفتهٔٔ پلینی (در Naturalis Historia/دانشنامهٔ تاریخ طبیعی، در کتاب ششم، فصل ۹۲)، در سدهٔ ششم پیش از میلاد، کوروش بزرگ، قلمروی فرمانروایش را به سرزمین‌های شرقی گستراند. وی از مسیر پاروپامیز به سوی باختر پیش می‌رود و در سر راهش کاپیسا (شهری باستانی در شمال کابل) را ویران می‌کند (کاپیسا دوباره به‌دست داریوش بزرگ آباد شد). سپس گنداره (سانسکریت: گندهارا) را تسخیر و از آنجا رهسپار سرزمین زرنگ (سیستان) شده و مردم آریاسپ آنجا را زیر فرمان خود درمی‌آورد. به‌گفتهٔٔ هرودوت، تاریخ‌نگار یونانی، تسخیر سرزمین‌های آسیای میانه به دست کورش بعد از شکست سرزمین لیدی در ۵۴۷ پیش از میلاد و قبل از لشکرکشی به آشور در ۵۳۹ پیش از میلاد روی داده‌است.
هخامنشیان شاهنشاهی خود را به چند بخش تقسیم کرده و هر کدام را بیک خَشثْرَپاون (واژه‌ای پارسی باستانی؛ یونانی: ساتراپ؛ "والی" یا "شهربان") می‌سپردند و برای هر قسمت یک مالیات جنسی و نقدی مقرر می‌داشتند. مالیات سالانه‌ای که این ساتراپ‌ها به شاهنشاه هخامنشی می‌پرداختند در حجاری‌های پِلِکان (زینه) رو به مشرق کاخ آپادانا در تخت جمشید (پارسی باستان: پارسه؛ یونانی: Persepolis/پِرسِپولیس)، واقع در جنوب ایران، که در اوایل سدهٔ ششم پیش از میلاد کنده‌کاری شده‌اند، ترسیم شده‌است. (نگاره‌های زیر را ببینید)
بر روی این پلکان باستانی، مجموعه‌ای باشکوه از تصویرهای کنده‌کاری‌شده که در حال پرداخت مالیات به شاهنشاه هخامنشی هستند، به ما درک مفصل بهتری از مردمان آن روزگار، نوع چهره‌های آنها، پوشاک آنها، تجهیزات آنها، و جزئیات دیگر می‌دهند و در درک ما از مناطق مختلف شاهنشاهی هخامنشی کمک می‌کنند.
هر ساتراپ، سالانه می‌بایست به تخت جمشید سفر می‌کرد تا این مالیات را همراه با هدایایی که مختص به صنعت همان منطقه بود به شاهنشاه پرداخت کند. نقش پنج ساتراپ از افغانستان با ویژگی‌های فردی و پویایی در میان این ساتراپ‌ها ترسیم شده‌است. این نقوش حجاری‌شده یکی از کهن‌ترین نقوش بجای‌مانده از افغان‌هاست. (رجوع شود به سه نگارهٔ زیر)
داریوش بزرگ در سنگ‌نبشتهٔ بیستون نام چند سرزمین تابع هخامنشیان (پارسی باستان: خَشثْرَپاوه؛ یونانی: ساتراپی؛ "شَهرَب"، "استان" یا "ولایت") را آورده که افغانستان امروزی را شامل می‌شدند:
| ترتیب | نام سرزمین به پارسی باستان | نام لاتینی | موقعیت | پایتخت | ساتراپ‌های برجسته                                    |
| ----- | -------------------------- | ---------- | --- | --- | --------------------------------------------------- |
| ۱     | هَرَیوه                      | Aria       | سرزمین هرات | آرتاکوانا (Artacoana) | ساتی‌برزن/Satibarzanes*                              |
| ۲     | باختریش                    | Bactria    | سرزمین بلخ | بلخ/زاریاسپا (Bactra/Zariaspa)                                                                                           | ماسیست/Masistes، بسوس/Bessus                        |
| ۳     | هَرَهُوَتیش                    | Arachosia  | سرزمین رُخج، حوزهٔ قندهار | آراخوتی (Arachoti) یا کاپیشه‌کانیش (Kāpišakāniš)، بعدها الکساندروپولیس یا اسکندریه (Alexandropolis) یا همان قندهار امروزی | ویوانه/Vivâna، بَکَبَدوش/Bakabaduš، بارزانت/Barsaëntes |
| ۴     | زرنکه                      | Drangiana  | سرزمین زرنگ یا سیستان، سرزمینی که دریاچه هامون و رود هلمند را دربرمی‌گرفته | زاریس (Zaris) یا فرادا (Phrada)                                                                                          | -                                                   |
| ۵     | ثته‌گوش                     | Sattagydia | سرزمینی مابین هریوه و گنداره که از غزنی تا رود سند گسترده بوده | - | -                                                   |
| ۶     | گنداره                     | Gandhara   | سرزمینی در منتهی‌الیه شمال‌غربی شبه‌قاره هند، مابین رود سند در شرق، رود کُنر در غرب، رشته‌کوه هندوکش در شمال و رود کابل در جنوب. این نام نخستین بار در ریگ‌ودا در اواخر هزارهٔ دوم پیش از میلاد تحت عنوان گندهاری در عبارت گَندهارینام اَویکا (Gandhārīnām avikā) (یعنی 'میش گندهاری') آمده‌است. | پوروشاپورا (پیشاور)، تکشَشیلا (تاکسیلا/ Taxila) و پوشکَلَواتی (Pushkalavati)                                                | -                                                   |

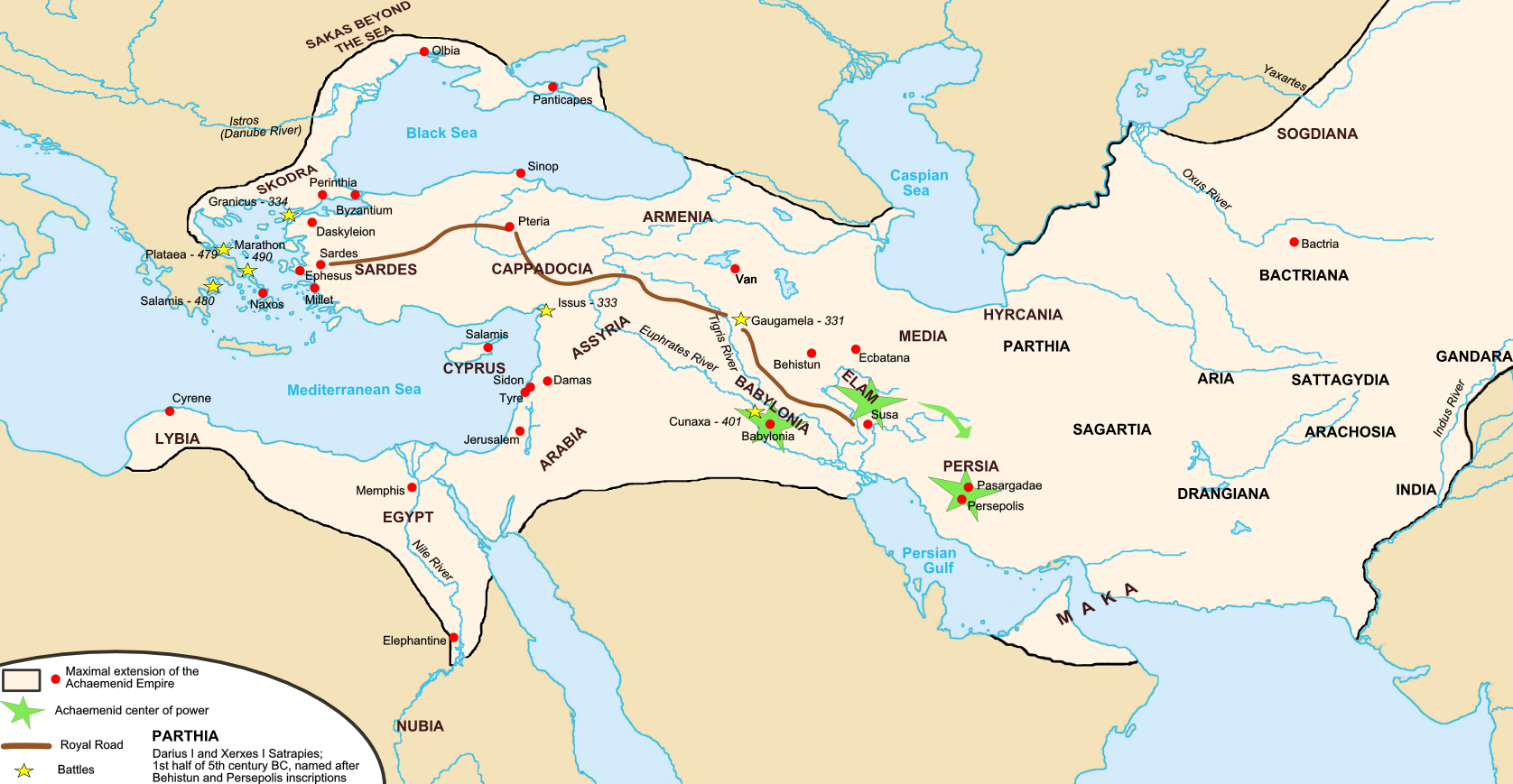
قلمرو هخامنشیان در دوران اوج خود، سرزمین‌های باختریش (Bactriana)، هَرَیوه (Aria)، زرنکه (Drangiana)، هَرَهُوَتیش (Arachosia)، ثته‌گوش (Sattagydia) و گنداره (Gandhara) از شاهنشاهی هخامنشیان افغانستان امروزی را دربرمی‌گرفتند.

از میان این ساتراپی‌ها، باختریش و هَرَهُوَتیش ساتراپی‌های اصلی را تشکیل می‌دادند و ساتراپ باختریش بایست یک مقام مهم بوده باشد. ظاهراً تعداد زیاد آن‌ها پسران شاه یا جانشینانشان مثیشته|mathišta بوده‌است. به‌گفتهٔٔ هرودوت، تاریخ‌نگار یونانی، در نبردهای سالامیس و ترموپیل بین سپاهیان هخامنشی و یونانی، در سپاهیان ایرانیان علاوه بر پارسی‌ها و مادها، باختری‌ها، هروی‌ها، گنداری‌ها و سکاها نیز شرکت داشته‌اند.
یکی دیگر از مزایای فرمانروایی هخامنشیان بر افغانستان احداث جادهٔ شاهی است، یک راه تجاری که از تخت جمشید (پارسه یا پرسپولیس) بسوی شرق، از طریق هرات تا قندهار (که در سال ۵۰۰ پیش از میلاد جای مُندیگک را گرفته بود) و آنطرفتر بسوی شرق و از طریق گذرگاه خیبر بسوی هند کشیده شده بود. این جادهٔ شاهی یکی از مجموعه جاده‌هایی را شکل می‌داد که بعدها جاده ابریشم نام گرفت.
ساتراپی‌های شرقی در سر راه آسیای میانه، میان‌رودان و هند قرار داشتند. این سرزمین‌ها همواره از سوی اقوام کوچ‌نشین شمال خود تهدید می‌شدند. این هجوم‌ها دولت مرکزی را تضعیف می‌کرد و گاه دولت مرکزی جای خود را به دولت‌های محلی می‌داد. شاهنشاهی هخامنشی در ۳۳۰ پیش از میلاد به دست اسکندر مقدونی برافتاد.
آثار برجسته از دوران هخامنشیان در شمال افغانستان (در گنجینه آمودریا در ۱۸۸۰ میلادی که بعقیدهٔ موزیم بریتانیا از تخت کُواد در شمال آمودریا در تاجیکستان و در چند قدمی سرحد با افغانستان به‌دست آمده)، در تخت سنگین در نزدیکی تخت کُواد، در کابل (مسکوکات چمن حضوری در سال ۱۹۳۳) و در میرزَکَه (در ولایت پکتیا در سال ۱۹۴۷) به‌دست آمده‌اند. گفتنی است که از میرزکه در حدود ۴٫۵ تُن سکه و حدود ۵۰۰ تا ۶۰۰ کیلوگرم آثار طلایی و نقره‌ای و ظروف ارزنده‌ای به‌دست آمده‌است، که در جریان جنگ‌های داخلی افغانستان، بین سال‌های ۹۳–۱۹۹۲ میلادی غارت شد و در پاکستان به نرخ بسیار نازل فروخته شد، که حدود ۶۰ درصد آن توسط یک سرمایه‌دار جاپانی (ژاپنی) خریداری شد که وی برای این گنجینه توسط یک مهندس امریکایی در شهر کیوتو جاپان (ژاپن) موزیمی ساخت که بنام موزیم میهو (Miho Museum) مشهور است.
در آلتین‌تپه، در نزدیکی مجموعه ساحات باستانی دشت دشلی، به فاصلهٔ کمی از شمال بلخ، باستان‌شناسان بقایای شهری متعلق به دورهٔ هخامنشیان را یافتند که در آنجا محل اداری بزرگ و یک محلهٔ مسکونی شامل یک حیاط با چند سرستون، و یک حوض آب همراه با فواره قرار داشت، و احتمالاً قرارگاه ساتراپ محلی باختر (بسوس) بوده‌است. شواهد روبنای سوختهٔ ساحهٔ آلتین نشان می‌دهد که آتش‌سوزی عظیمی در آنجا رُخ داده، که با استفاده از شیوهٔ تاریخ‌یابی با کربن-۱۴ این آتش‌سوزی در سال ۳۲۹ یا ۳۲۸ پیش از میلاد رخ داده، که با تاریخ بدام افتادن بسوس به‌دست اسکندر مقدونی در نزدیکی بلخ (Bactra) در تابستان سال ۳۲۹ پیش از میلاد مطابق است.
|  |  |  |

### یورش اسکندر مقدونی
(۳۲۴–۳۳۰ پیش از میلاد)

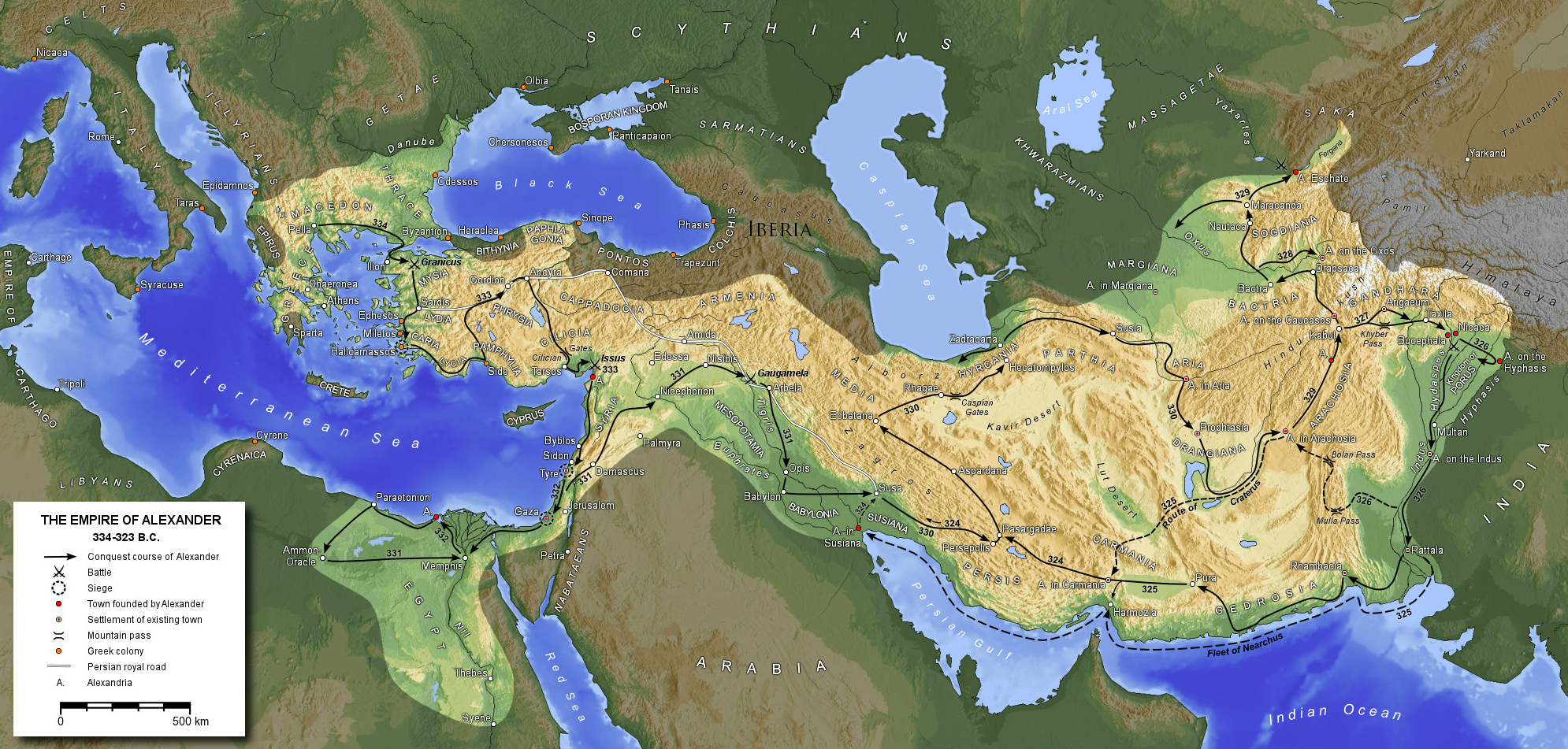
لشکرکشی‌های اسکندر مقدونی در آسیا بین سال‌های ۳۳۰ تا ۳۲۳ پیش از میلاد.

اسکندر مقدونی فرزند فیلیپ مقدونی بود. وی در هنگام مرگ پدر ۲۰ سال بیش نداشت. اسکندر در طی دوران نوجوانی تحت نظر دانشمندان عصر خود، از جمله ارسطو پرورش یافت و به تدریج ضمن فراگیری علوم و فلسفه رایج، در مسائل جنگی و نظامی و کشورداری تبحر یافت. او پس از استیلای بر یونان، با فکر جهانی کردن فرهنگ یونانی به تدارک ارتشی وسیع پرداخت تا به آسیا حمله‌ور شود.
با شکست داریوش سوم، آخرین پادشاه هخامنشی، در جنگ با یونانی‌ها و سقوط تخت جمشید به‌دست اسکندر (۳۳۱ ق. م) امپراتوری هخامنشی نیز در هم شکسته شد و خزاین هخامنشی در شوش، تخت جمشید، پاسارگاد، هگمتانه و سایر شهرهای هخامنشیان به تسخیر اسکندر درآمد.
بعد از شکست قطعی داریوش در سال ۳۳۰ پیش از میلاد، و فرار او بسوی مشرق، در حدود دامغان، بسوس ساتراپ (والی) باختر و از خویشاوندان داریوش که از آمدن اسکندر مطلع شده بود، شاه را به قصد کشتن، زخم مهلکی زد و به سوی باختر گریخت و خود را اردشیر چهارم، شاه خواند.
اسکندر پس از تسخیر گرگان (Hyrcania) از پایتخت آن زادراکرته حرکت کرده در شهر سوسیا (Susia) یکی از شهرهای ساتراپی هرات (Areia) رسید. ساتی‌برزن ساتراپ آن به استقبال اسکندر آمد و اعلام اطاعت و وفاداری کرد. اسکندر نیز او را بحکمرانی ساتراپی (ولایت) هرات که در دورهٔ سابق داشت مجدداً منصوب کرد و اسکندر آناکسیپ را با چهل کماندار سواره مأمور کرد که این ولایت را از آزار قشون مقدونی در موقع عبورش از اینجاها حفظ کند.

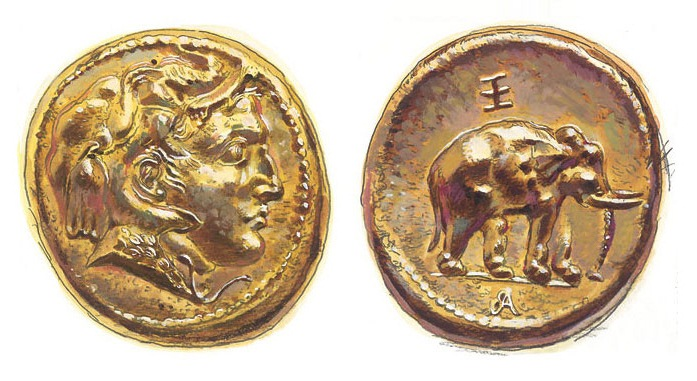
این پُرتریتِ اسکندر مقدونی بر روی این سکهٔ طلا (بدست‌آمده از گنجینهٔ میرزکه در سال ۱۹۹۳ در ولایت پکتیا) یکی از تنها دو سکهٔ موجود در دنیاست که در دوران زندگی اسکندر ضرب شده‌است (سکهٔ دیگر در آرامگاه زادگاهش در وِرگینا (شهری کوچک در شمال یونان) کشف شده بود). غارت و چپاول میرزکه در سال‌های ۱۹۹۲ و ۱۹۹۳- که گنجینه‌ای عظیم مشتمل بر چهار تُن (۴۰۰۰ کیلوگرم) سکه و در حدود ۷۷۰ پوند (حدود ۳۵۰ کیلوگرم) اشیاء طلا و نقره بود - بقدری گسترده و جبران‌ناپذیر بوده که به یک رویداد افسانوی می‌ماند! این سکهٔ اسکندر را که در تصویر بالا می‌بینید، بسرعت سر از لندن درآورد، و فعلاً در همین شهر در کلکسیون شخصی یک نفر جای گرفته‌است! [صاحب این سکه تنها رسامی از این سکه را اجازه داده تا از کاپی شدن آن جلوگیری شود]. آثار باستانی دیگر از میرزکه در موزیم میهو در جاپان (ژاپن) موجود است. بقیهٔ این گنجینه در سطح دنیا پراکنده شده و به کلکسیونرها در اقصا نقاط دنیا فروخته شده‌است.

پس از شنیدن خبر اعلان پادشاهی بسوس، اسکندر تمام قشون خود را جمع کرده و برای سرکوبی بسوس بسوی باختر راند. بعد به اسکندر خبر رسید که ساتی‌برزن آناکسیپ و دستهٔ او را کشته و هراتی‌ها را شورانیده و آن‌ها در پایتختشان آرتاکوانا (Artacoana) گرد آمده‌اند. اسکندر که نزدیک بود به بسوس برسد تصمیم گرفت اول کار ساتی برزن را یکسره کند. قسمتی از لشکرش را در محل گذاشت و خود با پیاده‌نظام و سواره‌نظام سبک اسلحه تمام شب را به سوی هرات راند و به آرتاکوانا رسید. ساتی‌برزن از سرعت حرکت اسکندر بوحشت افتاد، دو هزار سوار برداشت و به باختر در پناه بسوس گریخت و باقی سپاهیان او در شهر آرتاکوانا که مستحکم شده بود آمادهٔ جنگ ایستادند. اسکندر آن شهر را گشود و آن را ویران کرد. وی سپس در نزدیکی ارتاکوانا شهری آباد کرد و نامش را اسکندریه آریانا (Alexandria in Ariana) نهاد که همان هرات امروزی است. اسکندر در آنجا دژی برای نظامیان خود ساخت که بقایای آن هنوز باقی است. هدف از ساختن این دژ، حفظ نظامیان از شورش احتمالی مردم شهر بود. وی آرزاسِس (Arzaces) را به جای ساتی‌برزن والی هرات (Areia) کرد.
پس از آن اسکندر بسوی سیستان (Drangiana) شتافت و سپس به طرف مردم اِوِرگِت (Evergetes) معروف به آریماسپ (Arimaspes) یا آگریاسپ که در جنوب شرقی سیستان می‌زیستند راند. مردم با آغوش باز او را پذیرفتند و او هدایای فراوان به آن‌ها داد. اهالی گدروزی (بلوچستان کنونی) که در همسایگی مردم آریماسپ سکنی داشتند نیز اسکندر را خوب پذیرفتند. اسکندر از آنجا به سرزمین رُخّج (Arachosia) عازم شد و قبل از حرکت آمِنید (Amenides) را که دبیر داریوش بود والی اورگت‌ها کرد. رُخّجی‌ها را به اطاعت درآورده و کاپیشه‌کانیش (Kāpišakāniš) پایتخت رُخَج را به نامش اسکندریه (Alexandropolis) تغییرنام داد که همان قندهار امروزی است. اسکندر این ولایت را به مِمْنُن (Memnon) داد. بعد شنید که ساتی‌برزن با دو هزار سوار به هرات آمده‌است، بر اثر این خبر سپاهی مرکب از شش هزار پیادهٔ یونانی و ۶۰۰ سوار به سرداری اریگیوس (Erygius) و ارته‌باذ (Artabazus) بدانجا فرستاد و با وجود دلیری‌های ایرانیان اریگیوس موفق به سرکوب ساتی‌برزن در ۳۲۸ ق.م.شد.
اسکندر با وجود برف‌های بسیار و نبودن آذوقه و خستگی‌ها، هندی‌های سرحدی را مطیع کرد و رهسپار کوه‌های هندوکش که تاریخ‌نویسان یونانی آن را «پاراپامیز» (Parapomisus یا Paropamisadae) یا «قفقاز هند» (Caucasus Indicus) گفته‌اند شد و در آنجا به سرزمینی رسید که حتی همسایگانشان آن‌ها را نمی‌شناختند زیرا مردم مزبور از هرگونه روابطی با مردمان دیگر دوری می‌جستند، این قوم «پاراپامیز» (Paropamisadae) نام داشت. اسکندر با وجود سختی آب و هوای این سرزمین بدرون آن راند و لشکر مقدونی دچار قحطی و سرمای سخت و درد و رنج بسیار گردید و عدهٔ زیادی از سرما تلف شدند. اسکندر خود را به کابل و از آنجا به پروان رسانید و زمستان را در آنجا به سربرد. او در نزدیکی مدخل درهٔ سالنگ، دژی را به نام خود ساخت. اسکندر این شهر را برای پاسداری از شهر کاپیسی (کاپیسا) در نخستین شیب‌های جبل‌السراج کنونی (پروان کهن) برپا نمود که به نام اسکندریهٔ قفقاز (Alexandria on the Caucasus) شناخته شد که همان بگرام امروزی می‌باشد. تعداد زیادی از مقدونی‌ها و یونانی‌های لشکر اسکندر در آنجا ماندند. هدف از بنای شهر استقرار قرارگاهی برای عملیات آتی در آنسوی کوه‌های هندوکش بود.
بسوس در باختر همچنان خود را اردشیر می‌نامید و شاه می‌خواند. سپاهیان بسوس در ابتدا تصور می‌کردند که بخاطر آب و هوای سخت باختر، اسکندر به آن سرزمین نخواهد رفت و راه هند را پیش خواهد گرفت ولی بعد که شنیدند اسکندر دارد نزدیک می‌شود از دور بسوس بپراکندند. در این احوال بسوس با مشتی از سپاهیان وفادار خویش از آمودریا بقصد سغد گذشت و پس از عبور از رود مزبور تمام کشتی‌ها را بسوخت تا به‌دست اسکندر نیفتد. پس از آن اسکندر از کوه‌های پاراپامیز (هندوکش) گذشت و بسوی سرزمین باختر راند. در این راه فقدان غله باعث گرسنگی گردید زیرا بومی‌ها در انبارهای زیرزمین آذوقه‌شان را پنهان کرده و آن‌ها را چنان ساخته بودند که کسی جز سازندگان نمی‌دانست این انبارها کجاست.
کوینت کورس، تاریخ‌نگار رومی باختر آن زمان را چنین وصف کرده: 
زمین این صفحه در بعضی جاها حاصلخیز است و غله بسیار می‌دهد، چراگاه‌ها هم کم نیست و بنابراین اهالی دام‌های فراوان نگاه می‌دارند ولی قسمت وسیعی از این صفحه از ماسه و ریگ روان پوشیده و به کلی لم یزرع است. اینجاها نه سکنه دارد و نه محصولی. وقتی که بادهای شمال می‌وزد ریگ روان را در جاهایی جمع کرده تل‌هایی می‌سازد و راه‌ها را می‌پوشد. از این جهت مسافرین مجبورند مانند دریانوردان شب بهدایت ستاره‌ها راه را بیابند و مسافرت در روز، عملی نیست، به‌خصوص که اگر بادهای شمال بوزد مسافر را در زیر ریگ روان دفن می‌کند ولی جاهایی که چنین نیست کاملاً مسکون است و اسب‌های بسیار دارد، بهترین دلیل این معنی آنکه باختر می‌تواند سی هزار سوار بدهد. پایتخت باختر، شهر باکترا (Bactra) نام دارد و در پای کوه پاراپامیز واقع است، رودی که باکتروس (Bactrus) نام دارد از شهر می‌گذرد و نام ولایت و شهر از اسم همین رود است.

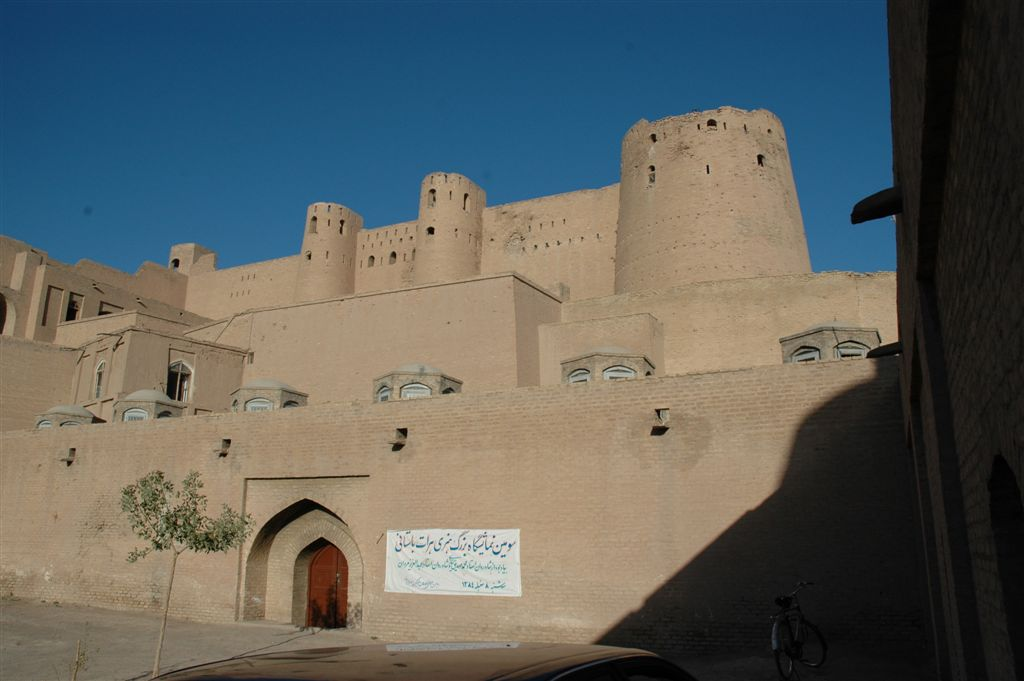
ارگ هرات (قلعهٔ اختیارالدین). اگرچه ساخت این ارگ در سال ۱۳۰۵ میلادی صورت گرفته، اما مسکن‌گزینی در اینجا به دوران باستان برمی‌گردد، قرن‌ها پیش از رسیدن اسکندر مقدونی، که گفته می‌شود دژ او هم در زیر این پُشته آرامیده‌است.
از جمله اقدامات مهم و اساسی اسکندر در کشورهای تحت استیلا و تسلط خود شهرسازی بود، و در دوران کشورگشای او در افغانستان هفت شهر به‌دست وی یا جانشینانش تهداب‌گذاری شده که به نام اسکندریه معروف هستند. اسکندریه آریانا (Alexandria of Ariana) یکی از این شهرهاست که همان هرات امروزی است. قلعهٔ اختیارالدین در طول تاریخ چندین بار ویران شده. تیمور نیز در حمله به هرات آن را ویران کرد، اما شاهرخ پسر او آن را بازسازی کرد.

اسکندر با وجود برف عمیق و اشکالات حرکتِ بار و بنه راه خود را دنبال کرد و بسوس به سغد عقب‌نشینی کرد. پس از آن اسکندر بسوی شهر باکترا و آاُرْن (Aorne) روانه شد و در یورش اول این دو شهر عمده را گرفت. باقی سرزمین باختر پس از آن مطیع گشت. بعد اسکندر ساخلوی در اینجا به فرماندهی آرخه‌لائوس (Archelaios) گذاشته ارته‌باذ را والی کرد. بسوس نیز گرفتار شد و اسکندر سردار خائن را بی پاداش نگذاشت بدین ترتیب که فرمان داد تا اعضای وی را به شاخه‌های چند درخت که به نیرو بهم نزدیک ساخته بودند بستند و آن‌ها را ناگهان رها کردند، بدینسان هر شاخهٔ درختی عضوی از اعضای خائن را با خود برد؛ و بنا بروایتی وی را در اکباتان (همدان) به دار آویختند. در باختر اسکندر عاشق شاهدخت باختری به اسم رُخسانه (Roxane، به باختری: روشنک) گشت و با وی ازدواج کرد. اسکندر به مدت یک سال در دشت‌های آسیای میانه سرگردان بود و با تاخت‌وتاز جنگجویان این سامان‌ها روبرو می‌گشت و شماری از سپاهیانش را نیز به علت سرما و کمبود خواربار از دست داد.
سپس اسکندر برای لشکرکشی به هند به باختر بازگشت. وی تدارک سفر هند را دید و در بهار ۳۲۷ ق.م. با تمام قوا عازم هند شد و پس از عبور از کوه‌های پاراپامیز (هندوکش) به شهر اسکندریه رسید و پس از تسخیر مناطقی، از سند عبور کرده به تاکسیلا وارد شد و نهایتاً قسمتی از هند را فتح کرد.
اسکندر پس از فتح هند به علت کمی قشون به پارس بازگشت و به فکر تسخیر عربستان افتاد؛ بنابراین به سمت بابل حرکت کرد ولی در آنجا به علت تبی که از باتلاق‌های بابل بر او مستولی شده بود در سن ۳۲ سالگی درگذشت.
از جمله اقدامات مهم و اساسی اسکندر در کشورهای تحت استیلا و تسلط خود می‌توان به موضوع دِژسازی اشاره کرد. مقدونی‌ها در قوسی بزرگ از هرات در غرب تا قندهار در جنوب و تا آمودریا (یونانی: Oxus) در شمال و آنطرفتر در قزاقستان و تاجیکستان امروزی دژهایی (تحت عنوان اسکندریه) برپاساخت. دژهایی اسکندر که تا امروز می‌شناسیم عبارتند از:
- اسکندریه هرات (Alexandria in Ariana)، پایتخت (پس از ویران شدن آرتاکوانا، پایتخت پیشین به‌دست اسکندر) سرزمین باستانی هریوه (یونانی: Ariana یا Aria) یا همان هرات امروزی - سپتامبر، ۳۳۰ ق.م.
- اسکندریه پروفتازیا (Alexandria in Prophtasia)، پایتخت سرزمین باستانی زرنگ یا همان سرزمین سیستان، احتمالاً در فراه - اکتبر، ۳۳۰ ق.م.
- اسکندریه آراخوزیا (Alexandria in Arachosia)، پایتخت سرزمین باستانی رُخَج (یونانی: Arachosia/آراخوزیا)، در قندهار امروزی - زمستان ۳۳۰/۳۲۹ ق.م.
- اسکندریه قفقاز (Alexandria in the Caucasus)، پایتخت پاروپامیز (Paropamisadai) (یونانیان رشته‌کوه هندوکُش را نیز (Paropamisos Caucasus) می‌نامیدند)، گمان می‌رود همان بقایای شهر باستانی بگرام باشد. فرضیه‌های دیگر آن را به بامیان، چاریکار یا پروان نسبت می‌دهند - مارس، ۳۲۹ ق.م.
- اسکندریه اِسخاته (Alexandria of Eschate)، در تاجیکستان - ۳۲۹ ق.م.
- اسکندریه بر روی آمودریا (Alexandria on the Oxus)، در آی‌خانم - بهار ۳۲۸ ق.م..

### فرمانروایی سلوکیان یا سلوسیدها در افغانستان
(ح. ۱۸۵–۳۱۳ ق.م. در حوزهٔ سیستان؛ ۱۸۵–۳۱۳ ق.م. در بقیه نقاط کشور)

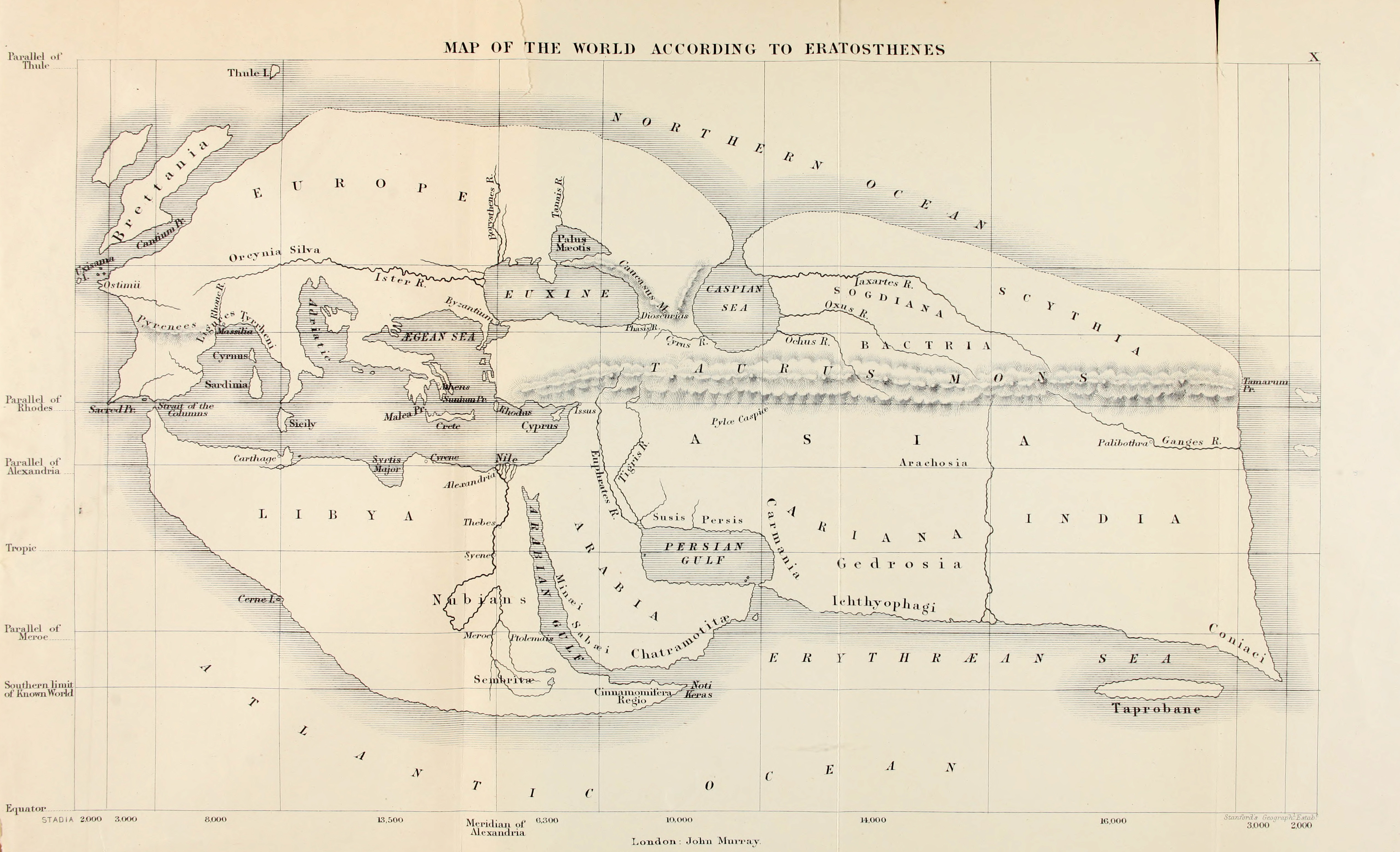
منظر یونانیان از جهان شناخته‌شدهٔ آن روزگار (روزگار بعد از سلوکیان)؛ نام آریانا (Ariana) در این نقشهٔ بازسازی‌شده از سدهٔ ۱۹ میلادی از جغرافیای اراتوستن (۱۹۴–۲۷۶ ق. م) دیده می‌شود.

پس از مرگ اسکندر مقدونی در ۳۲۳ پیش از میلاد، اغتشاشی بزرگ سراسر کشور را فرا گرفت و مهاجرنشینان و سربازان پیشین یونانی کنترل باختر را به‌دست گرفتند. جنرال‌های اسکندر (یونانی: Diadochi؛ یا "جانشینان") بر سر تقسیم متصرفات اسکندر با یکدیگر به نبرد پرداختند. بدین‌ترتیب چهار جنگ دیادوخوی (۳۰۱–۳۲۳ ق. م) روی داد. سرانجام، سه حکومت مقدونیه در اروپا، یونانی در مصر و سلوکی در آسیا را بنا نهادند. بدین ترتیب متصرفات مشرق‌زمین به سلوکوس رسید و این سرزمین‌ها جزء قلمرو سلوکیان درآمدند که از بابل اداره می‌شد. سلوکوس به‌دنبال ادامهٔ سیاست‌های اسکندر با اپامه دختر اسپیتامن یکی از دشمنان اسکندر در سرزمین باختر ازدواج کرد. تا سلسله‌ای را بنیان نهد که آمیزه‌ای از نژاد ایرانی و مقدونی باشد. او جهت ایجاد وحدت در قلمرو خود، به احداث شهرهای یونانی‌نشین پرداخت.
۳۲۳–۳۱۵ پیش از میلاد: سلوکوس یکم ملقب به نیکاتور (Seleucus I Nicator)، افسر سواره‌نظام اسکندر، سرزمین‌های مشرق‌زمین، از سوریه و عراق در غرب تا هند در شرق را تصرف می‌کند و به زیر فرمان خود درمی‌آورد.
۳۰۵ پیش از میلاد: سلوکوس برای استحکام بخشیدن به امپراتوری سلوکی تازه‌تأسیس خود در شرق، به هند یورش می‌آورد، و به قشون چندراگوپتا مائوریا برمی‌خورد؛ آنگاه سلوکوس با مائوریاها صلح می‌کند و جنوب افغانستان را به ازای ۵۰۰ فیل جنگی به آن‌ها واگذار می‌کند.
وجود امکانات سیاسی، بازرگانی و هنری سبب گردید تا قشرها مختلف مردم یونان، به شهرهای تازه احداث شده، مهاجرت کرده و در کنار ساکنان بومی، سکنی گزینند و به این ترتیب زمینهٔ ترویج فرهنگ و هنر یونانی و پشتیبانی از حکومت یونانی فراهم گردید. آن‌تیوخوس فرزند و جانشین سلوکوس، سلسله‌ای را که پدر بنا نهاده بود، استحکام بخشید. سلوکی‌ها توانستند حکومت خود را در فلات ایران و سرزمین میان‌رودان (بین‌النهرین) تا اواسط قرن دوم ق.م. تثبیت نمایند.

### فرمانروایی مائوریاها در افغانستان
(۱۸۵–۲۷۵ پیش از میلاد: تنها در حوزه‌های جلال‌آباد، غزنی، قندهار و بُست)

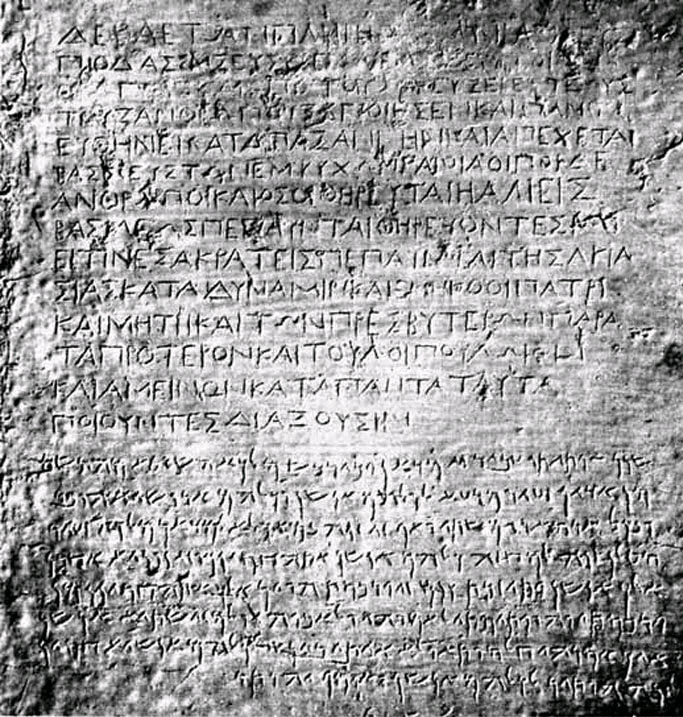
سنگ‌نوشته‌ای دوزبانه (یونانی و آرامی) که در قندهار کشف شده، یکی از ۳۸ ستون فرمان‌ها و حکامی‌های صخره‌ای به فرمان آشوکای بزرگ است، حدود ۲۶۲ پیش از میلاد، موزیم ملی افغانستان در کابل.

حدود سال ۳۰۴ پیش از میلاد، زمانی که جانشینان اسکندر (Diadochi) بر سر تقسیم متصرفات او در منطقهٔ مدیترانه با یکدیگر در نبرد بودند، دولتی مقتدر در هند به رهبری چندراگوپتا مائوریا تأسیس شد، که قلمرو فرمانرواییش بسوی غرب تا سرزمین‌های جنوب هندوکش افغانستان امروزی می‌رسید. مقتدرترین فرمانروای آن آشوکا بود. دین بودا در عهد این پادشاه مقتدر از حدود شبه‌قارهٔ هند تجاوز و توسط مبلغین از شمال غربی تا کشمیر و قندهار و کابل نفوذ کرد و متدرجاً به سواحل آمودریا رسید و در کناز آیین زرتشتی، آیینی مهم شد، اما در سرزمین‌های باختر و فلات ایران بازایستاد.
وسعت قلمرو هخامنشیان و لزوم برقراری امنیت و ادارهٔ آن ساختن راه‌های شوسه و وسائل حمل و نقل را ایجاب می‌کرد. هخامنشیان راه شاهی را وسعت داده بودند، که کابل امروزی را به شهرهای مختلف در پنجاب و دشت گَنگ متصل می‌کرد. بدین‌ترتیب بازرگانی، هنر، و معماری رونق پیدا کرد، و به‌خصوص بناها با معماری بودایی و استوپه‌هایی که هنوز در شرق افغانستان بچشم می‌خورند.
۳۰۵–۱۸۵ پیش از میلاد: مائوریاها بر جنوب هندوکش افغانستان فرمانروایی می‌کنند؛ یونانی‌ها در سرزمین باختر در بلخ امروزی حکمرانی می‌کنند.
۲۷۲–۲۳۲ پیش از میلاد: آشوکای بزرگ (فرمانروایی: ۲۷۲–۲۳۲ ق. م)، فرزند چندراگوپتا شبه‌قاره هند را پس از نبردی خونین به اطاعت می‌کشد، به آیین بودایی می‌گراید، و این آیین را با گشودن استوپه‌ها در سرتاسر قلمرو فرمانروایی خود می‌گستراند، فرمان‌های بودا را منتشر می‌کند و "ستون‌های آشوکاً را با سنگ‌نوشته‌هایی بقلم امپراتور ["فرمان‌های آشوکا"] می‌افرازد؛ فرمان‌های بودا و سنگ‌نوشته‌های روی ستون‌ها در سرتاسر شاهنشاهی مائوریا، از هند تا افغانستان منتشر می‌شوند. سنگ‌نوشته‌های دوزبانهٔ یونانی و آرامی (زبان آرامی زبان رسمی هخامنشیان بوده) کشف‌شده در قندهار و لغمان به دوران فرمانروایی آشوکا برمی‌گردد.

### دولت یونانیِ باختر
(ح. ۱۱۰–۲۵۰ ق.م. در حوزه‌های بلخ و بدخشان؛ ۱۶۰–۲۵۰ ق.م. در حوزه‌های هرات، بادغیس و کابل؛ ۱۱۰–۱۸۵ ق.م. در بقیهٔ نقاط کشور)

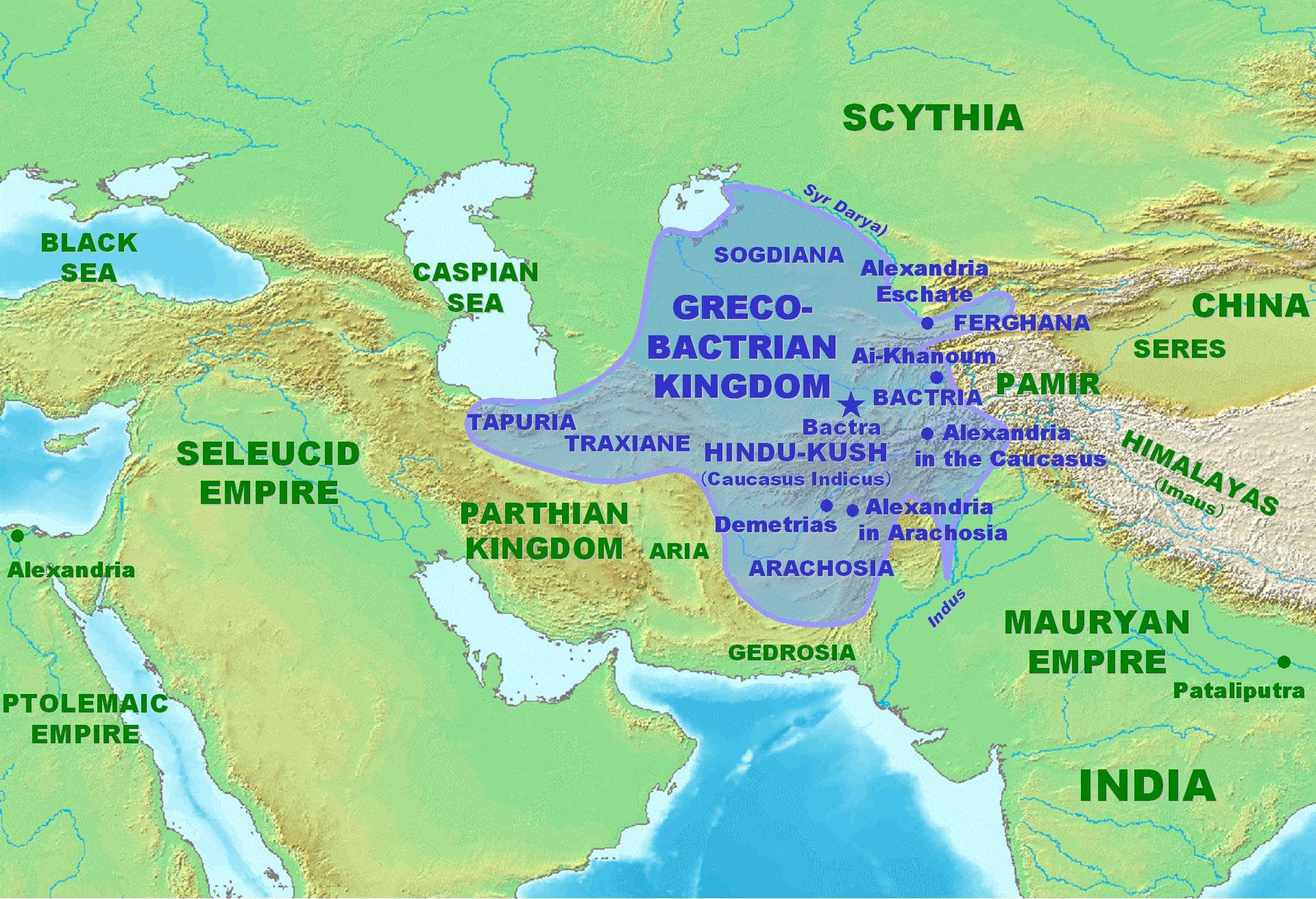
قلمرو دولت یونانی باختر در دوران اوج خود، در حدود سال ۱۸۰ پیش از میلاد، از دریای مازندران در غرب، سرزمین سُغد در شمال، و رُخج در جنوب.

خاورترین منطقه از دنیای هِلِنی (یونانی) سرزمین باختر (یونانی: Bactria؛ در شمال افغانستان) و سرزمین‌های شمالی آن (که در عصر باستان بنام سُغد، در تاجیکستان، ازبکستان و ترکمنستان امروزی، شناخته می‌شد) - یکی از پیامدهای یورش اسکندر مقدونی به آسیا و گذر وی از افغانستان امروزی بود، که در طی این یورش لشکر وی دژهایی بنا کرده و سپاهیان یونانی و مقدونی و همه گونه کارکنان پشتیبانی - از معماران و پزشکان گرفته تا مدیران، هنرمندان، بازرگانان و حتی روسپیان - در سرزمین باختر برجای گذاشتند تا در این سرزمین برای مستقر شدن و ماندن در اواخر سدهٔ چهارم پیش از میلاد، زمانی‌که اسکندر به‌سوی شرق و هند لشکرکشی می‌کرد، آماده شوند.
در دو سده پیش از یورش اسکندر در سال ۳۳۰ پیش از میلاد، سرزمین باختر یکی از ساتراپی‌های (پارسی باستان: خَشثَرپاوه، "استان") مهم امپراتوری هخامنشیان (۳۳۰–۵۵۹ ق. م) و، پیش از آن، بخشی از امپراتوری ماد (۵۵۹–۷۲۸ ق. م) بود.

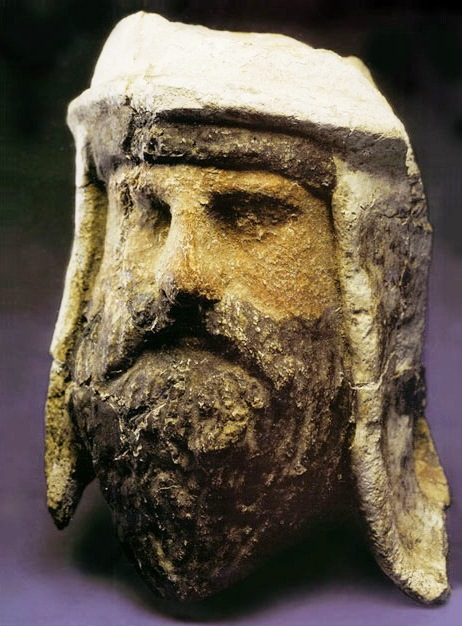
سردیسی گِلی و مرمری رنگ‌آمیزی‌شده از یک موبد زرتشتیِ باختری با جامهٔ سر متداول در سرزمین باستانی باختر، تخت سنگین در تاجیکستان در نزدیکی سرحد با افغانستان (همان سرزمین باستانی باختر)، سده‌های سوم و دوم پیش از میلاد.

در دوران باستان، دشت‌های وسیع حاصلخیز باختر که از سرازیری‌های شمالی هندوکُش تا آمودریا (یونانی: Oxus) گسترده بودند، و مراکز مهم بازرگانی جاده ابریشم بوده و ذخایری غنی از طلا، نقره و لاجورد را در کوهستان‌های مجاور جای داده بودند، این سرزمین را یکی از ساتراپی‌های مهم و پُرارزش هخامنشیان تبدیل کرده بودند.
در میان هیئت‌های خراج‌دهندگان در سنگ‌نگاره‌های کاخ آپادانا در تخت جمشید (یونانی: Persepolis؛ در اوایل سدهٔ پنجم ق. م)، هیئت باختری‌ها در حال ارائه جام‌های طلایی به عنوان خراج به شاهنشاه هستند. این با هیئت‌های دیگر از ساتراپی‌های دیگر بسیار متفاوت است، که هدایایی چون پوست جانوران، ظروف سفالی و دام را هدیه می‌دهند.
از آنجا که اسیران یونانی که در نبردهای هخامنشیان و یونانیان در سده‌های پنجم و چهارم پیش از میلاد به اسارت گرفته می‌شدند، به سرزمین باختر تبعید می‌شدند، جمعیت بومی این سرزمین از قبل شمار زیادی از یونانیان را پیش از رسیدن اسکندر به آنجا در ۳۲۸–۳۲۹ پیش از میلاد در خود جای داده‌بود.
این یونانیانِ باختری که در نبرد سخت شده بودند، اغلب توسط هخامنشیان در نبردهای بزرگ استفاده می‌شدند و توسط اسکندر در لشکرکشی‌هایش در مشرق‌زمین به‌خدمت گرفته می‌شدند، ستون اصلی نیرویی را تشکیل می‌دادند که بر سرزمین خاور در اواسط سده سوم تا نیمهٔ دوم سدهٔ دوم پیش از میلاد چیره شد.
یونانیانِ باختر تحت رهبری سربازان پیشین اسکندر و بازماندگان آن‌ها یک دولت پادشاهی الهام‌گرفته‌شدهٔ هِلِنی (یونانی) در قلب آسیای میانه تأسیس کردند.
در بلخ (یونانی: Bactra)، پایتخت یونانیان دژهای بجای‌مانده از عهد سلوکیان و بناهای سبک هِلِنی زیادی وجود داشت. سرستون‌های کُرینتی که برای تزئین قصرهای چند ستونه بکار برده می‌شدند، و در بلخ کشف شده‌اند، مربوط به همین دوران اولیه هستند.
یونانیانِ باختر از ضعف سلوکیان حاکم بر باختر که برای دفاع از سرزمین‌هایشان در مشرق‌زمین در مصر مصروف نبرد بودند، فرصت را غنیمت شمرده و تحت رهبری دیودوت (یونانی: Diodotus)، ساتراپ (شَهرَب یا والی) باختر اعلان استقلال کردند.

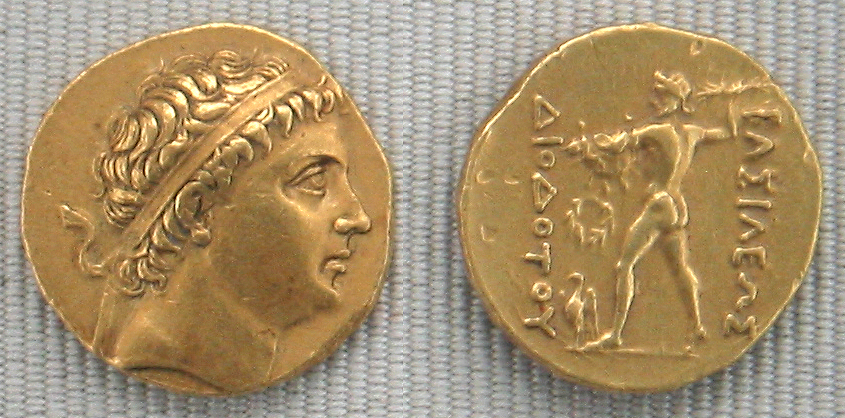
سکهٔ دیودوت یکم، بنیان‌گذار دولت مستقل یونانی باختر، قدمت سکه حدود ۲۴۵ پیش از میلاد، کتابخانه ملی فرانسه، بخش مدال‌ها (Cabinet des Médailles). گفتنی‌است که زمانی مجموعهٔ مشهور ۳۵۰۰۰ سکه‌ای (مشمول سکه‌های دورهٔ یونانیانِ باختر) در گنجینه‌های موزیم کابل موجود بوده که در طول سه دهه جنگ‌های داخلی بیشتر آن به غارت رفته و اکنون شمار اندکی از آن باقی مانده‌است.

دیودوت در سال ۲۵۶ پیش از میلاد، آنتیوخوس دوم (Antiochus II)، امپراتور سلوکی را کنار گذاشته و پس از شنیدن اعلان استقلال متحد خود، آندروگوراس (Andragoras) در سرزمین پارت (Parthia)، خود را پادشاه خواند. اما بزودی آندروگوراس توسط اَرَشک، رهبر قوم پارت سرنگون شده و ارشک امپراتوری اشکانیان را در ایران بنیان‌گذاری کرد، که بدینصورت، کنترل باختری‌ها را بر تجارت زمینی در امتداد جاده ابریشم تضعیف می‌کرد و عملاً ارتباط یونانیان در باختر را با دنیای هِلِنی در مدیترانه قطع می‌کرد.
دیودوت دوم جانشین پدرش شد، و او هم به‌دست اوتیدموس (Euthydemus؛ فرمانروایی: ۲۰۰/۱۹۵–۲۳۰ ق. م) برافتاد.
طبق منابع تاریخی، اوتیدِموس پس از دست‌یافتن به تاج و تخت دولت یونانیِ باختر، سپاهی متشکل از ۱۰۰٫۰۰۰ سوارکار را گرد آورده و با سپاه نیرومند سلوکی در شمال‌غرب افغانستان درگیر شد. اوتیدِموس با عقب‌نشینی به دژ خود در باختر، از محاصره‌ای سه ساله (۲۰۵–۲۰۸ ق. م) توسط آنتیوخوس سوم، جان سالم بدر برد. این دشمنی سرانجام با امضای معاهدهٔ صلح که استقلال دولت یونانیِ باختر را به رسمیت می‌شناخت، خاتمه یافت.
اواخر فرمانروایی اوتیدِموس در حدود ۱۹۵–۲۰۰ ق.م. تقریباً با حملهٔ باختر به هند، در دورهٔ پادشاهی فرزند و جانشینش، دِمِتریوس یکم (Demetrius I) مصادف است. هند که پس از مرگ آشوکای بزرگ (فرمانروایی: ۲۳۲–۲۷۲ ق. م) در هرج و مرج به‌سر می‌برد، پاداشی بزرگ برای یونانیانِ باختر بود.
دمتریوس نخستین پادشاه یونانیِ باختر بود که به هندوکُش دست یافت، کوه‌هایی که مدت‌ها همانند یک دیوار، باختری‌ها را در شمال و فرمانروایان مائوریایِ هند را در جنوب از هم جدا می‌کرد. وی در حدود ۱۸۵ پیش از میلاد از هندوکش عبور کرده از راه کابل و قندهار رهسپار جنوب شد، و در پاکستان امروزی (جاییکه وی پایتختی در تاکسیلا تأسیس کرده و در آنجا سکه‌های فراوانی از وی یافت شده) با مائوریاهای جنگید و سپس بسوی هند تاخت. طبق سنگ‌نوشتهٔ هاتیگومفا (Hathigumpha؛ "غار فیل")، در اودایاگیری هند، که گفته می‌شود در حدود ۱۵۷ پیش از میلاد کنده‌کاری شده، پادشاه یاوانائی (یونانی) بنام دِمِتریوس سپاهیانش را عازم شرق هند، و احتمالاً تا شهر راجاگریها کرد، پیش از آنکه به‌سوی غرب عقب‌نشینی کند. دِمِتریوس که در نبرد شکست نخورده بود، پس از مرگش عنوان آنیکِتوس (Aniketos؛ "شکست‌ناپذیر") را بر روی سکه‌های ضرب‌شده توسط آگاتوکولِس (Agathokoles)، یکی از بازماندگان دولت یونانی هند خویش کسب کرد.
دمتریوس در این پیشروی یونانیِ هند را در خاورترین کرانه‌های دنیای هِلِنی تأسیس کرد، و در آن یونانیان برای دوصد سال آینده فرمانروایی کردند. (حضور یونانیانِ هند در شمال‌غرب هند، شمال پاکستان، و شرق افغانستان تا سقوط آخرین امیرنشینانِ کوچک توسط کوچ‌نشینان سکائی در حدود ۲۰ پیش از میلاد دوام کرد)
دِمِتریوس که قادر نبود بر تمامی سرزمین‌هایی که تصرف کرده بود فرمانروایی کند، متصرفاتش را در دره کابل و منطقهٔ قندهار (شامل شهرهایی چون دِمِتریاپولیس (Demetriapolis) و اَلِکساندروپولیس (Alexandropolis)، که احتمالاً قندهار امروزی باشد) به برادرش آنتیماخوس یکم (Antimachus I) داد. انتیماخوس در حدود ۱۷۱ پیش از میلاد در طی یک کودتا به‌دست فرمانروایی ستمگر بنام اوکراتید (Eucratides؛ فرمانروایی: ۱۴۵–۱۷۱ ق. م) سرنگون شد.
اوکراتید پس از رسیدن به تاج و تخت، خود را، آنطور که بر روی سکه‌هایش نوشته شده، مِگاس (Megas؛ "بزرگ") خواند. سکه‌های اوکراتید یکی از بزرگترین سکه‌های ضرب‌شده در عصر باستان هستند. اوکراتید که به باختر کفایت نمی‌کرد، به‌سوی خاور و به هند لشکر کشید و برای کسب قدرتی در قلمرو دولت یونانیِ هند با این فرمانروایان یونانیِ هند درگیر شد: آپولودوتوس یکم (Apollodotus I)، آنتیماخوس دوم (Antimachus II) و مِناندِر یکم (Menander I). پیشروی‌های اوکراتید در هند بر روی سکه‌های بیشمار دوزبانه (حک شده به یونانی و پالی) دیده می‌شود.
به‌گفتهٔٔ ژوستین (Marcus Junianus Justinus) وقایع‌نگار رومی در سدهٔ سوم میلادی، اوکراتید به‌دست فرزندش (یا اوکراتید دوم یا هِلیوکلِس یکم/Heliocles I) بقتل رسید، که به نقل از ژوستین "با ارابه از روی خون پدرش گذشت." این قتل جنگ‌های داخلی را دامن زد، که به تضعیف فرمانروایی یونانیانِ باختر منجر شد. بازماندگان اوکراتید - اوکراتید دوم و لیوکلِس یکم (۱۳۰–۱۴۵ ق. م) - آخرین پادشاهان یونانیِ باختر بودند که نتوانستند از پیشرفت قبایل یوئه‌ژی از سوی شمال جلوگیری کنند.
آی‌خانم (نامی است اُزبکی، «ماه‌بانو»؛ احتمالاً همان شهر باستانی اسکندریه بر روی آمودریا/Alexandria on the Oxus، و بعدها اوکراتیدیه/Eucratidia): شاید یکی از بزرگترین شهرهای «هزار شهر باختر»، که ما تا امروز می‌شناسیم، آی‌خانم باشد، که در محل پیوندگاه رودهای آمو و کوکچه در نزدیکی مرز تاجیکستان، در شمال افغانستان، بنا شده‌است.
در ابتدا ساحهٔ یک دژ بنام اسکندریه بر روی آمودریا (Alexandria on the Oxus) در ۳۲۸–۳۲۹ پیش از میلاد توسط سپاهیان اسکندر مقدونی بنا شد، این ساحه بعدها مستعمره‌ای یونانی شد که در آنجا سربازان و بخشی از شمار زیاد همراهان اسکندر ماندند و مادامیکه اسکندر به لشکرکشی‌هایش در هند ادامه می‌داد، آنان در دشت‌های آسیای میانه دولتی یونانی بنیان‌گذاردند.
در ۱۵۰ سال بعدی، این دژ به‌تدریج وسعت پیدا کرد تا اینکه ردیف بناهایی در امتداد سواحل جنوبی آمودریا در آن افزوده شد. نقشهٔ ساختمانی آی‌خانم شامل یک قصر شاهی، گنج‌خانه، حوض‌های آب‌بازی (استخرها) و فواره‌ها، پیش‌دروازه (Propylaea؛ سازه‌هایی به‌صورت راهرویی ستوندار و سرپوشیده متشکل از ۱۱۸ سرستون کُرینتی (Corinthian) که به‌عنوان دروازهٔ آغازین برای ورود به مکان‌های مقدس در یونان باستان ساخته می‌شد)، یک کتابخانهٔ شاهی، یک ورزشگاه (gymnasium) که وقف هراکلس (نام یونانی: Herakles؛ نام رومی: Hercules؛ نام قهرمان اسطوره‌ای یونان و روم فرزند خدای زئوس و آلکمنه)، انبارخانه‌هایی برای جای‌دادن طلاها و سنگ‌های قیمتی که از کوه‌های مجاور استخراج می‌کردند. اجناس نفیس که از طریق تجارت و غنایم جنگی به‌دست می‍آوردند، و همچنین گورستانی (necropolis) برای تدفین مُردگانشان.
ردیف بناهای ساخته‌شده در امتداد ساحل آمودریا از روی سبک یونانی آکروپولیس (Acropolis؛ به یونانی قدیم: بلندشهر یا دژشهر) و تئاتر بزرگ یونانی (بزرگترین نوع آن در مشرق‌زمین، حتی بزرگتر از همتای بابلی‌اش) بنا شده‌بودند.
در آنجا یک «شهر زیرین» بود که با دیوارهای دفاعی هراس‌انگیزی (که باروی آن بیش از ۹ متر ارتفاع و ۶ تا ۸ متر ضخامت دارد) محافظت می‌شد و محلهٔ مسکونی برای نُخبگان با ۵۰ یا بیشتر خانهٔ مجلل (با سبکی یونانی و سنگ‌فرشی از معرق‌کاری (mosaic) و تسهیلات رفاهی شامل سامانه‌های گرم‌کنندهٔ آب).
خانه‌ها (که به احتمال زیاد یونانیان را در برخی مناطق از غیر یونانیان جدا می‌کرده) در جنوب دامنهٔ تپه پراکنده شده‌بودند و برای اسکان دادن هزاران باشنده، سرباز، مدیر، هنرمند و هر پیشه و حرفهٔ دیگری که معمولاً در شهری پُررونق در خود یونان یافت می‌شد، بنا شده بودند. آی‌خانم خاوری‌ترین شهر یونانی در دنیای هِلِنی بود، که احتمالاً در دورهٔ فرمانروایی اوکراتید، اوکراتیدیه (Eucratidia) نامیده می‌شد.
راهرو اصلی که از برج و باروی آی‌خانم می‌گذشت، بر روی خیابانی بزرگ به درازای شهر زیرین باز می‌شد. در جانب چپ، تئاتر یونانی ۵۰۰۰ تماشاگر را بر ۳۵ ردیف جای می‌داد. در فواره‌های نزدیک به تئاتر، درونمایه‌های الهام‌گرفته‌شده از هنر تئاتر همچون ماسک‌های آب‌پران (gargoyle؛ از آن‌ها در حوض‌های آب به‌عنوان فواره استفاده می‌شده) موجود بودند. در کتابخانه، باستان‌شناسان بقایای نوشته‌های سوفوکل (Sophocles؛ یکی از تراژدی‌نویسان یونان باستان) را یافتند که از یونان وارد شده‌بودند. آنطرفتر در پایین خیابان اصلی سربازخانه‌ای بزرگ که می‌توانست هزاران سرباز - نیروی حراستی برای محافظت ار سرحدات وسیع باختر - را در خود جای دهد.
تختِ سنگین: در سمت شمال آمودریا چند کیلومتر در شمال سرحد تاجیکستان و افغانستان، در غرب آی‌خانم، باستان‌شناسان ساحه‌ای کوچکتر، بجای‌مانده از دورهٔ هِلِنی متعلق به سده‌های سوم و دوم پیش از میلاد، که به همان اندازهٔ آی‌خانم دارای اهمیت است کشف کرده‌اند: نیایشگاهی که در بین مردمان محلی آنجا بنام تخت سنگین مشهور است.
این ساحه ترکیبی از معبدی یونانی و آتشکدهٔ زرتشتی بوده، که نمایانگر این واقعیت است که در باختر دورهٔ هِلِنی (یونانی) دو رسم و سنت وجود داشته‌است.
در تختِ سنگین شمار زیادی سکه (هدایای اهداشده به معبد) و تندیس‌ها و سردیس‌های رئالیستی چشمگیری کشف شده‌اند: سردیس‌های رنگ‌آمیزی‌شده ساختِ محلی از مردان و موبدان، تندیس‌های مرمرین ساختِ محلیِ مردی شبیه به اسکندر مقدونی (با کلاه‌خودی با نقشی از شیر) و تندیس یونانی مارسواس (Marsyas؛ در اسطوره‌های یونان، نوازنده فلوت است)، که احتمالاً مقصود از یک آیین محلی بوده، در داخل معبد پیدا شده‌است.

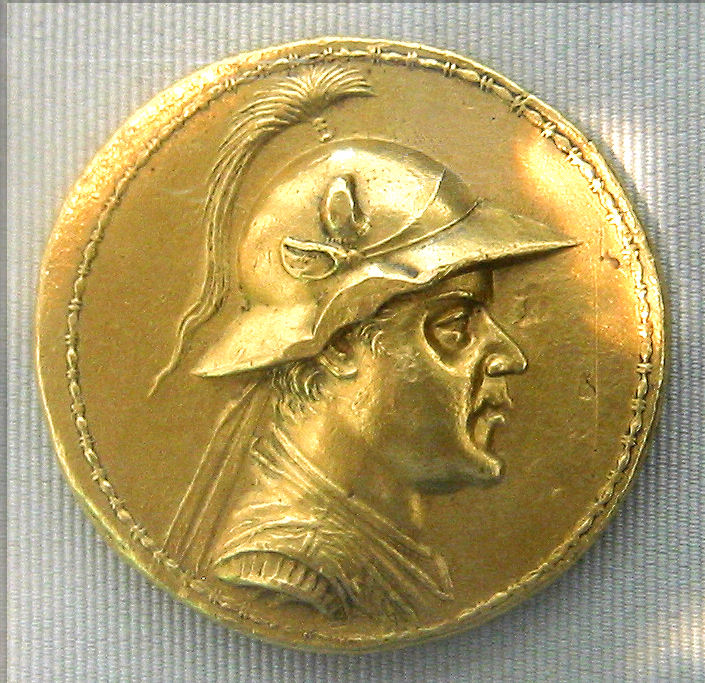
سکهٔ طلایی اوکراتید یکم (فرمانروایی: ۱۴۵–۱۷۱ ق. م)، یکی از نشانه‌های ثروت بیشمار یونانی‌باختری‌ها در دورهٔ فرمانروایی وی در سرزمین باختر است، موزیم بریتانیا در لندن.

۲۵۰–۱۲۵ پیش از میلاد: دیودوت یکم (Diodotus I)، والی سلوکی باختر، اعلان استقلال می‌کند؛ در آن زمان باختر به یک سرزمین شهرنشین (مدنیت) عمده تبدیل شده بود (که در نوشته‌های باستانی به عنوان 'سرزمین هزاران شهر' آمده) و یکی از ثروتمندترین شاهنشاهی‌های آسیا به‌شمار می‌رود.
۲۴۵ پیش از میلاد: در فلات ایران، اَرَشک، رهبر اشکانی ساتراپ سلوکی را شکست می‌دهد، استقلال به‌دست می‌آورد، و بدین‌ترتیب ارتباط یونانیان باختر را با سرزمین مادریشان یونان قطع می‌کند.
۲۳۰ پیش از میلاد: دیودوت دوم، جانشین دیودوت یکم، توسط اوتیدِموس (Euthydemus)، ساتراپ یونانی سُغد عهد سلوکیان، از اریکهٔ قدرت پایین کشیده می‌شود.
۲۱۰ پیش از میلاد: آنتیوخوس سوم (Antiochus III)، فرمانروای سلوکی، به بلخ (Bactra) حمله می‌برد؛ محاصرهٔ سه ساله پی می‌گیرد؛ اوتیدِموس، جانِ سالم بدر می‌برد.
۲۰۶ پیش از میلاد: آنتیوخوس استقلال باختر را به رسمیت می‌شناسد.
۲۰۰–۱۸۰ پیش از میلاد: دمتریوس یکم (Demetrius I)، فرزند و جانشین اوتیدِموس، قلمرو فرمانروایی را از شرق ایران تا هند می‌گستراند؛ یونانیِ هندیونانیِ هند در قلب آسیای میانه ظهور می‌کند.
۱۷۰–۱۴۵ پیش از میلاد: اوکراتید یکم (Eucratides I)، پادشاه یونانیِ باختر، سلسلهٔ اوتیدِموس را برهم می‌چیند و با هند علیه ظهور یونانیِ هند اعلان جنگ می‌کند، و در این راه منابع باختری را تا آخر مصرف می‌کند. اوکراتید عمدتاً بر روی سکه‌های پُر زرق و برق که در پایتختش اوکراتیدیه (آی‌خانم) ضرب می‌شد، ترسیم شده‌است.
۱۴۵ پیش از میلاد: پس از مرگ اوکراتید، یونانیانِ باختر بخاطر حملهٔ کوچ‌نشینان آسیای میانه (یوئه‌ژی‌ها (Yuezhi)، تُخاری‌ها (Tocharians) و سکاها (Scythians)) تضعیف می‌شوند، به‌تدریج بسوی جنوب هندوکُش و شرق بسوی پاکستان امروزی و هند مهاجرت می‌کنند، و دولت هندویونانیشان را در آنجا مستحکم می‌کنند.
۱۴۵–۱۳۰ پیش از میلاد: فرمانروایی یونانیان در باختر توسط هِلیوکلِس یکم (Heliocles I) منقرض می‌شود.
|  |  |  |  |  |

### دولت یونانیِ هند
(ح. ۹۰–۱۵۵ ق.م. تنها در حوزه‌های کابل، جلال‌آباد و غزنی)
حملهٔ دمتریوس یکم (Demetrius) به هند در سال ۱۸۰ پیش از میلاد سبب پیدایش دولت هندویونانی شد که مناطق شمال‌غربی و شمالی شبه‌قاره هند و سرزمین باستانی گنداره را در برمی‌گرفت و پایتخت آن تاکسیلا (Taxila) و سگالا (Sagala) بود. در زمان سلطنت مِناندِر یکم (Menander I) بین ۱۳۰–۱۵۵ ق.م. فرمانروایی آن‌ها در آنجا وسعت یافت و تا حدود نیم قرن پس از سقوط دولت یونانیِ باختر دوام یافت.
در این دوران و در دورهٔ کوشانیان (سدهٔ اول پیش از میلاد تا سدهٔ سوم پس از میلاد)، هنر گندهارا که تلفیقی از هنر یونانی و بودایی بود به اوج شکوفایی خود رسید و نمونه آن در پایگاه باستان‌شناسی هَده در جنوب جلال‌آباد (گندهارای عصر بودایی) قابل مشاهده‌است.
۱۵۵–۱۳۰ پیش از میلاد: مِناندِر یکم (Menander I)، فرمانروای یونانیِ هند بعد از دفع حملهٔ اوکراتید یکم، قلمرو فرمانروایش را تا عمق هند (تا شهر پَتنا) می‌گستراند. او که نخستین فرمانروای یونانی است که به آیین بودایی گراییده، در سرزمین‌های غربی به نشر این آیین و تلفیق زبان و فرهنگ یونانی و هندی، آرمان‌های بودایی و نگارگری یونانی و گرایش‌های هندی تا افغانستان (از طریق گندهارا) و تا آسیای میانه، و قرن‌ها بعد، در چین سرعت می‌بخشد.
۱۳۰–۱۰ پیش از میلاد: فرمانروایی یونانیِ هند در شرق به‌دنبال حملهٔ یوئه‌ژی‌ها، سکاها و کوشانیان سقوط می‌کند.

### امپراتوری اشکانیان
(ح. ۱۶۰ ق.م. -۲۲۵ م. در حوزه‌های هرات و بادغیس؛ ۱۵۵ ق.م. -۲۰ م. در حوزهٔ سیستان؛ و ۹۰–۱۵۵ ق.م. در حوزه‌های قندهار و بُست)

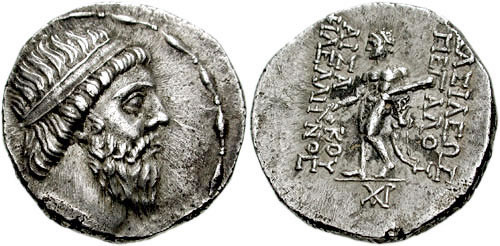
سکهٔ مهرداد یکم (فرمانروایی: ۱۳۸–۱۷۱ ق. م). مهرداد قلمرو امپراتوری اشکانیان را به‌سوی غرب (با گرفتن بابل از سلوکیان) و به‌سوی شرق (با ضمیمه کردن هرات و بیشتر جنوب افغانستان به امپراتوری اشکانیان) وسعت بخشید.

پس از مادها (سده‌های هشتم تا هفتم ق. م) و هخامنشیان (ششم تا چهارم ق. م)، اشکانیان (اواخر سدهٔ سوم ق.م. تا دوم م) سومین دودمان بزرگ نظامی بودند که در ایران امروزی به فرمانروایی رسیدند؛ و توانستند امپراتوری واقعی برای قریب به ۵۰۰ سال تشکیل دهند. اشکانیان که از تیرهٔ ایرانی پارتی و شاخه‌ای از طوایف وابسته به اتحادیه داهه از عشایر سَکاهای حدود باختر بودند، از ایالت پارت که مشتمل بر خراسان فعلی در ایران بود برخاستند. نام سرزمین پارت در کتیبه‌های داریوش بزرگ پَرثَوَه آمده‌است که به زبان پارتی پهلوی می‌شود. چون پارتیان از اهل ایالت پَهلَه بودند، از این جهت در نسبت به آن سرزمین ایشان را پهلوی نیز می‌توان خواند. اَرَشک (اَشک) در سال‌های ۲۳۸/۲۳۹ پیش از میلاد و در زمان پادشاهی سلوکوس دوم کالینیکوس به پارت یورش برد و بر آندراگوراس پیروز شد، سپس بر هیرکانی (گرگان) تاخت و آنجا را تسخیر نمود و شالوده‌های دستگاه اشکانی و پادشاهی پارت‌ها را پی ریزی نمود.
پارت‌ها که سوارکاران زبَردستی بودند، و می‌توانستند مسافت‌های طولانی را طی کرده و با دریافت فرمان در دَم یورش برند، از فرصت استفاده کرده و دولت سلوکی را برانداختند و امپراتوری تشکیل دادند که از اواخر سدهٔ سوم پیش از میلاد تا سدهٔ یکم پس از میلاد دوام کرد، و در دوران اوج خود، از دریای مازندران در شمال تا سوریه در غرب، خلیج فارس در جنوب و نیمهٔ غربی افغانستان در شرق گسترده بود و پس از امپراتوری روم دومین امپراتوری بزرگ از نظر وسعت و قدرت اقتصادی در زمان خود بود.
اشکانیان به جای نبرد با سلوکیان، صلح با آنان را ترجیح دادند، و با آزاد ساختن آنتیوخوس سوم (Antiochus III)، فرمانروای سلوکی، وی را برای حمله به بلخ (Bactra) آماده ساختند. برای مدت سه سال (۲۰۶–۲۰۹ ق. م)، هزاران سرباز سلوکی و جنگجویان اشکانی به همراه صدها فیل جنگی، برای به پایین کشیدن اوتیدموس یکم (Euthydemus I؛ فرمانروایی: ۲۰۰–۲۳۰ ق. م)، فرمانروای یونانیِ باختر، شهر مستحکم شده بلخ را بدون هیچ پیروزی به محاصره کشیدند. این محاصره با امضای معاهده‌ای که استقلال دولت یونانی باختر را تضمین می‌کرد، به پایان رسید.
در حدود سال ۱۵۰ پیش از میلاد، مِهرداد یکم (فرمانروایی: ۱۳۸–۱۷۱ ق. م)، فرزند اَرَشک (اَشک یکم)، مناطق شرقی سرزمین بابل را گرفت، و بیشتر مناطق غربی و جنوبی افغانستان را بشمول هرات، مرکز بازرگانی جاده ابریشم را ضمیمهٔ امپراتوری کرد.
با تصرف هرات، مهرداد یکم نه‌تنها ارتباط یونانیانِ باختر را با سرزمین یونان قطع کرد، بلکه بر کنترل جریان تجارت کالاها از مدیترانه و خاور میانه به چین و هند نیز تسلط یافت. چیزی که به فروپاشی دولت یونانیِ باختر مقتدر انجامید.
در طی اواسط تا اواخر سدهٔ دوم پیش از میلاد، سکاها (Scythians) زیر فشار تُخاری‌ها (Tocharians) در شمال باختر و قوم یوئه‌ژی (Yuezhi)، به جنوب‌غربی به سرزمین‌های اشکانیان ریختند.
یوئه‌ژی‌ها نیز زیر فشار جنگجویان چینی، از سرزمین بومیشان در دشت تاریم (منتهی‌الیه غرب چین) به سمت جنوب ریخته بودند. فشار از سوی سکاها دردسر عمده برای اشکانیان بود. به‌طوری‌که دو پادشاه اشکانی، فرهاد دوم (فرمانروایی: ۱۲۸–۱۳۸ ق. م) و جانشینش اَردَوان دوم (فرمانروایی: ۱۲۴–۱۲۸ ق. م) در نبرد با سکاها به‌قتل رسیدند.

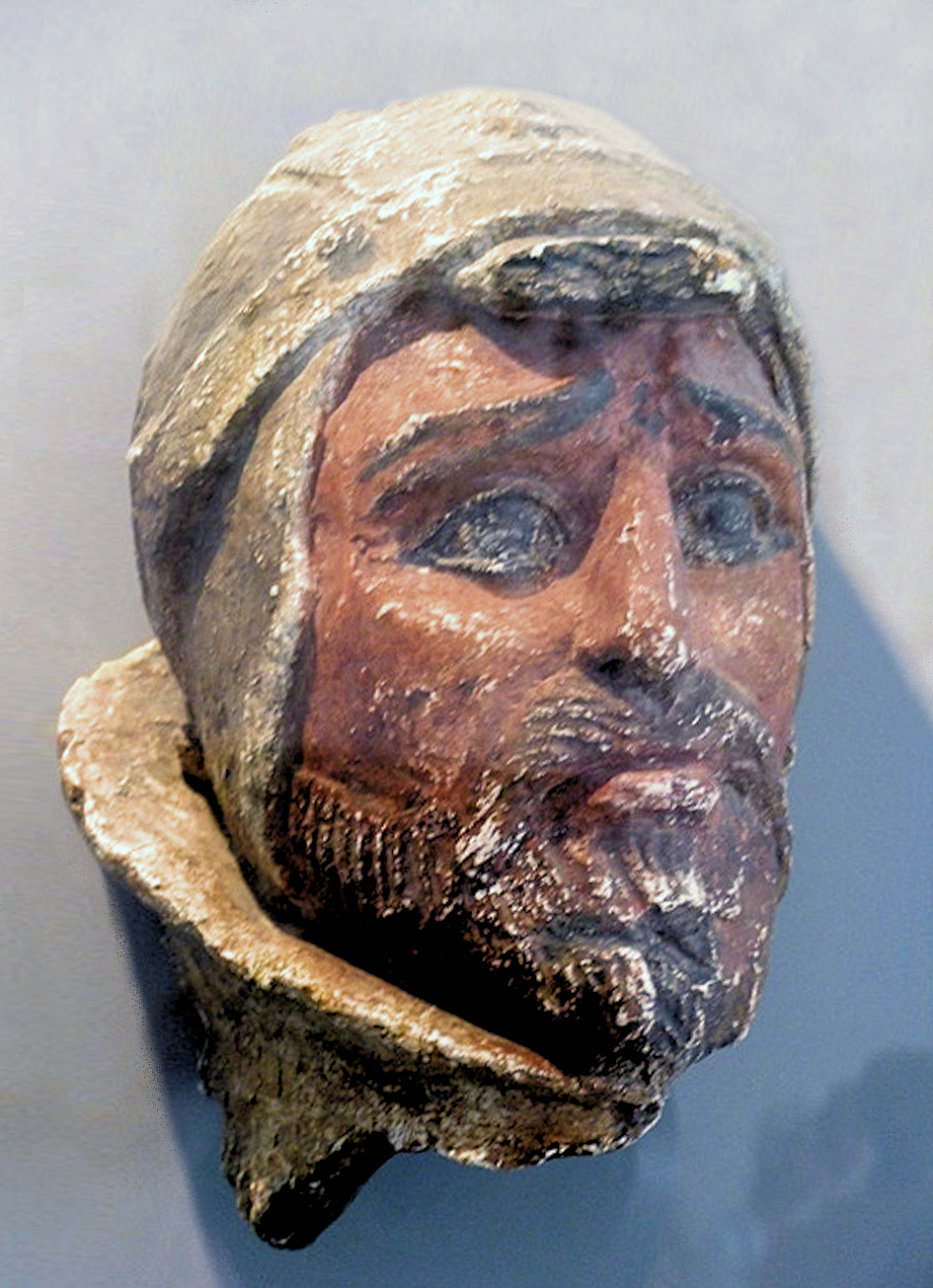
سردیس گِلی و رنگ‌آمیزی‌شدهٔ یک جنگجوی یوئه‌ژی (یوئه‌ژی‌ها سکاهایی بودند که در سدهٔ اول پیش از میلاد در باختر شاهنشاهی کوشان را بنیان گذاردند)، بدست‌آمده از قصر باستانی خَلچیان در استان سرخان‌دریا در جنوب ازبکستان (همان سرزمین باستانی باختر).

بان چائو، فرمانروایی چینی از قوم هان، برای محافظت از جادهٔ ابریشم، در سال ۹۷ پیش از میلاد با اشکانیان اتحاد نظامی برقرار کرد، که در نتیجهٔ آن دو امپراتوری سواره‌نظام ۷۰٫۰۰۰ نفری تشکیل دادند تا از کاروان‌ها حفاظت کرده و با سکاها، تُخاری‌ها و یوئی‌ژی‌ها بجنگند.
فشار سکاها بر روی پارت با به قدرت رسیدن سیناتروک (Sanatruces؛ فرمانروایی: ۷۰–۷۷ ق. م)، پادشاه سکایی بر تخت سلطنت اشکانی به اوج خود رسید، و از آن پس اشکانیان و سکاها تعادل قدرت برقرار کرده، و در نهایت به تشکیل زیرفرمانروایی اشکانی انجامید، که در سرتاسر جنوب‌غربی افغانستان تا پاکستان امروزی و شمال هند گسترده بود. این زیرفرمانروایی نزد تاریخ‌دانان بنام دولت هندوپارتی معروف است.
حملهٔ یوئه‌ژی‌ها
یوئه‌ژی‌ها اتحادیه‌ای از اقوام کوچ‌نشین آریایی بودند که خاستگاه آن‌ها در دشت تاریم (در غرب چین) بود. آن‌ها که زیر فشار جنگجویان چینی از سرزمینشان بیرون رانده شده بودند، با دیگر اقوام کوچ‌نشین (تُخاری‌ها و سکاها/Scythians) متحد شدند، و به‌سوی جنوب به فلات ایران ریختند، با پارت‌های اشکانی درگیر شدند (۱۲۴ ق. م)، و سپس به باختر یورش آوردند، و یونانیان حاکم بر آن سرزمین را به جنوب به‌سوی درهٔ کابل و شرق به‌سوی پاکستان و هند کنونی راندند.
۱۲۵–۱۲۰ پیش از میلاد: شهر یونانی‌باختری اوکراتیدیه (که امروزه آی‌خانم نامیده می‌شود) پس از حمله‌های پیاپی یوئه‌ژی‌ها متروکه می‌شود.

### دولت هندوسکایی

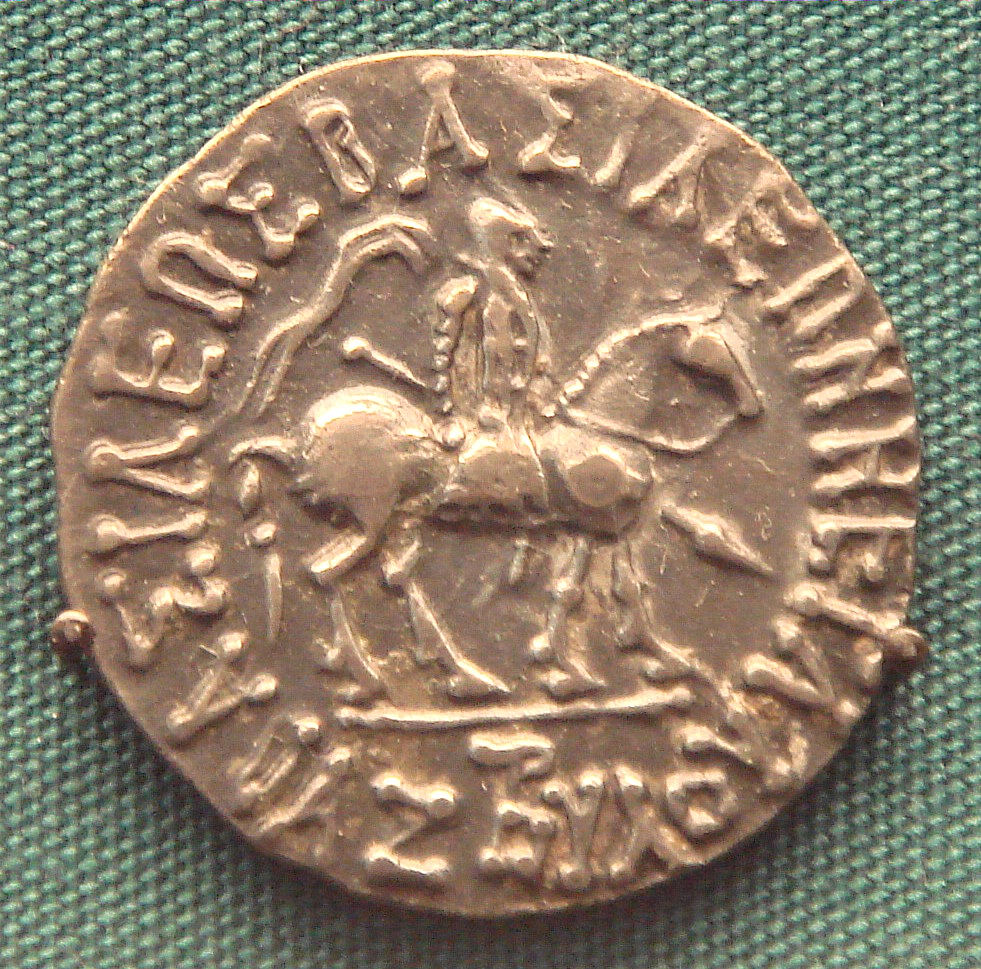
سکهٔ آزِس، فرمانروای هندوسکایی (فرمانروایی: ۳۵–۵۷ ق. م)، که علیه هیپوستراتوس (Hippostratos؛ فرمانروایی: ۵۵–۶۵ ق. م)، فرمانروای هندوپارتی جنگید و با مقاومت وی در شرق پنجاب و پوشکلاواتی مواجه شد. بر روی سکه نگارهٔ آزِس یکم با پوشاک نظامی بر روی اسب ترسیم شده‌است.

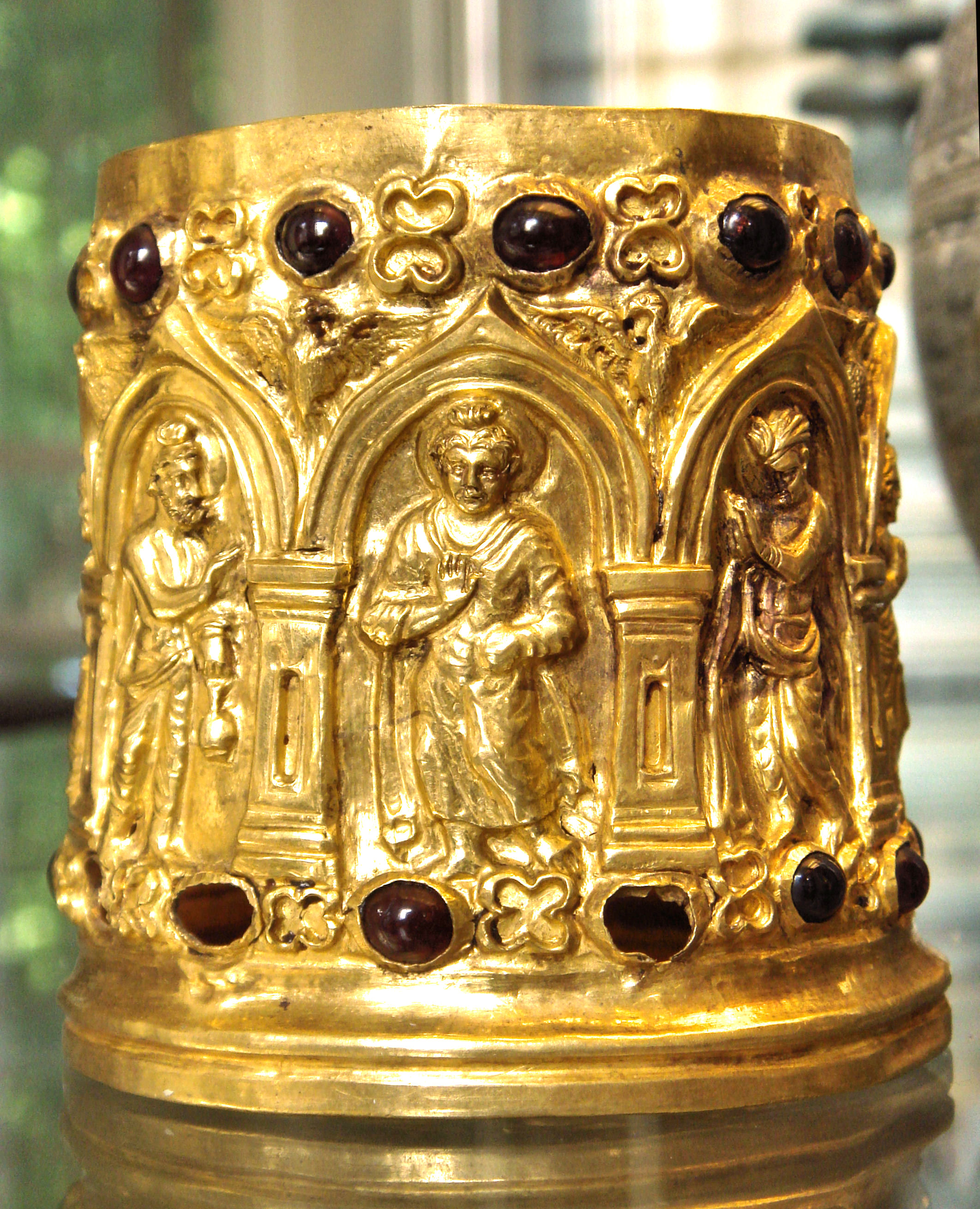
ظرفی طلاکاری شده از چُدَن با سنگ‌های قیمتی، که بودا و ایزدان هندو را در دو طرفش، برَهما (چپ) و شَکرا (راست)، نشان می‌دهد. این ظرف در استوپهٔ بودایی در منطقهٔ بیماران در نزدیکی جلال‌آباد در شرق افغانستان یافت شده؛ سکه‌هایی هندوسکایی آزِس دوم در داخل ظرف یافت شده‌اند، موزیم بریتانیا، لندن.

(ح. ۹۰ ق.م. -۲۰ م. تنها در حوزه‌های کابل، جلال‌آباد، غزنی، قندهار و بُست)
هندوسکاها زیردسته‌ای از مجموعه بسیار بزرگترِ اقوام کوچ‌نشین ایرانیِ سکاها (Scythian) بودند. هندوسکاها بین اواسط سدهٔ دوم پیش از میلاد و سدهٔ چهارم میلادی از آسیای میانه از طریق آمودریا به باختر، رُخَج، گندهارا (در افغانستان امروزی)، و سپس بسوی پنجاب و کشمیر (در هند و پاکستان امروزی) و همچنین به گُجرات و راجِستان (در غرب و مرکز هند) تاختند. یورش هندوسکاها تنها یکی از رویدادها و پیامدهایی است که از یورشِ یوئه‌ژی‌ها موجب شد، یورشی که چشم‌انداز باختر، درهٔ کابل و هند را برای همیشه تغییر داد و حتی دورترین نقاط چون روم نیز از پیامد از یورش‌ها مصون نماندند. (لشکرکشی هون‌ها به روم)
همین مهاجرت سکاها به منطقهٔ سیستان (از جلگهٔ رود هلمند تا جلگهٔ هامون) و تشکیل دولت هندوسکایی در آنجا بود که از آن پس سرزمین زرنگ (آنطور که در سنگ‌نوشته‌های هخامنشی آمده) سَکَستان (در صدر اسلام: سَجِستان؛ و امروز سیستان) نامیده شد.
ماوئِس (Maues). این پادشاه سکائی در طی فرمانروایی کوتاه‌مدتش (۶۰–۸۵ ق. م) به سرزمین‌های هندویونانیان در پاکستان امروزی حمله برده، و سیرکاپ (در نزدیکی تاکسیلا) را پایتخت خود برگزید و دولتی بنیان‌گذارد که بیشتر تمایل به آمیزش و سازش با فرهنگ یونانی داشت تا از بین بردن آن. برخی پژوهشگران برین باورند که ماوئِس (که لقب پارسیِ شاهنشاه را برگزید) احتمالاً جنرال سکائی بوده که توسط هند و یونانی‌ها بکار گمارده شده باشد. به هر روی، برخلاف یوئه‌ژی‌ها، ماوئس سیاست‌مدارا و سازش را با جوامع محلی یونانی و هندی برگزید، سیاستی که جانشینانش نیز آن را دنباله‌روی کردند.
آزِس یکم و آزِس دوم (Azes). آزس یکم (احتمال فرمانروایی: ۳۵–۵۷ ق. م) تازش بر هندویونانیان را آغاز کرد و آزِس دوم (فرمانروایی در حدود ۱۲–۳۵ ق. م) کار را تمام کرده و دولت هندویونانیان را در شمال هند برانداخت.
با این وجود، فرمانروایی آزس نیز با به‌قدرت‌رسیدن کوشانیان سقوط کرد. کوشانیان یکی از پنج قبایل یوئه‌ژی بودند که پس از گرفتن باختر در یک قرن پیشتر، اکنون به‌سوی هند پیشروی می‌کردند.
اشکانیان (پارتیان) به مدت کوتاهی، از سوی غرب یورش آوردند. رهبر آنان گُندُفَر (Gondophares) موقتاً کوشانیان را جابجا کرد و دولت هندوپارتی را در سرتاسر شمال‌شرق افغانستان تا شمال هند بنیان‌گذارد. اما فرمانروایی وی کمتر از یک عُمر بطول انجامید و دولت وی نیز در اواسط سدهٔ نخست میلادی برافتاد.
۱۰ پیش از میلاد تا حدود ۵۰ میلادی: سکاها (Scythians) در این دوره از طریق حمله به کاروان‌ها در جاده ابریشم ثروت هنگفتی را جمع‌آوری می‌کنند، که گنجینهٔ طلاتپه بدست‌آمده از شش گور در شمال افغانستان از همین دورهٔ سکاهاست و مشتمل بر ۲۰٫۰۰۰ آرایه‌های طلایی و غیره می‌شود.
ظرف طلاکاری شدهٔ بیماران:
در طی یکی از نخستین کاوش‌های غیرحرفه‌ای در افغانستان در سال‌های ۳۸–۱۸۳۳ میلادی، چارلز مسون (Charles Masson)، جهانگرد بریتانیایی در پایگاهی که بنام استوپه شمارهٔ ۲، در بیماران شناخته می‌شود، در نزدیکی جلال‌آباد در شرق افغانستان، یک ظرف زرین کوچک را کشف کرد که حاوی بقایای بودایی (مرواریدهای سوخته، مُهره‌هایی که از سنگ‌های گرانبها و نیمه‌گرانبها) و سکه‌های ضرب‌شده توسط آزِس دوم (Azes II)، پادشاه سکایی بود.
این ظرف کوچک زرین که سه سانتیمتر ارتفاع دارد، و بر روی جدارهٔ آن سنگ‌های قیمتی کار شده، و احتمالاً هنر دوران هندویونانی است، به عنوان شاهکار هنر یونانی بودایی از گندهارا است.
اینکه پادشاهان هندویونانی هنرمندان و صنعتکاران هندویونانی را بکار می‌گرفتند چیز تعجب‌آوری نیست. نمایش بودای ایستاده بگونهٔ هِلِنی (که به صورت رئالیستی و با ژست ملایم کُنتروپُستو (controposto) اجرا می‌شود)، که در پهلوی وی برَهما و شَکرا (Śakra) دو ایزد هندی (که هر دو جواهراتی پوشیده، و نشان‌دهندهٔ آن است که آنان جلوه‌ای از بوداسف (Bodhisattva) هستند، دست‌هایشان در حالت انجالی-مودرا «ژست عبادت‌گونه» است) بر روی دیوارهٔ ظرف قاب گرفته شده و این اقتباسی است از معماری یونانی-رومی.

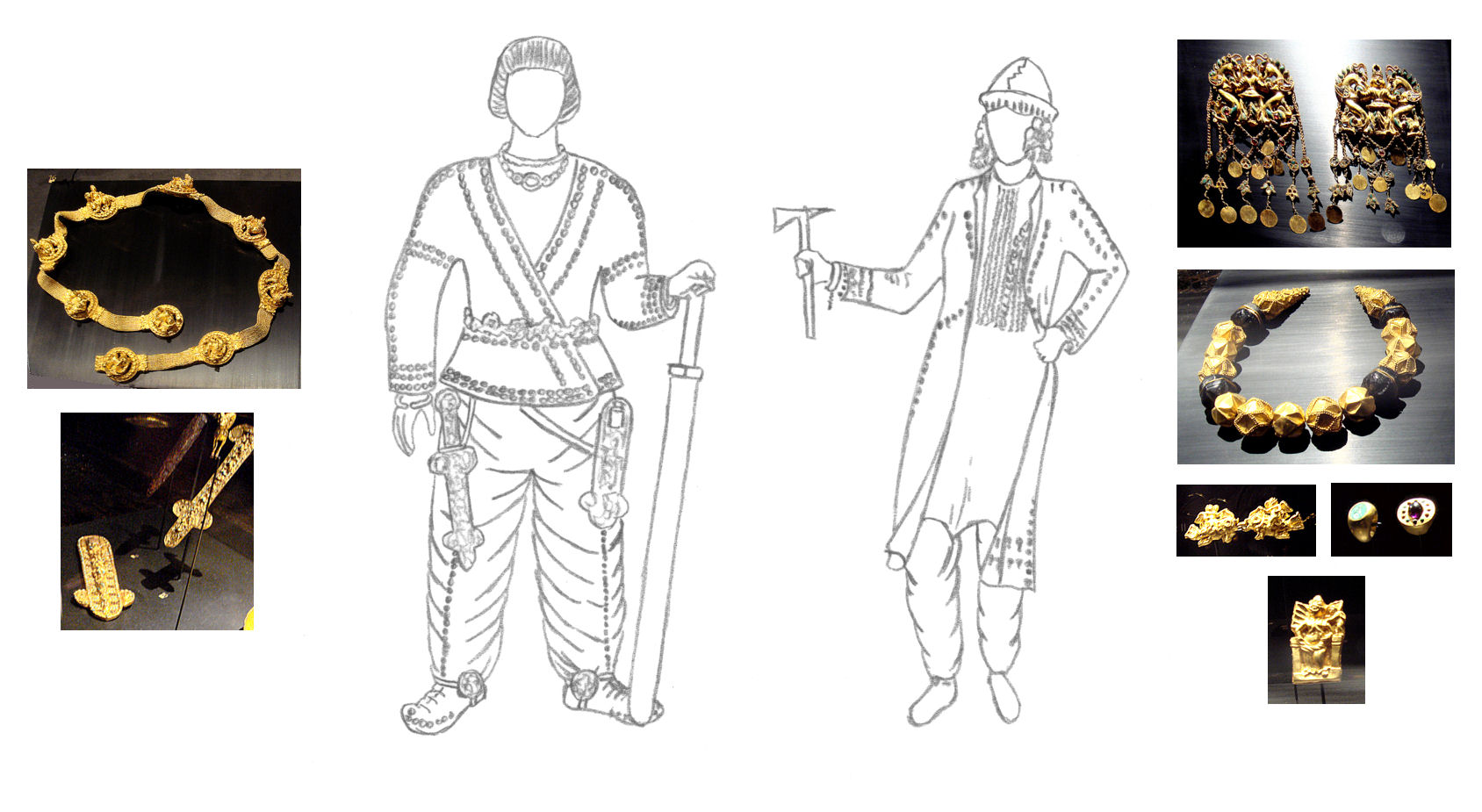
بازسازی پوشاک و جواهرات دو نفر از طلاتپه، یک مرد (گور چهارم، نگارهٔ سمت چپ)، و یک زن (گور دوم، نگارهٔ سمت راست).

از سکه‌هایی که در داخل ظرف پیدا شده پیداست که پیشینهٔ آن به تاریخی نه زودتر از دوران فرمانروایی آزِس دوم (Azes II؛ ۲۱–۳۵ ق. م) برمی‌گردد. تحقیقات بیشتر نشان داده که این ظرف احتمالاً بعدها باز شده و دوبارهٔ در آنجا قرار داد شده، و براساس سبک و هنر بکاررفته در این ظرف، این اتفاق احتمالاً در زمانی در حدود سدهٔ دوم میلادی رخ داده‌است. در این اواخر که این ظرف کشف شد، در صندوقچه‌ای ساخته‌شده از استیتایت (steatite) قرار گرفته بود و بر روی آن نوشته‌ای نقش شده بود.
سقوط هندوسکاها در شرق به پارت‌ها این امکان را داد تا به رهبری گُندُفَر (Gondophares) از غرب حمله کرده، و کوشانیان را موقتاً به عقب رانند. فرمانروایی دولت تازه تأسیس‌یافتهٔ هندوپارتی تا اواسط سدهٔ نخست میلادی بطول انجامید، و پس از آن کوشانیان دوباره قدرت را به‌دست گرفته و برای دو قرن آینده بر منطقه فرمان راندند.
گنجینهٔ طلای باختری در طلاتپه:
در سال‌های ۷۹–۱۹۷۸ میلادی، یک تیم از باستان‌شناسان شوروی سابق به سرپرستی ویکتور ساریانیدی شش گور سکائی را در طلاتپه در نزدیکی شهر شِبِرغان، در غرب بلخ، در آستانهٔ حملهٔ شوروی به افغانستان کشف کردند.
کمتر از نیم کیلومتر از شهر مستحکم شدهٔ باستانی یمشی‌تپه، این تیم شش گور دست‌نخورده را پیدا کردند که بقایای پنج زن و یک مرد را در خود جای داده بود، و پیشینهٔ آن به سدهٔ نخست میلادی می‌رسید. در پنج تا از این گورها ۲۰٫۰۰۰ پارچهٔ طلا و ابزار دیگر - جواهرات، کمربندها، سرپوش (کلاه)، اسلحهٔ سنتی و هزاران اشیای شخصی دیگر جای گرفته‌بودند. این اشیاء که کاملاً سالم و دست‌نخورده باقی‌مانده بودند و به ترتیب دقیقی که بازماندگان و فامیل این مُردگان قرار داده بودند، و از پنج گور در طلاتپه بیرون کشیده شده بودند به باستان‌شناسان این امکان را داد تا پوشاک و جواهرات این رفتگان در جزئیات دقیق آن بازسازی کنند. (نگارهٔ زیر را ببینید)
تاریخ‌گذاری این گورها با مطالعهٔ سکه‌هایی که در دستان و جیب‌های این مردگان قرار داده شده بودند امکان‌پذیر بود. یک نمونه که اخیراً تاریخ‌گذاری شده سکهٔ زرینی متعلق به تیبریوس (Tiberius) امپراتور رومی است که در شهر لوگدونوم (لیون امروزی) در گالیا (فرانسه امروزی) بین سال‌های ۱۶ و ۲۱ میلادی ضرب شده‌بود. با نظر داشت سالیانی که این سکه می‌بایستی از گال به شمال افغانستان در دوران باستان پیموده باشد، می‌نماید که پیشینهٔ گورهای طلاتپه می‌بایستی متعلق به رُبع دوم از سدهٔ نخست میلادی باشد.

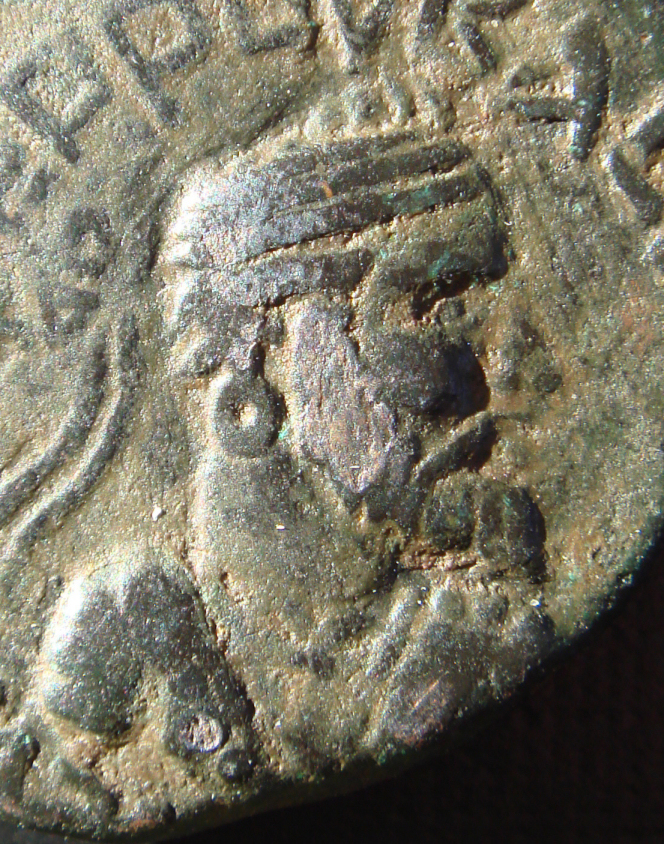
نگارهٔ گُندُفَر روی سکه‌ای بجای‌مانده از دوران وی در سرزمین باستانی گندهارا، افغانستان.

|  |  |  |  |  |

### پارتیانِ هند/پَهلَوها
(ح. ۲۲۵–۲۰ م. در حوزه‌های قندهار، بُست و سیستان؛ ۷۵–۲۰ م. در حوزه‌های کابل، جلال‌آباد و غزنی)
۲۰–۴۷ میلادی: گُندُفَر (Gondophares)، که متعلق به پارت‌های اشکانی است، از امپراتوری اشکانی اعلان استقلال می‌کند و دولت پارتی هند را در مناطقی تأسیس می‌کند که از طریق نبرد با مهاجمان آسیای میانه (سکاها و شاهنشاهی کوشان که در عهد شاهنشاهی کوجوله کادفیزَس در حال گستردن قلمرو خود بود) در جنوب افغانستان امروزی (رُخَج/Arachosia)، شرق افغانستان و و جنوب و غرب پاکستان (گندهارا) و شمال هند به مرکزیت تاکسیلا (Taxila) در جنوب پاکستان، به‌دست آمده بودند.
۴۷–۷۰ میلادی: بخش‌های دولت پارتی هند در عهد فرمانروایی گُندُفَر (Gondophares) شکل می‌گیرد.
۷۰–۱۳۵ میلادی: لشکرکشی‌های کوشانیان در هند باعث رانده‌شدن پارتیانِ هند به جنوب افغانستان می‌شود؛ پایتخت آن‌ها به کابل انتقال داده می‌شود (۷۵ میلادی)؛ سه نسل بعد (۱۳۰ میلادی) دولت پارتیِ هند منقرض می‌شود.

### شاهنشاهی کوشانیان

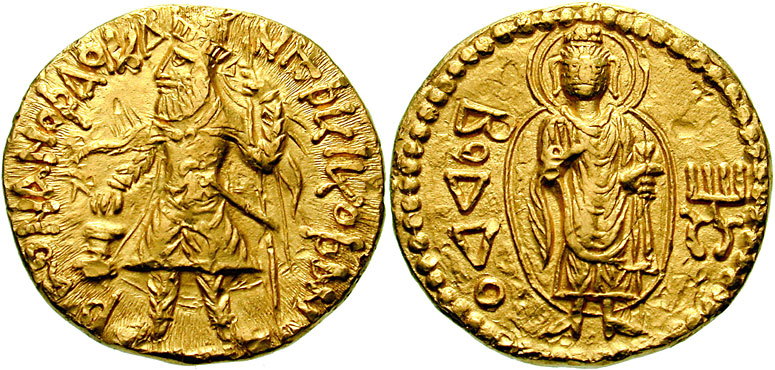
سکهٔ طلایی کانیشکا یکم (Kanishka I)، شاهنشاه مقتدر کوشانی
روی سکه: تصویر ایستادهٔ شاهنشاه با پوشک کوشانی: بالاپوش (پالتو) سنگینی بر تن، بوت‌های (چکمه‌ها) بلند به پا، و شلوار بلند و پُرچین بر جانش. پیش رویش میز کوچک قربانی است و به دست چپش نیزهٔ طویلی گرفته و از شانه‌هایش شعله‌های آتش ساطع می‌شوند.
نوشتهٔ روی سکه به زبان باختری و خط یونانی (با اضافه شدن حرف کوشانی Ϸ «ش»): ϷΑΟΝΑΝΟϷΑΟ ΚΑΝΗϷΚΙ ΚΟϷΑΝO؛ تلفظ: «Shaonanoshao Kanishki Koshano»: «شاهنشاه، کانیشکایِ کوشانی»
پشت سکه: تصویر بودای ایستاده به سبک هِلِنی، که با دست راستش ژِستی نمادین از نشان اطمینان و امنیت (اَبهایا مودرا) را شکل داده، و با دست چپش چین ردایش را گرفته‌است.
نوشتهٔ پشت سکه به خط یونانی: BODDO «بودا». در سمت راست نشان کانیشکا (tamgha) ترسیم شده‌است.
موزیم بریتانیا

یکی از پنج قبیلهٔ اتحادیهٔ کوچ‌نشینان یوئه‌ژی، کوشانی‌ها بودند، که قبایل یوئه‌ژی را متحد ساختند و امپراتوری را تأسیس کردند که در اوج قدرت از ترکمنستان تا غرب چین تا مناطق مرکزی هند وسعت داشت. استراتژی یورش‌گری کوشانیان و مرکزیت فرمانرواییشان در امتداد جاده ابریشم، آن‌ها را قادر ساخت تا سومین ابرقدرت عصر باستان (بین چین و روم) شوند. بدین‌سان، آن‌ها که زمانی قومی کوچ‌نشین بودند، پس از یک‌جانشینی و شهرنشینی، تبدیل به یک دولت‌شهر (Cosmopolitan) ثروتمند شده‌بودند.
نخستین حکمران خودخوانده کوشانی هرایوس (Heraios؛ فرمانروایی: ۳۰–۱ م) بود که در یک قدمی ریاست قبیلهٔ کوشانی قرار داشت. اما بزودی قدرت به‌دست کوجوله کادفیز (Kujula Kadphises؛ فرمانروایی: ۸۰–۳۰ م) افتاد و او شاهنشاه واقعی کوشان شد و قبایل متفرق و ستیزه‌جوی یوئه‌ژی را زیر لوای کوشانیان در سدهٔ نخست میلادی متحد ساخت.
کوجوله کادفیز پس از گرفتن باختر از سکاها و هندوپارتیان قلمرو فرمانروایی کوشان را به سرزمین گندهارا (در شمال‌شرقی افغانستان و شمال پاکستان) گستراند و شهر تاکسیلا (در شمال‌غرب پاکستان) را پایتخت مهم خود، و شهر بگرام (که در دوران باستان زیر کاپیسا نامیده می‌شد، در نزدیکی پایگاه هوایی بگرام) را به‌عنوان پایتخت تابستانی خود برگزید که این شهر مرکز عمدهٔ بازرگانی نیز بود.
از این دو پایتخت، و چند مرکز مسکونی و بازرگانی دیگر در شمال، کوشانیان بزودی فعالترین بازرگانان شده، و الفبای یونانی را برگزیدند و سکه‌های طلائی خود را ضرب کردند که در آن چهره‌های شاهنشاهان کوشانی، شعارهای و نمادهای یونانی و تأثیرپذیرفته از مسکوکات رومی نقش می‌شد و از این سکه‌ها برای داد و ستد از کاروان‌های جاده ابریشم استفاده می‌شد.
در سال ۴۸ میلادی، کوجوله کادفیز از هندوکش عبور کرد و در دره کابل با هِرمایوس (Hermaeus) واپسین پادشاه یونانی آن منطقه متحد شد تا سکاها (دولت هندوسکایی) را در شمال هند شکست داده و امپراتوری را بنیان‌گذارد که بازماندگان کوشانی پس از او آن را از رود گَنگ در شرق تا صحرای گُبی در شمال وسعت بخشیدند.
فرمانروایی کانیشکا، سومین امپراتور کوشان، که از اواخر سدهٔ اول تا اوایل/اواسط سدهٔ دوم میلادی بطول انجامید، از دو پایتخت اداره می‌شد: پوروشاپوره (شهر امروزی پیشاور)، و مجموعهٔ پایتخت تابستانی در بگرام (کاپیسا)، که با قصرهای خوش‌گذرانی امپراتورهای روم و دودمان هان در چین رقابت می‌کرد.
کوشانیان در عهد فرمانروایی کانیشکا بر آسیای میانه فرمان می‌راندند و از طریق فعالیت‌های گستردهٔ بازرگانی ثروتی بزرگ جمع‌آوری کردند و در این دوره شهرها رونق بسیار پیدا کرده و تندیس‌گری بودایی و بنای معابد شکوفا شد. یکجانشینی تحول بزرگی در زندگی این کوچ‌نشینان به‌وجود آورد. آن‌ها که تجربه‌ای در هنر و معماری نداشتند، هر هنری را که در مسیر راهشان می‌دیدند و با ویژگی‌های آن‌ها تناسب داشت اقتباس می‌کردند. این منجر به زایش یک هنر بومیِ درخشان شد که از هم‌آمیزی تفکرات غربیِ یونانی-باختری با تفکرات شرقی هندی و تعبیری از ویژگی مؤثر پرشور و پویای آسیای میانه تأثیر می‌پذیرفت.

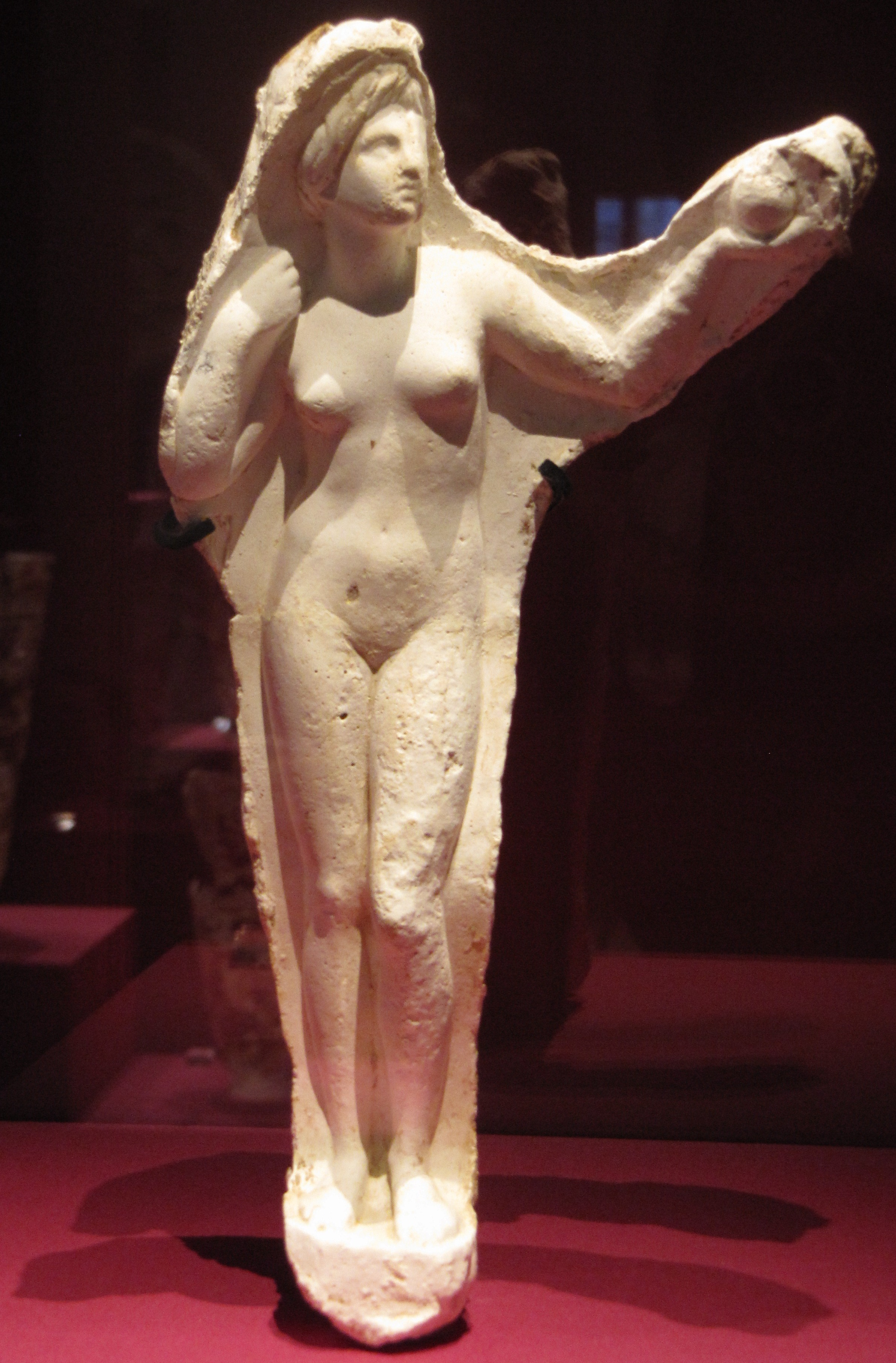
تندیس آفرودیت، بدست‌آمده از اتاق ۱۳ در بگرام، سدهٔ نخست میلادی، گچ، موزیم ملی افغانستان در کابل.

منطقهٔ گندهارا قلب شاهنشاهی کوشان و زادبوم یک جامعهٔ چند قومی و مدارا با گوناگونی‌های مذهبی بود. موقعیت مطلوب استراتژیک (سوق‌الجیشی) گندهارا و دسترسی مستقیم آن به راه‌های تجاری زمینی جاده ابریشم و پیوند آن با بندرها در دریای عرب، این منطقه را در طول تاریخ طولانی آن آماج لشکرگشایی‌های متعدد چون هخامنشیان، اسکندر مقدونی (۳۲۵/۲۴–۳۲۷/۲۶ ق. م)، مائوریاهای هند، سلوکیان، شاهان یونانی باختری و بازماندگان هندویونانی آنان (سده‌های سوم تا دوم ق. م)، سکاها و اشکانیان (سده‌های دوم تا یکم ق. م) ساخت.
ادغام نژادها، باورها و مهارت‌هایی که در غرب و شرق رشد یافته بودند، فرهنگی دستچین و التقاطی پدیدآورد که به‌طور روشن در هنرهای تصویری دورهٔ کوشانی دیده می‌شود. درون‌مایه‌های (تِم‌ها) برگرفته از اساطیر یونانی و رومی با نمادها و ظرافت‌های بودایی درآمیخته و نخستین ترسیم بودا در شکل یک انسان و ابتدایی‌ترین نگاره‌های شخصیت‌های مهم بودایی چون بوداسف (Bodhisattva) را در عصر کوشانیان خلق کرد.
کوشانیان صرفاً گِردآورندگان هنر نبودند، بلکه حامیان و مشوقان اصلی هنر نیز بودند. کوشانیان در سفارش دادن آثار هنری، دستور می‌دادند تا چهره‌ها و پوشاک آنان در کنار بودا و همراهان وی قرار داده شوند. این خوداستواری جدید سبکی بی‌نظیر از هنر گندهارا را پدیدآورد که در آن هنر یونانی و رومی و دورنمایه‌های تأثیرپذیرفته از تفکرات هندی بدون کم‌وکاستی توسط هزاران هنرمند مشغول خدمت آیین در حال گسترش بودایی بکار برده می‌شد.
در نوشته‌های بودایی، از کانیشکا شاهنشاه کوشانی (حدود ۱۰۰ م)، او که هیچ‌کس دیگری چون او پشتیبانیِ نیک‌خواهش آیین بودایی را حمایت کرده، تجلیل شده‌است.
سُرخ‌کوتَل: وجود نمادهای ایرانی در فرهنگ کوشانی از همه بیشتر در ویرانه‌های بجای‌مانده از مجموعه نیایشگاه زرتشتی سُرخ‌کوتَل، با پلکان (راه‌زینه) پیشرفته، واقع در شمال هندوکش در نزدیکی شهر پُلِ خُمری، مرکز ولایت بغلان دیده می‌شود. کاوش‌های سرخ‌کوتل بین سال‌های ۱۹۵۲ و ۱۹۶۶ همزیستی آیین خالص بومی زرتشتی، بدون هیچ‌گونه تأثیرپذیری از بوداگرایی، را در این منطقه نشان می‌داد. به نظر می‌رسد کانیشکا از هر دو آیین بودایی و آیین ایرانی میتراییسم استقبال می‌کرده. قطعاتی از تندیس کانیشکا در سرخ‌کوتل پیدا شده که از آثار نفیس باستانی موزیم ملی افغانستان در کابل به‌شمار می‌روند.
گنجینهٔ بگرام: در شصت کیلومتری شمال‌غرب کابل، در نزدیکی شهر امروزی چاریکار، در محل پیوندگاه غوربند و دره پنجشیر، پایتخت تابستانی شاهنشاهی کوشانیان بنا شد، در جایی بنام کاپیسا (که بعدها بگرام نام گرفت، و نباید با پایگاه هوایی بگرام امروزی اشتباه شود)
بگرام که در یک نقطهٔ گذرگاه کلیدی در امتداد جاده ابریشم بین کابل و بامیان واقع بود، زمانی توسط کوروش بزرگ، شاهنشاه هخامنشی ویران شد، و بعد از مدت کوتاهی توسط جانشینش داریوش بزرگ ترمیم شد، و بعدها توسط اسکندر مقدونی از نو بنا شده و در آن دژی برپاشد و بنام اسکندریه قفقاز (Alexandria of the Caucasus) مسمی گردید و این شهر را به یک پایگاه دفاعی برای یونانیان باختر تبدیل کرد.
در اطراف جادهٔ اصلی در بگرام، که توسط دیوار خشتی (آجری) بلند با برج و باروهایی در چهار گوشهٔ آن مستحکم شده بود، و قصر تابستانی کوشانی واقع در این شهر کارگاه‌ها و دکان‌هایی واقع بودند. عاج‌های نفیس از هند، جعبه‌های لاکی (lacquer) از چین، ظروف شیشه‌ای و بُرُنزی از مصر و روم، برجسته‌کاری‌های گچی تزئینی و دیگر اشیاء از جاده ابریشم نمایش و داد و ستد می‌شدند و احتمالاً در صورت کالاها نگهداری می‌شدند تا از روی آن‌ها کپی‌برداری شود.
علیرغم افتادن کاپیسا (بگرام) به‌دست ساسانیان در حدود سال ۲۴۱ میلادی، دو انبارخانه مملو از کالاهای جاده ابریشم، که برای جلوگیری از شناسایی آن‌ها مُهر و موم شده بودند، تا مدت قریب به هفده قرن در داخل قصر در امان مانده بودند تا اینکه در سال‌های دههٔ ۱۹۳۰ میلادی توسط باستان‌شناسان فرانسوی کشف شدند.
هر یک از این آثار نفیس «گنجینهٔ بگرام» گواهی است بر رونق بازرگانی در عصر کوشانی و احتمال وجود بازارهای مشابه در امتداد جاده ابریشم در سرتاسر جهان متمدن آن دوران. این کشفیات شیفتگی ما را با دست‌ساخت‌های ماهرانه و شهروندی بسیار فرهیخته و بافرهنگ در عصر کوشانیان تجدید می‌کند.

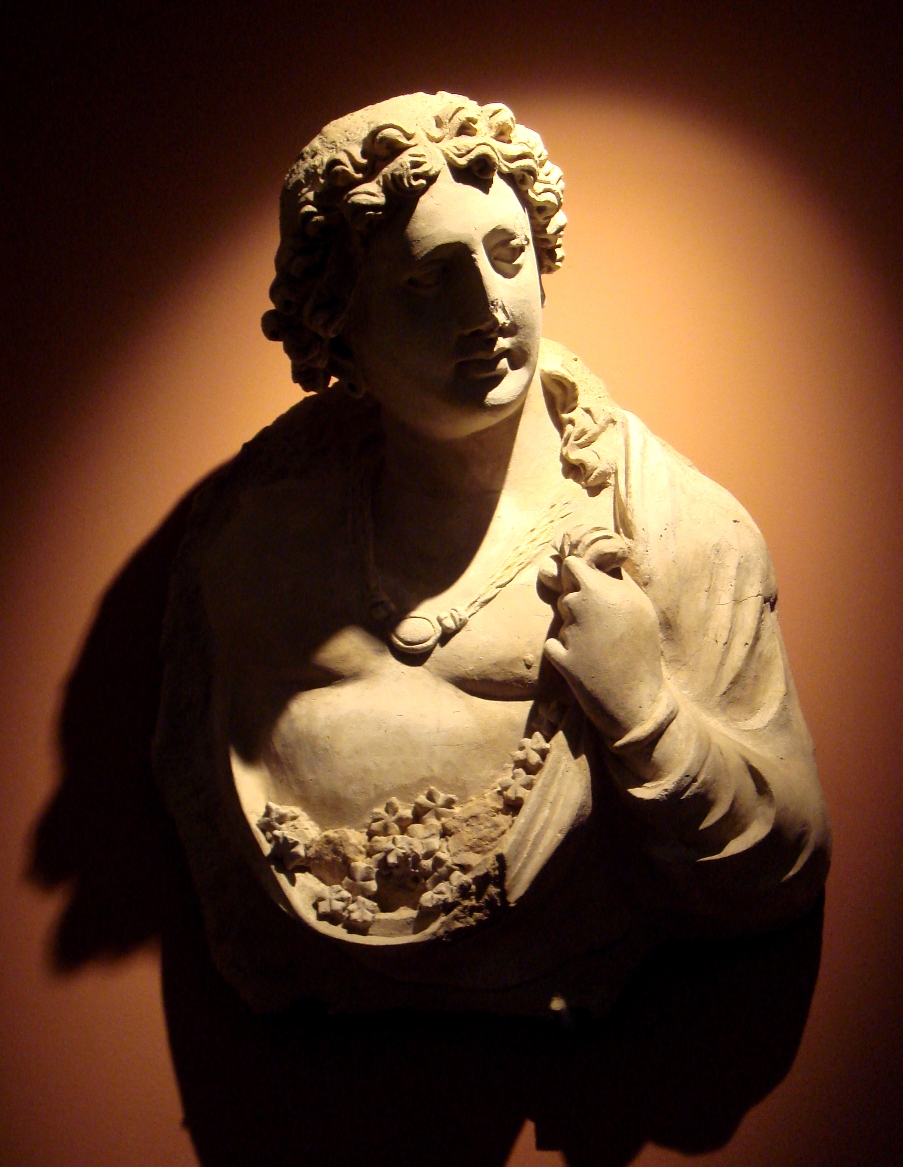
جنیوس (Genius) حامل دستهٔ گُل، بدست‌آمده از نیایشگاه تپه‌کلان در پایگاه باستان‌شناسی هَده در ولایت ننگرهار، سده‌های چهارم و پنجم میلادی، موزیم گیمه در پاریس.

مجموعه معابد بودایی در هَده: هده که یک پایگاه (ساحهٔ) باستان‌شناسی یونانی-بودایی واقع در سرزمین باستانی گندهارا، در شش مایلی (ده کیلومتری) جنوب شهر جلال‌آباد در شرق افغانستان است، یکی از بزرگترین معابد و مجموعه زیارتگاه‌های بودایی در جهان، طی سده‌های نخست تا سوم میلادی بوده‌است. هده با موقعیت کلیدیش در مسیر دو هزار مایلی سفر زائران و مبلغان بودایی از هند به چین، مرکزی فعال برای ترجمه و تکثیر (نسخه‌برداری) نوشته‌های بودایی و همچنین هنر تندیس‌گری شمرده می‌شد. بیش از ۲۳٫۰۰۰ پیکره‌های یونانی-بودایی ساخته‌شده از خاک رُس و گچ، تزئینات معماری و سردیس‌ها و تندیس‌هایی که مردان، زنان، کودکان، دیوهای گوناگون، سالخوردگان، با حالات و پوشاک قابل تصور، از هر طبقه و مقامی، از هر گونه چهره‌ای از هر گوشهٔ دنیا را نشان می‌داد - حتی چهره‌های بیشتر از آنچه که برای بازآفرینی تمام یک شهر بودایی ضرورت باشد - در سلسله کاوش‌های باستان‌شناسی در هده بین دهه‌های ۱۹۳۰ و ۱۹۷۰ کشف شد. پیکره‌های بدست‌آمده از هده، عناصری از فرهنگ بودایی و هِلِنی (یونانی) را در سبکی کامل و بی‌نظیر قابل شناسایی از هِلِنی تلفیق (باهم‌درآمیختن) می‌کنند. اگرچه به‌عقیدهٔ کارشناسان خود سبک متعلق به هِلِنی واپسین (متاخر) در سده‌های دوم و اول پیش از میلاد است، اما پیکره‌های بدست‌آمده از هده احتمالاً متعلق به سدهٔ اول پس از میلاد و پس از آن هستند. با توجه به تاریخ کهن، کیفیت عالی، ظرافت کار، گوناگونی و کیفیت حیرت‌انگیز پیکره‌ها، هده می‌بایست یک «شهر کارخانه‌ای» بوده باشد که در آن هنرمندان یونانی و کارآموزان آنها، آشنا با تمام جنبه‌های تندیس‌گری هِلِنی، زندگی و کار می‌کردند، به‌طوری‌که جان بُردمَن (John Boardman) دانشمند هده را «مَهدِ تندیس‌گری آغازین بودایی به سبک هندویونانی» تعبیر کرده‌است. ترانسفرانس (انتقال) قهرمانان یونانی به بودایی (بطور مثال از هِراکلِس (Herakles) که در بوداسفِ (Boddhisatva) بودایی الهام گرفته شده‌است) به‌طور روشن در هده دیده می‌شود. افزون بر این، هده یکی از کهن‌ترین نسخه‌های بودایی بجای‌مانده در دنیا را ارائه می‌دهد، که احتمالاً یکی از کهن‌ترین نسخه‌های هندی بجای‌مانده، مجموعه قوانین فرقهٔ سَروَستیوادا (Sarvastivadin) که مدت‌ها گُم بوده و زمانی در تمام سرزمین گندهارا رایج بوده و در نشر آیین بودایی از هند به چین کارساز بوده‌است. این نوشته‌های بودایی که احتمالاً متعلق به حدود سدهٔ نخست میلادی است، و در طی سال‌های ۱۹۹۰ میلادی از هده غارت شده و به پاکستان قاچاق شده، بر پوست درخت توس (غان) به زبان گندهاری نوشته شده‌اند. این نوشته‌ها در درون ظرف سفالی (که بر روی آن نوشته‌ای به همان زبان برنوشته شده‌بود) کشف شدند و سرانجام سر از کتابخانه بریتانیا در لندن و دانشگاه واشینگتن در سیاتل، واشینگتن آوردند. صاحب قانونی این نوشته‌ها هنوز مورد بحث است.
بیش از ۱۰۰۰ مجموعه پیکره‌ها در هده در طی سال‌های دهه‌های ۱۹۳۰ و ۱۹۷۰ کشف شدند و به موزیم ملی افغانستان در کابل و موزیم گیمه در پاریس منتقل شدند. معابد و استوپه‌های بودایی هده به صورت موزیمی آزاد تبدیل شده‌اند که امروزه در معرض خطر جدی قرار دارند. در زمان جنگ شوروی در افغانستان، شمار زیادی از پیکره‌های هده به غارت رفت و به‌سرعت سر از بازارهای بین‌المللی آثار عتیقه درآوردند. بسیاری از این معابد هده در جریان نبردهای تانک بین سربازان شوروی و چزیک‌های افغان که به این منطقه کشیده شده‌بودند تخریب شدند. آنچه که پس از خروج نیروهای شوروی از افغانستان بجای‌مانده بود در طی جنگ‌های داخلی افغانستان بین سال‌های ۲۰۰۱–۱۹۹۱ میلادی تا سرحد نابودی به غارت رفتند. این پایگاه افسانه‌ای، که زمانی تاج جواهرنشان عصر کوشانی بود، اینک به ویرانه‌ای تبدیل شده‌است.
۳۰–۸۰ میلادی: کوجوله کادفیز (Kujula Kadphises)، فرمانروای کوشانی، از طریق فرارود (ماوراءالنهر)، شمال آمودریا (یونانی: Oxus)، گندهارا را فتح کرده، بر هندوپارتیان یورش می‌آورد، و آن‌ها را از هند به‌سوی درهٔ کابل رانده، و به انقراض آن‌ها سرعت می‌بخشد.
۸۰–۱۲۷ میلادی: ویما کادفیز (Vima Kadphises)، جانشین کوجوله، قلمرو کوشانیان را تا جنوب و مرکز افغانستان می‌گستراند.
۱۲۷–۱۴۷ میلادی: کانیشکا یکم (Kanishka I)، شاهنشاهی کوشان را با برگزیدن پایتخت در پیشاور و بگرام استحکام می‌بخشد، جامعهٔ کاسموپولیتنی (Cosmopolitan؛ جهان‌شهری یا بین‌المللی) شکل می‌گیرد، این دوران به سبب بدست‌آوردن ثروت کلان از راه تجارت جاده ابریشم و تبادل فرهنگی بین شرق و غرب، دوران طلایی آسیای میانه به‌شمار می‌رود.
خلق آثار هنری بی‌نظیر و تبادل فرهنگی در عهد شاهنشاهی کانیشکا (ح. ۱۰۰ تا ۲۲۵ م) به اوج خود می‌رسد. تشویق کوشانیان به آیین‌های بوداگرایی (در شرق افغانستان در نیایشگاه‌ها و زیارتگاه‌هایی چون هَده) و زرتشتی (در غرب، در بین آنانی که از تبار پارس‌ها هستند، در پایگاه‌هایی چون سرخ‌کوتَل) و ارجحیت‌دادن آن‌ها به سبک نگارگری رئالیسم یونانی (Hellenistic) موجب ظهور دوره‌ای برجسته و باروَر از بروز هنری می‌شود. به‌طور مثال، نخستین تندیس‌گری‌ها و ترسیم شناخته‌شده از بودا به صورت انسان در یک سکهٔ کوشانی از سدهٔ اول میلادی ظهور می‌کند.
شواهد هنردوستی و تبادل فرهنگی کوشانیان در هَده (در نزدیکی جلال‌آباد)، سُرخ‌کوتَل (در ولایت بغلان در شمال افغانستان) و بگرام (شمال کابل) و دیگر پایگاه‌های باستان‌شناسی در پاکستان و هند یافت شده‌است.
۱۴۰–۲۲۵ میلادی: پارچه پارچه شدن - در عهد فرمانروایی هوویشکا (Huvishka؛ ۱۸۳–۱۴۰ م)، حکومت کوشانیان رو به ضعف می‌نهد؛ ساسانیان در اواخر سلطنت واسودِوا یکم (Vasudeva I؛ ۲۲۵–۱۹۱ م) سرزمین‌های کوشانیان در افغانستان را می‌گیرند.
۲۴۱ میلادی: تاریخ احتمالی دستیابی ساسانیان بر بگرام. امپراتوری کوشانی که زمانی ابرقدرتی توانگر بود از میان می‌رود و به دولت‌های خُرد و چندتکهٔ کوشانی‌ساسانیان و کوشان‌شاهان هندو تقسیم می‌شود.
|  |  |  |  |  |  |

### شاهنشاهی ساسانیان

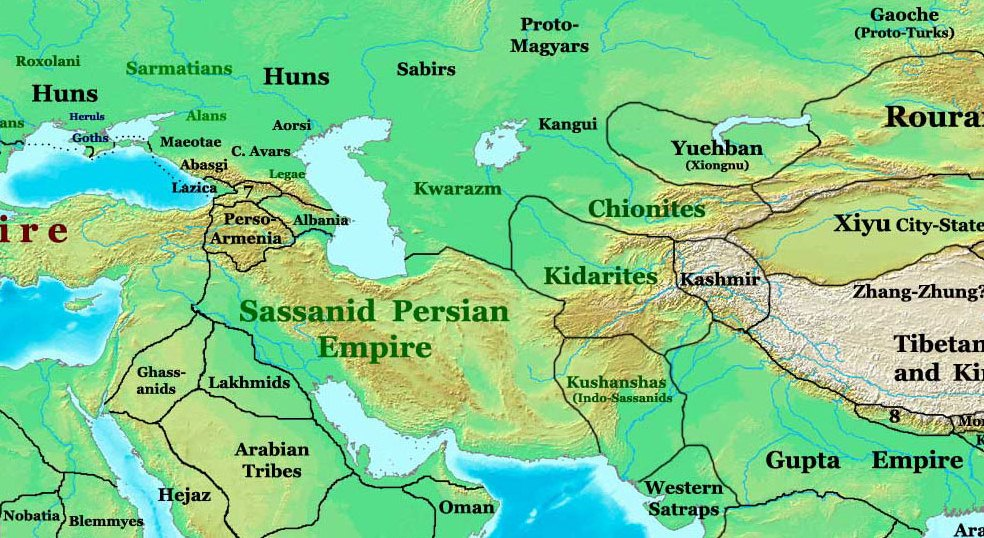
شاهنشاهی ساسانیان، کوشان‌شاهان و کیداریان در حدود سال ۴۰۰ میلادی.

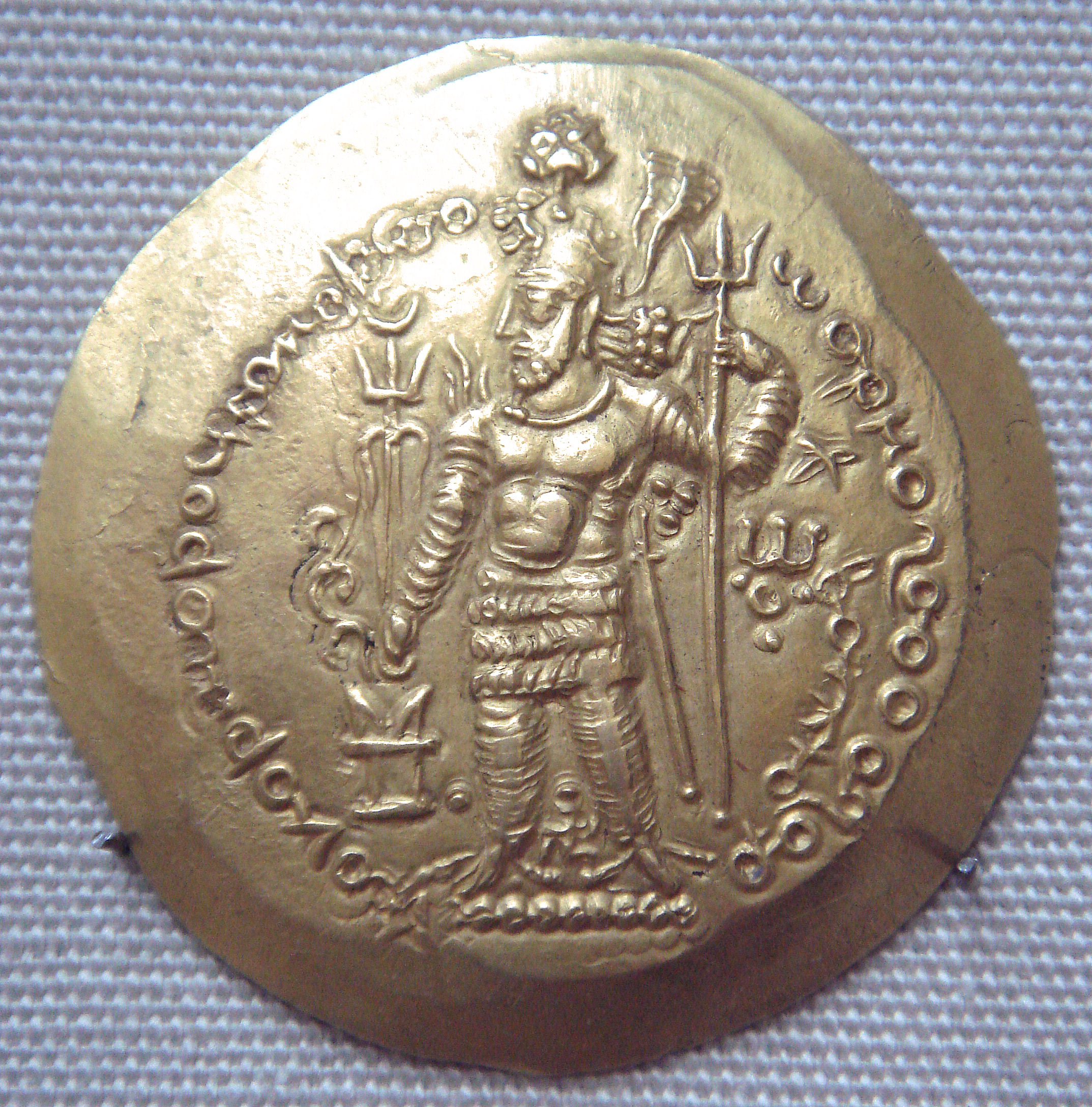
سکهٔ هرمز یکم، شاهنشاه کوشانی‌ساسانی (فرمانروایی: ح. ۲۹۵–۲۶۵ م)، که در افغانستان ضرب شده‌است، و از روی طرح کوشانی اولیه برگرفته‌شده‌است، موزیم بریتانیا در لندن.

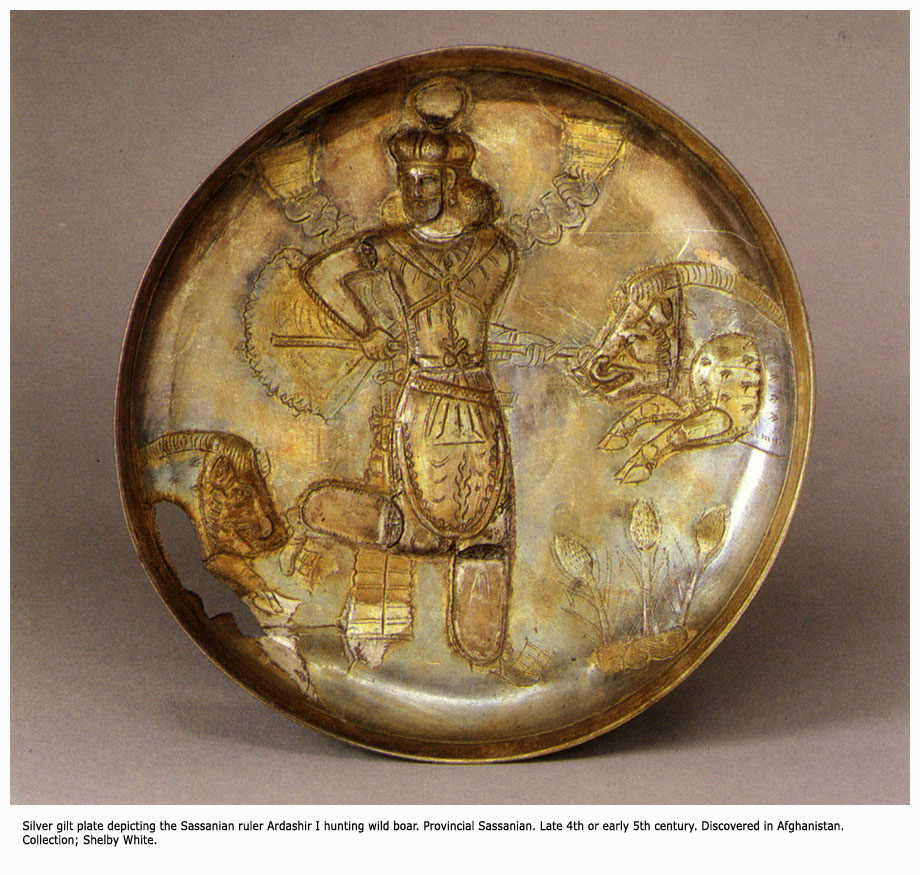
بشقاب نقره‌ای طلاکاری شده که اردشیر یکم (اردشیر بابکان) را در حال شکارِ یک گراز نشان می‌دهد. سبک شهرستانی ساسانیان. اواخر سدهٔ چهارم یا اوایل سدهٔ پنجم. کشف‌شده در افغانستان. [http://www.fas.harvard.edu/~semitic/wl/digsites/Iran/index.htm گِردآورنده: شِلبی وایت (Shelby White)

کوشان‌شاهان (که به کوشانی‌ساسانیان یا ساسانیانِ هند هم معروف هستند)، شاخه‌ای از امپراتوری ساسانی بودند که در سده‌های سوم و چهارم میلادی، خلاء قدرت را که از سقوط کوشانیان به جای مانده بود، پُر کردند.
کوشان‌شاهان قلمرو خود را بر بخشی از سرزمین گندهارای قدیم (شمال‌غرب هند در شرق تا درهٔ کابل در غرب) گستراندند.
کوشان‌شاهان در حدود سال ۴۱۰ میلادی توسط هفتالیان رانده شده‌بودند، پس از شکست یفتلیان به‌دست ساسانیان در سال ۵۶۵ میلادی، دوباره حکومتشان را تأسیس کردند. اما فرمانروایی آن‌ها سرانجام با حملهٔ تازیان (عرب‌ها) در اواسط سدهٔ هفتم میلادی سقوط کرد.
کالاهای تجاری از قبیل ظروف نقره‌ای و پارچه‌های بجامانده از این دوره، شاهنشاهان ساسانی را در حال شکار یا اجرای عدالت نشان می‌دهند، بنابراین پیداست که فرهنگ کوشانی‌ساسانیان پذیرای بوداگرایی و همچنین هنرهای سکولار دیگر بوده‌است. هنر کوشانییان ساسانی قرن‌ها در افغانستان و شمال‌غرب هند پُرنفوذ بوده‌است. کتاب شهرستان‌های ایرانشهر که یکی از نادرترین منابع جغرافیای تاریخی ایران عصر شاهنشاهی ساسانی است، و اصل سه برگی آن به پهلوی از بین رفته و تنها ترجمهٔ آن به‌وسیلهٔ دانشمند ارمنی عصر ساسانی یعنی موسس خورناتسی (زادهٔ سال ۴۱۰ م) به‌دست آمده، ناحیه‌های تحت فرمان شاهنشاهی ساسانی را نشان می‌دهد. نواحی تحت فرمان شاهنشاهی کوشانی مطابق معمول آن دوران – در چهار جهت جغرافیائی – یا به چهار ناحیهٔ شمال‌شرق، جنوب‌غرب، جنوب‌شرق و شمال‌غرب تقسیم کرده‌است و هر ناحیه را "کوست" می‌نامد. آنها هر کوست را به یک سپاهبد (جنرال) می‌سپاردند. این چهار کوست عبارتند از: کوست خُراسان، رُبعِ شمال‌شرق؛ کوست خاوران، رُبعِ جنوب‌غرب؛ کوست نیمروز، رُبعِ جنوب‌شرق؛ کوست آدوربادَگان، رُبعِ شمال‌غرب؛ که کوست خراسان و کوست نیمروز افغانستان امروزی را دربرمی‌گرفتند.
شهرستان‌های ایرانشهر (برگرفته از )
نیوْشابُهْر: نام شهرستان (این نام‌ها به زبان پَهلَوی هستند.)
توجه: برای مشاهدهٔ موقعیت صحیح این پایگاه‌ها از تفکیک‌پذیری (resolution) ابعاد ۱۹۲۰ در ۱۰۸۰ و زوم %۱۰۰ در صفحهٔ نمایشگر خود استفاده کنید.
حدود ۵۶۱–۲۲۴ میلادی: همچنان که شاهنشاهی کوشان به حکومت‌های خُرد و کوچک تکه‌تکه می‌شود، ساسانیان در عهد شاهنشاهی شاپور یکم (فرمانروایی: ۲۷۲–۲۴۱ م) بیشتر منطقه را در سال ۳۰۰ میلادی ضمیمهٔ شاهنشاهی ساسانی می‌کنند. بااینحال، ساسانیان همواره از سوی اقوام آسیای میانه مورد تهدید قرار می‌گیرند؛ قرن‌های متمادی ناامنی و جنگ پی می‌گیرد.

### کیداریان
(ح. ۴۶۵–۳۶۰ م. در بلخ، بدخشان، کابل و جلال‌آباد)
پایان فرمانروایی کوشانی‌ساسانیان خلاء قدرتی را در اواخر سدهٔ چهارم میلادی به وجود آورد که بزودی توسط نخستین قبیلهٔ هون‌ها پُر شد. خاستگاه آن‌ها در آسیای میانه یا منطقهٔ دریای سیاه بود و به کیداریان معروف بودند.
کیداری‌ها در طی دههٔ بیست از سدهٔ پنجم میلادی (سال‌های ۴۲۰) در شمال افغانستان و قبل از تازش به‌سوی شرق و فتح پیشاور به‌قدرت رسیدند. آن‌ها سپس به‌سوی شمال تاختند تا قسمت‌هایی از شمال‌غرب هند و (آنطرفتر در شمال) سُغد را در طی سال‌های ۴۴۰ تسخیر کنند.
آنطور که از سکه‌های بجای‌مانده از دوران آن‌ها پیداست، حکومت‌های کوجک متعددی از کیداری‌ها در این دوره ظهور کردند. نوشته‌های موجود بر روی برخی از این سکه‌ها نشان می‌دهد که کیداری‌ها بازماندگان شاهنشاهی کوشان، که دو سده پیش از آمدن کیداری‌ها ناپدید شده‌بودند، هستند. به هر حال در مورد این قوم هنوز نمی‌توان به‌طور مشخص سخن گفت.
پیروز یکم و یزدگرد دوم دو شاه ساسانی بودند که با کیداریان جنگیدند. کیداریان از سال ۴۵۶ میلادی به بعد علیه ساسانیان جنگیدند. پریسکی پونی نوشته‌است که رومیان تعهد کردند که اگر دولت ساسانی علیه هونها و کیداریان محاربه نماید کمک پولی خواهند رسانید زیرا مقابلهٔ آن‌ها باعث می‌شد که این اقوام وارد سرزمین روم نشوند.
پیروز یکم (فرمانروایی: ۴۵۹ تا ۴۸۳ میلادی)، پادشاه ساسانی توانست به‌طور قطعی کیداری‌ها را مغلوب کند و آنان به هدایت شاه کیداره هجرت کردند و در قندهار ساکن شدند. اما قوم کوچ‌نشین دیگری موسوم به هفتالیان (هیاطله)، به نواحی تخارستان که تازه کیداری‌ها از آنجا رفته بودند، هجوم آوردند. پیروز با آن‌ها شروع به جنگ کرد.
فرمانروایی صدسالهٔ کیداری‌ها در دوران اوج اقتدار خود، از آمودریا تا دریاچه آرال گسترده بوده، و پایتخت آن‌ها در فرارود (ماوراءالنهر)، در منطقه‌ای که متون تاریخی آن را "جنوب هونوک 'سرخ' " (مکان نامعلوم) نامیده‌اند، واقع بوده و در سدهٔ پنجم میلادی به‌سوی غربِ کیوَهٔ "سفید" (مکان نامعلوم) منتقل شده‌بود. در این منطقه کیداری‌ها در سال‌های ۴۵۰ میلادی، با یورش قوم کوچ‌نشین جدیدی بنام هفتالیان مواجه می‌شوند.

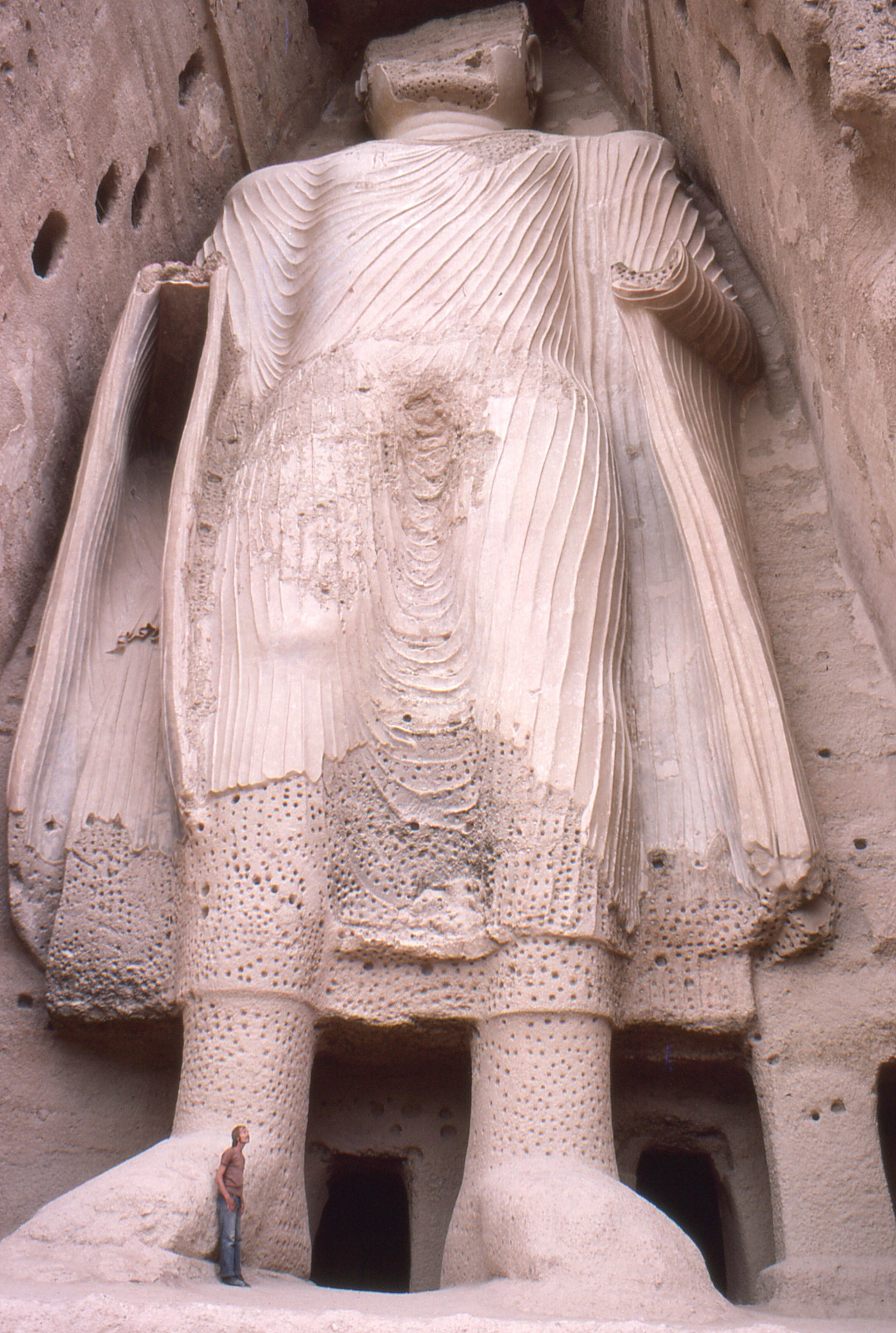
تندیس بودای کوچک (۳۸ متر) در سال ۱۹۷۷ (قبل از آنکه توسط طالبان در سال ۲۰۰۱ تخریب شود)، سدهٔ ششم پس از میلاد، بامیان، مرکز افغانستان

### هفتالیان
(ح. ۵۶۵–۴۷۵ م. در بلخ و بدخشان؛ ۵۳۵–۴۵۰ م. در حوزه‌های کابل، جلال‌آباد، غزنی و قندهار؛ و ۵۶۵–۴۸۵ م. در حوزهٔ بادغیس)
هفتالیان (یونانی: Ephthalites، اعراب آنان را هیاطله و هندی‌ها آن‌ها را Huna می‌نامیدند، همچنین به «هون‌های سفید» یا خیون‌ها معروف هستند) کنفدراسیونی (اتحادیه) از اقوام کوچ‌نشین آسیای میانه بودند که خاستگاه دقیق آن‌ها نامعلوم است.
آن‌ها از خود شهر یا رسم‌الخطی نداشتند، در خیمه‌های نَمَدی زندگی می‌کردند و در بین آن‌ها دگردیسی جمجمه (برای نشان دادن رتبه و مقام در اجتماع) و چندشوهری (حالتی از چندهمسری است که در آن، زن به‌طور هم‌زمان بیش از یک شوهر داشته باشد) رواج داشت.
هفتالیان از سوی آسیای میانه به‌سوی جنوب تاختند و سُغد را در ۴۲۵ میلادی گرفتند و به شاهنشاهی ساسانیان حمله بردند. طبق روایت بعضی از مآخذ، هفتالیان در شهر باستانی بیابانی گیاورقلعه، در نزدیکی دژ نظامی دورهٔ سلوکی مرو) ساسانیان را مغلوب ساخته و شیرازهٔ قدرت نظامی و نخبگان سیاسی ساسانیان را نابود ساخته و داخل مملکت آن‌ها شدند و چندین ایالت را با شهرهای مرو و هرات تصرف کردند و خراجی سالیانه بر ساسانیان تحمیل کردند. (حدود ۴۸۵–۴۸۳ میلادی) تا اینکه یک نسل بعد، هفتالیان در طی چند جنگ (حدود ۵۱۳–۵۰۳ میلادی) بیرون رانده شدند و سرانجام توسط خسرو یکم (انوشیروان)، شاهنشاه ساسانی، در ایران‌شهر شکست می‌خورند.
اگرچه هفتالیان، بعد از آمدنشان در حدود سال ۴۰۰ میلادی، برای مدت قریب به دوصد سال بر بخش‌های بزرگی از افغانستان فرمان راندند، اما از خود در افغانستان بجز چند بنا، آثاری زیادی به جای نمانده‌اند. دژهای سنگی و گِلی و بالاحصار کابل و دیوارهای شهر بر روی تپهٔ شیردروازه (متعلق به سدهٔ پنجم میلادی)، تومولی (کورگان‌ها و گورهای سنگی و گِلی) در خارج از قندوز در فلات شاخ‌تپه متعلق به عصر هفتالیان هستند.
اگرچه منابع تاریخی از تخریب پایگاه‌های بودایی به‌دست هفتالیان خبر می‌دهند، اما به بامیان آسیبی زیادی نرسیده، در جاییکه دو تندیس بزرگ بودا به احتمال زیاد در اواخر حکومت هفتالیان بنا شده باشند.

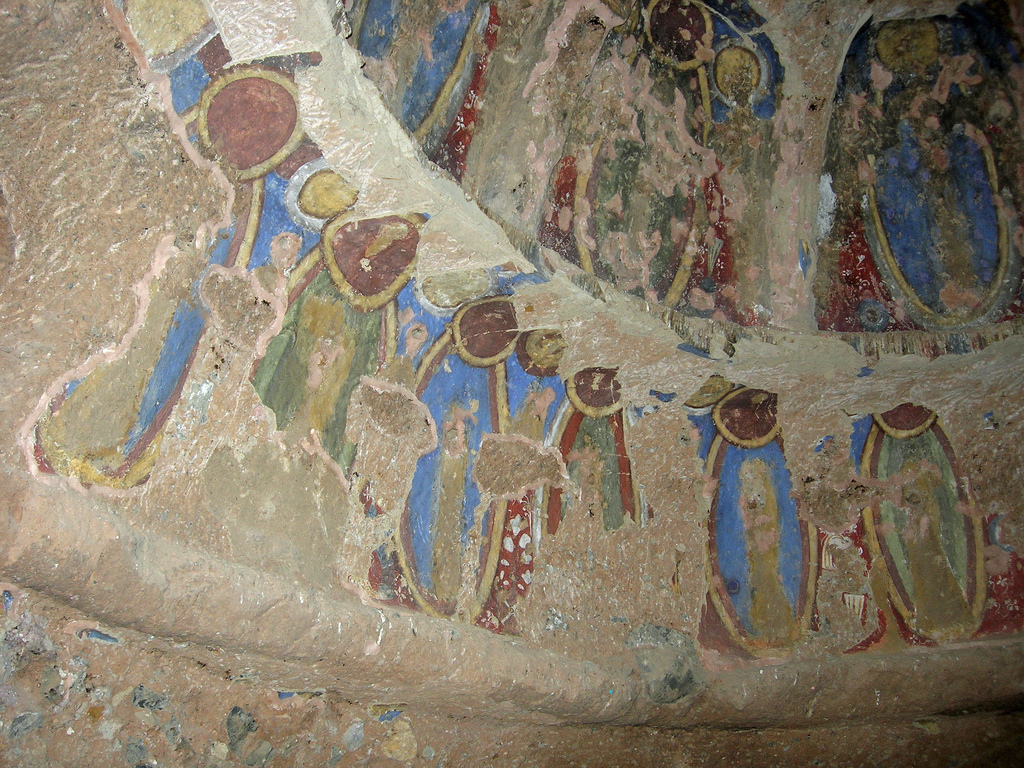
نقاشی‌های مغاره‌های بامیان نخستین نقاشی‌هایی دنیا هستند که در آن از رنگ روغنی به‌کار رفته‌است.

نسخه‌های خطی که بین دهه‌های هشتاد تا اواخر نود میلادی از دوران هفتالیان و کوشان‌شاهان در افغانستان به‌دست آمده‌اند (که هم‌اکنون در کلکسیون دکتر دیوید خلیلی در لندن موجود هستند) نشان می‌دهند که هفتالیان زبان باختری (بلخی) را به خط یونانی (که از دوران کوشانیان به‌طور سنتی به عنوان خط اداری در این منطقه بکار می‌رفته) می‌نوشتند. در اسناد تازه‌کشف‌شده چندین لقب تُرکی (از قبیل خاقان) آمده، که نشان می‌دهد که ترک‌های آسیای میانه احتمالاً در مقام‌های حکومتی هفتالیان حضور داشتند.
از اسناد و سکه‌ها و شواهد بجای‌مانده از دورهٔ هفتالیان، پیداست که آن‌ها در سال ۵۳۱ میلادی به‌دست ائتلافی از تُرک‌های غربی و ساسانیان سقوط کرده‌اند.
اشاره‌های گرانبهایی به دوران پُر هرج و مرج بعد از هفتالیان از هُوان‌تسَنگ (Xuán Zàng)، زائر چینی، که بین سال‌های ۶۳۰ تا ۶۴۴ به این منطقه سفر کرده‌بود، به جای مانده‌است. هوان‌تسنگ در سفر خود به کابل در زمستان سال ۶۴۴ میلادی این شهر را اینچنین توصیف کرده:
هوا بسیار سرد و یخی است؛ مردان اینجا ذاتاً نیرومند و تُندخو هستند. شاه یک تُرک است. ایمان آن‌ها (به بوداگرایی) راسخ است؛ او به آموختن ارج می‌نهد و هنردوست است.
از این شواهد پیداست که آیین بودایی تا سدهٔ هفتم میلادی در بامیان، کابل، جلال‌آباد، و گندهارا رواج داشته و احتمالاً بعد از اشاعهٔ اسلام و حمله‌های نخست تازیان (اعراب) تا سده‌های هشتم و نُهم دوام پیدا کرده‌است.
حدود ۵۵۰–۳۵۰ میلادی: هفتالیان (هون‌های سفید) از آسیای میانه به‌سوی جنوب می‌تازند، و شاهنشاهی ساسانیان و کوشانی‌ساسانیان را درهم می‌شکنند.
فرهنگ بودایی و هنر تندیس‌گری در بامیان، شُتُرک و دیگر پایگاه‌ها علی‌رغم سقوط کوشانیان و نبردهای پیاپی دوام پیدا می‌کند.
ستیز بین هفتالیان، ساسانیان و کوشانی‌ساسانیان تا حدود ۵۵۰ میلادی ادامه می‌یابد؛ در این زمان، هفتالیان به‌دست گؤک‌تُرکانِ آسیای میانه در شمال آمودریا (Oxus)، و ساسانیان در افغانستان که دوباره یورش آورده بودند، شکست می‌خورند؛ شورش‌های قبیله‌ای داخلی ادامه پیدا می‌کند.

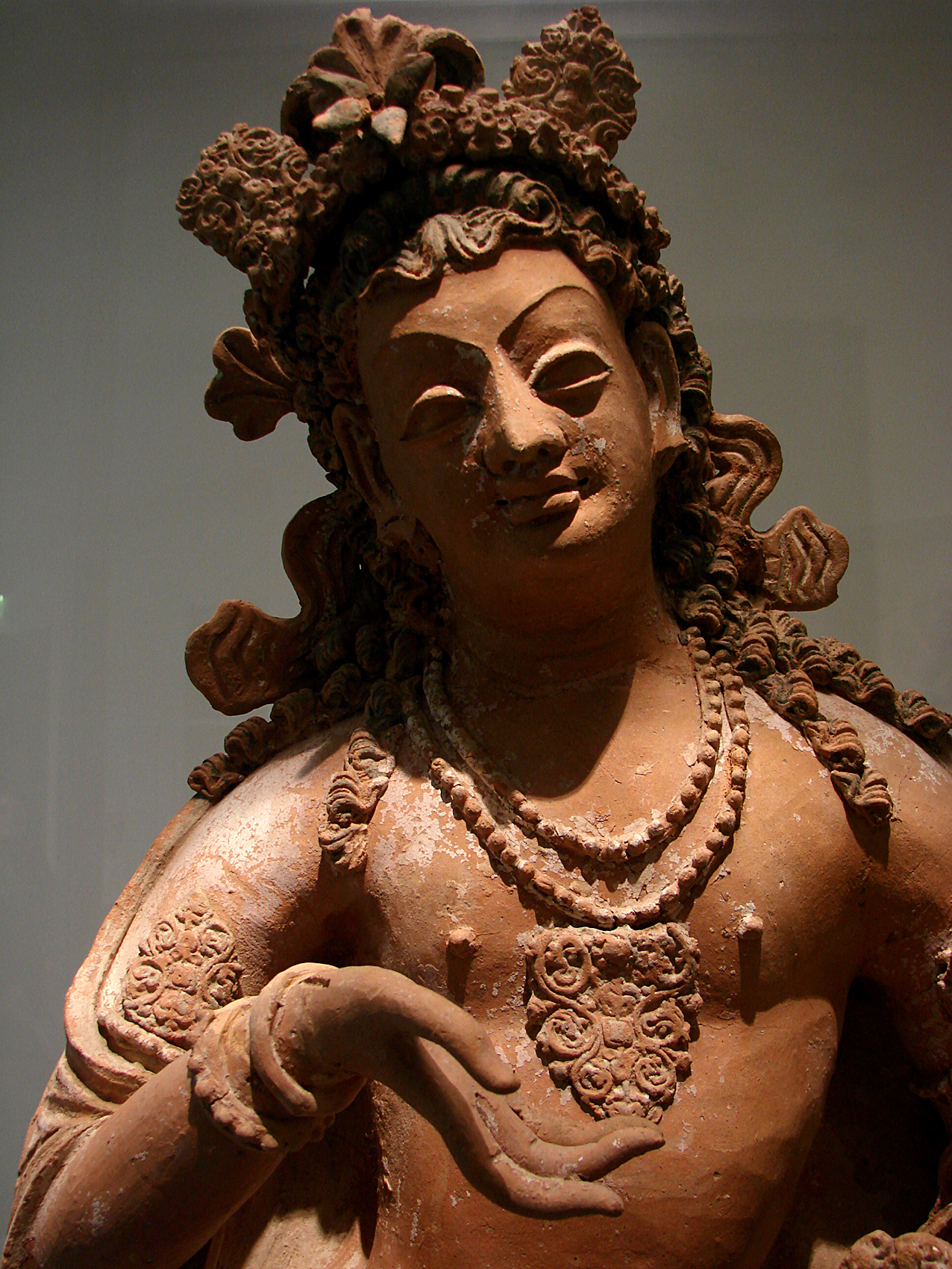
پیکرهٔ بوداسف بدست‌آمده از نیایشگاه فندقستان در ولایت پروان، سدهٔ هفتم پس از میلاد، موزیم گیمه در پاریس.

بامیان: دو تندیس بزرگ از بودا در بامیان به بلندای ۵۵ متر و ۳۸ متر، تا قبل از آنکه توسط گروه بنیادگرای طالبان در سال ۲۰۰۱ تخریب شوند، بزرگ‌ترین تندیس‌های بودا و بلندترین مجسمه‌های سنگی در جهان به‌شمار می‌آمدند، و برای زمانی طولانی از جاذبه‌های اصلی گردشگری در افغانستان بودند. اطراف تندیس‌ها صدها مغاره وجود دارد که گفته می‌شود قبل از اسلام راهبان بودایی در آن‌ها مشغول عبادت و آموزش آموزه‌های بودایی بوده‌اند. شماری از این مغاره‌ها پر از نقاشی‌های مذهبی بوده و در بیشتر این نقاشی‌ها تصویر زنان و مردان نقاشی شده‌است. برخی از این نقاشی‌ها مربوط به لحظاتی از زندگی بودا می‌شود. گفتنی است بامیان در عهد باستان مرکز مهم بوداگرایی بوده، و با قرارگرفتن در قلب جاده ابریشم استراحت‌گاهی برای کاروان‌ها بوده و راهبان بودایی را از سرتاسر منطقه جذب می‌نموده‌است. معابد صخره‌ای متعددی در درهٔ بامیان، در قلب رشته‌کوه‌های هندوکُش، در مسیری صعب‌العبور واقع هستند، که سرزمین‌های باستانی کاپیسا و باختر را به یکدیگر متصل می‌کرده. در بامیان معابد بودایی وجود دارند که در آن پیکره‌های گِلی رنگ‌آمیزی‌شده موجود بوده و احتمالاً در سدهٔ سوم میلادی بنا شده و هنوز تا سده‌های هفتم و هشتم میلادی فعال بوده‌اند. این معابد از هنر ساسانیان ایران و بعدها از فرهنگ هندی گندهارا و پُست-گوپتا تأثیر پذیرفته بودند. گمان می‌رود این نمادها توسط کیداری‌ها (بازماندگان کوشانیان) یا حتی هفتالیان ترویج داده شده باشند، و به‌گفتهٔ زائران چینی همچون هوان‌تسنگ، این‌ها بودائیانی زاهد و پارسا بودند. بر روی تپه‌ای مشرف به جنوب، دو فرورفتگی کنده‌کاری‌شده تندیس‌های بودا را دربرمی‌گیرند. داخل این فرورفتگی‌ها را نقش‌های مذهبی با هاله‌های نوری رنگین فراگرفته‌بود. در زیر تاق قوسی حافظ تندیس ۳۸ متری بودا، ایزد بزرگ خورشید، یا احتمالاً همان میترا، جامه‌ای از خفتان و ردایی آویخته بر تن دارد، که در قسمت سقف آن دو ردیف از شاهان اهداکنندهٔ خیرات دیده می‌شود. در فرورفتگی‌های دیگر، پیکره‌های بوداسف (boddhisattva) با لُنگ‌هایی (dhōtī) بر تن و شال‌هایی آویخته بر سر دیده می‌شوند. ساختار سقف تاق‌ها مشابه همتاهای آن در آسیای میانه است، درحالیکه قوس‌ها تقلیدی از معماری ایرانی است. تزئینات پایگاه‌های مجاور در کَکراک و فولادی مشابه همتاهای خور در دوران واپسین بامیان هستند.
فُندُقِستان: معبدی کوچک در مسیر بامیان است که تندیس‌های زیبای آن از گِل نپختهٔ رنگ‌آمیزی‌شده، با قدمت سدهٔ هشتم میلادی با ویژگی تأثیرپذیری از سبک‌های همزیست‌گونهٔ متعدد ایرانی، هندی و آسیای میانه‌است. در این تندیس‌ها با سبکی ویژه از رئالیزم و خمشی فن‌ورانه، دوشیزهٔ هندی دلربا دستش را بر دست یک شاهزادهٔ محلی گذاشته که جامه‌ای تُرک‌مانند بر تن دارد. نقاشی‌های بوداهای متین و بوداسف‌های سبک باروک با چهره و پوشاک عجیب که بیشتر برای پُر کردن پانتئون (معبد رومی) مساعد بودند. معبد دیگر بودایی در غزنی در تپه‌سردار واقع است که قدمت آن به سده‌های سوم تا هشتم میلادی برمی‌گردد. یک هیئت ایتالیایی آثاری را کاوش کردند که نشان‌دهندهٔ تأثیر سبک‌ها و فرهنگ‌های گوناگون ذکرشده بوده و بک مقایسهٔ دقیق درونمایه‌ها کمک می‌کند. خشت‌های نپخته و گچی و تندیس‌های رنگ‌آمیزی‌شده و زراندودشده (طلایی‌رنگ) نمایانگر هنر تندیس‌نگاری هستند که به مطالعهٔ تحول فرهنگ و گرایش‌های مذهبی طولانی‌مدت و گذر احیای بوداگرایی مهایانای اولیه و برهمن‌گرایی یاری می‌رساند.

### کابُل‌شاهان یا رَتبیل‌شاهان
(تُرک‌شاهان-ح. ۸۵۰–۶۵۰ م. در حوزه‌های کابل، جلال‌آباد، غزنی و قندهار؛ ۸۰۰–۶۵۰ م. در حوزهٔ بُست)

### (هندوشاهان-ح. ۱۰۰۰–۸۷۰ م. در جلال‌آباد؛ ۹۸۰–۸۷۰ م. در کابل؛ و ۹۶۰–۸۷۰ م. در حوزهٔ غزنی)

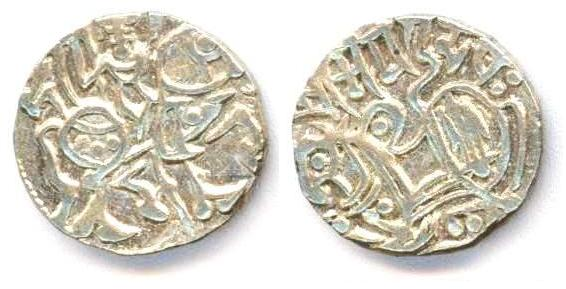
سکهٔ سامانتا دوا (Samanta Deva؛ فرمانروایی: ح. ۱۰۰۰–۸۵۰ م)، شاه کابل و گندهارا، که گاوی خوابیده را بر روی سکه، و سوارکاری با نیزه بر روی پشت سکه نشان می‌دهد.

دودمان‌های کابل‌شاهان، در بخش‌هایی از درهٔ کابل (در شرق افغانستان) و ولایت قدیم گندهارا (شمال‌شرقی افغانستان، شمال پاکستان و شمال‌غربی هند) فرمانروایی می‌کردند. پایتخت آن‌ها در شهر کاپیسا و کابل بود.
کاربرد واژهٔ شاهی لقب سلطنتی متداول در این منطقه بوده که در زمان‌های مختلف توسط هخامنشیان، باختریان، سکاها، کوشانیان و هون‌ها (هفتالیان)، و همچنین بین سده‌های ششم تا هشتم میلادی توسط شاهی‌های کابل و کاپیسا کاربرد می‌شده‌است.
تاریخ‌دانان دورهٔ فرمانروایی شاهی‌های کابل و گندهارا را به دو دوره تقسیم می‌کنند:
- تُرک‌شاهان بودایی (پیش از سال ۸۷۰ میلادی)،
- هندوشاهان (بعد از سال ۸۷۰ میلادی).

با اینکه منابع، شاهی‌ها را بازماندگان کوشانیان یا بازماندگان تُرکان می‌خوانند، اما فرمانروایان شاهیِ کابل و کاپیسا به‌طور قطع از بازماندگان طبقهٔ جنگجوی اَشواکاها (Ashvaka) (بعقیدهٔ برخی از محققان، واژهٔ افغان از این واژه برگرفته شده‌است) هستند. اَشوَکاها سالیان دراز تحت عنوان کمبوجه‌ها (Kamboja) در مناطق شمال و جنوب هندوکش می‌زیستند.
حدود ۶۵۰–۵۰۰ میلادی: در گردیز و کابل، کابل‌شاهان بر تکه‌هایی از جوامع بودایی، هندو و زرتشتی فرمانروایی می‌کنند. شاهی‌ها چند فرهنگی و پُرمُدارا با تمام عقیده‌ها گوناگون هستند، و تنها وقتی‌که از سوی تازیان (عرب‌ها) از سوی ایران (۶۴–۶۵۲ میلادی) و ترکان مسلمان از سوی آسیای میانه (سدهٔ هشتم میلادی) تهدید می‌شوند به نبرد و دفاع از خود می‌پردازند. زمانی‌که درهم شکسته می‌شوند، به‌سوی گندهارا و پنجاب عقب‌نشینی می‌کنند.

### اعراب
(۶۵۰–۸۰۰ م. در سیستان؛ و ۸۲۱–۶۵۰ م. در هرات)
حملهٔ تازیان (اعراب) مسلمان به افغانستان بفاصلهٔ کوتاهی پس از رحلت محمد (۶۳۲ م)، در دورهٔ خلافت خلفای راشدین (۶۶۱–۶۳۲ م) صورت گرفت.
سپاهیان عرب پس از شکست دادن ساسانیان در جنگ قادسیه (۶۳۶ م) و جنگ نهاوند (۶۴۲ م) بسوی شرق تاختند.
تازیان که شکست‌ناپذیر بنظر می‌رسیدند، سرسختانه بسوی سرزمین ناهموار و سنگلاخی افغانستان، که به اعراب بیابان‌گرد تازگی داشت، به پیش رفتند و با مقاومت قبایل سرسخت این سرزمین مواجه شدند. مقاومت مردمان سرسخت بومی این سرزمین مانع جدی برای اعراب بیابان‌گرد بود. بدین ترتیب، پیشرفت سریع و طوفان‌گونهٔ اسلام، در این سرزمین که از طریق قندهار و غزنی به سوی قلب افغانستان پیش می‌رفت، به پیشرفتی کُند و سخت تبدیل شد، به‌طوری‌که هر فرسخ پیشروی آنان به‌شدت با مقاومت مردمام بومی مواجه می‌شد، و نبرد پشت نبردِ تازیان دفع می‌شد، و شهرهایی هم که فتح شده‌بودند دوباره علیه تجاوز و حملهٔ تازیان بیابان‌گرد شورش می‌کردند.
کابل‌شاهان (رَتبیل‌شاهان یا هندوشاهان) در کابل رهبری مقاومت را بر عهده داشتند. اهمیت شهر کابل در عهد فرمانروایی این دودمان از کاپیسا پیشی گرفته بود. رتبیل‌شاهان و مردم بومی کابل آنچنان قهرمانانه در مقابل حملهٔ تازیان دفاع کردند که استثمار آنان جوهرهٔ داستان‌های قهرمانی در ادبیات اسلامی شد. در این میان، ایستادگی چندین شبانه روزهٔ جوانی بنام رستمداد کابلی در برابر محاصرهٔ تازیان حائز اهمیت است.
سرانجام کابل پس از محاصرهٔ یک ساله، در سال ۶۶۴ میلادی توسط متجاوزین عرب فتح شد. نافرمانی سرسختانه کابلی‌ها، تازیان را به واکنش متقابل وامی‌داشت و بدین‌ترتیب در شهر چندین درگیری رخ داد. کابل تنها پس از محاصره‌شدن‌های طولانی، و بدبیاری‌هایی چون افتادن یک فیل زخمی در مابین دروازهٔ شهر، که مانع بستن آن می‌شد، تسلیم شد. سرانجام، تازیان خشمگین، سپاهی را آماده نمودند که به دلیل تجهیزات باشکوهش، سپاه طاووس (جیش الطواویس) نامیده شد. رتبیل شاهان در گردنه‌ای بین کابل و غزنی با سپاهیان عرب به سختی جنگیدند و در نهایت شکست درین جنگ نصیب اعراب گردید.
ابوریحان بیرونی، تاریخ‌دان عهد غزنویان، در گزارشی از سفرش به هند در کتاب تحقیق ماللهند، از ایستادگی کابل‌شاهان با دیدهٔ حرمت نگریسته:
حال که هندوشاهیان منقرض شده‌اند، و از تمامی این دودمان هیچ‌کسی باقی نمانده، باید بگوییم، با تمام جلال و شکوهشان، هرگز از انجام کاری که شایسته بود کوتاهی نکردند، آن‌ها مردان والامنش و نجیب بودند.
این شاهزادگان نجیب برای دوصد سال ایستادگی کردند. در این مدت مسلمانان سرزمین‌های مجاور، یعنی هرات، سمرقند، و کاشغر را در شمال، و سیستان را در جنوب‌غرب فتح کرده بودند و حکمرانان عرب در اواخر سدهٔ هشتم میلادی فرمان می‌راندند. کابل هم مناطق وسیعی از قلمروش را به هرات باخته بود، و در کابل یک مأمور عرب به باج‌های پرداخته شده به خلفای بغداد رسیدگی می‌کرد. بدین‌ترتیب شاهزادگان کابل با پرداخت باج که همیشه هم صورت نمی‌گرفت توانستند سرزمین خویش تا آمدن یعقوب لیث صفاری، از چنگال تازیان محافظت کنند.
۶۵۲ میلادی: تازیان (اعراب) ابتدا هرات، پوشنگ و بادغیس را تصرف کرده، و سپس به سوی قلب هندوکش پیشروی می‌کنند، اما با مقاومت شدید قبایل مواجه می‌شوند.

## معادل‌های انگلیسی
1. ↑  Paleolithic یا Palaeolithic
2. ↑  Lower or Old Paleolithic
3. ↑  Middle Paleolithic
4. ↑  Mousterian
5. ↑  Homo Sapiens Sapiens
6. ↑  Upper Paleolithic